# Heinrich VIII. (England)

Porträt Heinrichs VIII. nach Hans Holbein d. J., 1536–1537, Walker Art Gallery

Heinrich VIII. (englisch Henry VIII; * 28. Juni 1491 im Palace of Placentia, Greenwich; † 28. Januar 1547 im Whitehall-Palast, London) war von 1509 bis 1547 König von England, ab 1509 Herr der Lordschaft Irland und ab 1541 König von Irland. Als jüngerer Sohn von König Heinrich VII. und Elizabeth von York wurde er nach dem frühen Tod seines älteren Bruders Arthur im Jahr 1502 Thronerbe. Seine Krönung im Juni 1509 war nach den englischen Rosenkriegen die erste friedliche Thronbesteigung seit beinahe 100 Jahren. Als erster humanistisch gebildeter König von England war Heinrich ein typischer Renaissancefürst: Er sprach mehrere Sprachen, verfasste Gedichte, komponierte und zeigte großes Interesse an religiösen Themen. In seiner Jugend war er ein athletischer, charismatischer Mann, dessen Herrschaftsantritt freudig begrüßt wurde, in späteren Jahren jedoch war er fettleibig, chronisch krank und galt vielen als Tyrann.
Im politischen Tagesgeschäft stützte sich Heinrich auf Ratgeber wie Kardinal Wolsey, Thomas Morus oder Thomas Cromwell. Mit Hilfe Wolseys gelang es dem König einerseits, seine Machtstellung im Sinne des Frühabsolutismus auszubauen, andererseits gestand er dem Parlament auf Betreiben Cromwells erstmals Mitspracherechte in Kirchen- und Verfassungsfragen zu. Ausschlaggebend dafür war sein Konflikt mit der Papstkirche: Da Heinrichs erste Ehe mit Katharina von Aragon keinen männlichen Thronfolger hervorgebracht hatte, strebte er deren Annullierung durch Papst Clemens VII. an. Als dieser das Ansinnen ablehnte, betrieb Heinrich, ursprünglich ein Gegner Luthers und der Reformation, die Trennung der Kirche Englands vom römischen Katholizismus. Mit der Suprematsakte ließ er sich 1534 vom Parlament selbst zu deren Oberhaupt erklären. Schließlich löste er die englischen Klöster auf, wofür er von Paul III. exkommuniziert wurde. Obwohl Heinrichs religiöse Überzeugungen bis zuletzt im Kern katholisch blieben, ebnete er dem Protestantismus in England den Weg, indem er die Autorität des Papstes zurückwies, den Druck einer staatlich autorisierten, englischsprachigen Bibel förderte und sich durch die Veräußerung von Kirchenbesitz eine breite Schicht loyaler, protestantischer Unterstützer schuf.
Nach Heinrichs Tod fiel die Krone nacheinander an seine drei überlebenden Kinder: zunächst an seinen neunjährigen Sohn Eduard, der aber früh verstarb, dann an die älteste Tochter Maria und schließlich an seine Tochter Elisabeth, mit der die Herrschaft des Hauses Tudor 1603 endete. In der Populärkultur ist Heinrich VIII. vor allem für seine insgesamt sechs Ehen bekannt. Zwei davon, die mit Katharina von Aragon und Anna von Kleve, ließ er annullieren. Anne Boleyn und Catherine Howard ließ er hinrichten, Jane Seymour starb im Wochenbett, und Catherine Parr überlebte ihn.

## Leben

### Frühe Jahre

#### Geburt und frühe Kindheit

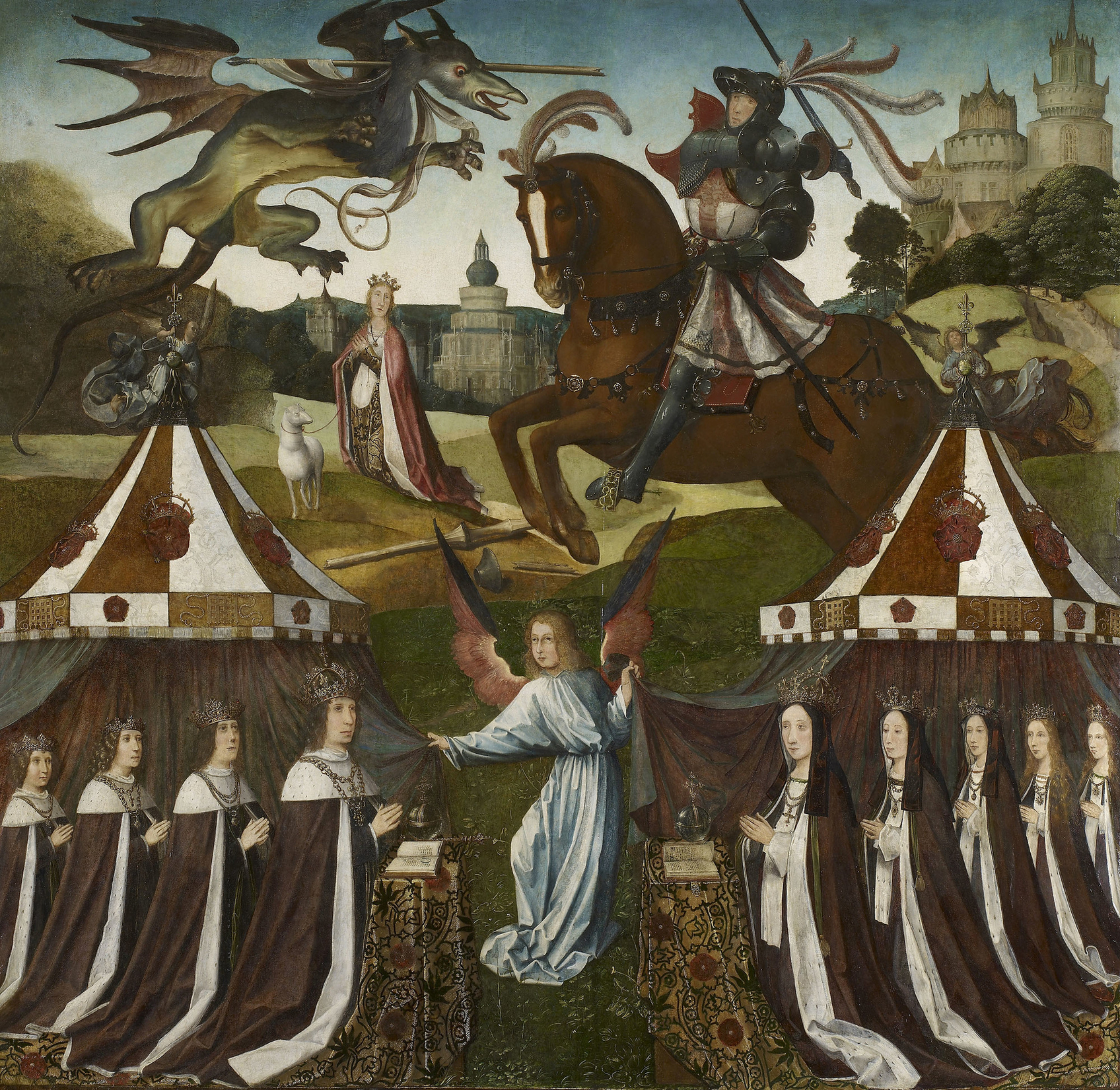
Unbekannter flämischer Maler, Heinrich VII. und Elizabeth of York mit ihren sieben Kindern (v. l. n. r.): Edmund, Heinrich, Arthur, Margaret, Elizabeth, Mary und Catherine

Heinrich wurde am 28. Juni 1491 als das dritte Kind und der zweitälteste Sohn des englischen Königs Heinrich VII. und seiner Frau Elizabeth of York geboren. Getauft wurde er von Richard Fox, Bischof von Exeter, mit dem üblichen großen Pomp für königliche Kinder mit Herolden und Trompeten. Da seine Eltern bereits einen Thronfolger, Prinz Arthur, hatten, war Heinrich zum Zeitpunkt seiner Geburt aber von keiner großen dynastischen Bedeutung. Selbst seine Großmutter Margaret Beaufort, die die Geburten seiner beiden älteren Geschwister gewissenhaft mit genauer Uhrzeit und Ort in ihrem Stundenbuch eingetragen hatte, verzeichnete Heinrich darin eher beiläufig.
Heinrichs frühe Kindheit war geprägt von den Nachwehen der Rosenkriege, den jahrzehntelang anhaltenden, blutigen Kämpfen der Häuser Lancaster und York. Heinrich VII. hatte sich die Krone 1485 auf dem Schlachtfeld errungen, erst seine Kinder aus der Ehe mit einer Plantagenet-Prinzessin konnten ihren Thronanspruch dann auch dynastisch begründen. Daher tauchten wiederholt Thronprätendenten auf, die Heinrich VII. die Herrschaft streitig machten. 1494 gab sich ein junger Mann namens Perkin Warbeck als Richard, Duke of York aus, den jüngeren der beiden verschwundenen Prinzen im Tower und Bruder von Königin Elizabeth of York, der Gemahlin Heinrich Tudors. Er erhob Anspruch auf den englischen Thron und gewann schnell Unterstützung sowohl in England als auch auf dem Festland. Als Maßnahme gegen Warbeck schlug der König seinen zweiten Sohn 1494 in einer groß angelegten Zeremonie zum Knight of the Bath und erhob ihn anschließend zum Duke of York, dem traditionellen Titel des zweitgeborenen Königssohns. Der erst dreijährige Heinrich, der später ein großer, kräftiger Mann und begeisterter Reiter sein würde, ritt in Begleitung vieler Edelleute „alleine auf einem Pferd sitzend“ in London ein und wurde dabei von einem der Zuschauer wohl aufgrund seiner Größe für bereits „vier Jahre alt oder ähnlich“ gehalten. 1495 nahm ihn sein Vater auch in den Hosenbandorden auf.
Als 1496 zugunsten Warbecks ein Aufstand cornischer Rebellen ausbrach, die ungehindert auf London marschierten, musste der fünfjährige Heinrich mit seiner Mutter in den Tower fliehen. Gleichzeitig fiel Warbeck von Schottland aus in England ein. Der König ritt zunächst mit seinen Truppen gen Norden und kehrte später rechtzeitig zurück, um die Rebellen kurz vor London zu schlagen. Möglicherweise waren diese frühen Erfahrungen ein Grund dafür, dass Heinrich später den Herrschaftsanspruch seiner Dynastie so kompromisslos und streckenweise grausam verteidigte.

#### Erziehung und Ausbildung
Während Kronprinz Arthur in einem eigenen Haushalt in Ludlow in Wales lebte, wurde Heinrich zusammen mit seiner Schwester Margaret auf Eltham Palace erzogen, wo bald noch die Geschwister Elizabeth, Mary und Edmund hinzukamen. Von den insgesamt sieben Kindern erreichten nur Heinrich, Margaret und Mary das Erwachsenenalter. Unter Historikern ist umstritten, ob Heinrich für eine Karriere in der Kirche vorgesehen war. Der Historiker Edward Herbert schrieb im 17. Jahrhundert, Heinrich sei „während der Lebenszeit seines älteren Bruders Prinz Arthur als Erzbischof von Canterbury bestimmt gewesen“. Dagegen spricht Heinrichs Erhebung zum weltlichen Titel des Duke of York, der mit erheblichem Landbesitz einherging und seine Ausbildung an den Waffen.

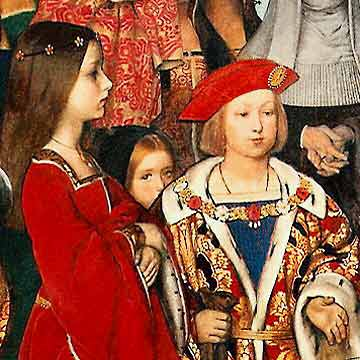
Heinrich und seine Schwester Margaret beim Besuch von Erasmus (moderne Darstellung des 19. Jahrhunderts in Westminster Hall)

Sein erster Lehrer war ab etwa 1496 der Hofpoet John Skelton, von dem er die typische Renaissanceausbildung der Zeit erhielt, mit besonderem Augenmerk auf Latein, Geschichte und antike Autoren neben Musik und Poesie. Später setzte Heinrich seine Ausbildung mit einem anderen Lehrer, William Hone, fort, zu dem sich noch der Französischlehrer Giles Duwes und ein Musik- und Waffenlehrer gesellten. Mit dieser Ausbildung wurde der junge Prinz später der erste König Englands mit einer umfassenden humanistischen Bildung, der fließend Latein und Französisch sprach, Musik komponierte und Gedichte verfasste.
Als 1499 der berühmte Humanist Erasmus von Rotterdam in England seinen Freund Thomas Morus besuchte und dieser ihn zu einem Überraschungsbesuch nach Eltham Palace mitnahm, wo „alle königlichen Kinder erzogen werden, Arthur allein ausgenommen, der älteste Sohn“, zeigte sich der Gelehrte beeindruckt vom Können Heinrichs. Er schrieb: „Als wir in die Halle kamen, war alles Gefolge versammelt […]. In der Mitte stand Heinrich, neun Jahre alt, bereits mit einem gewissen königlichen Auftreten ausgestattet, ich meine einer Geistesgröße, kombiniert mit erstaunlicher Höflichkeit. Zu seiner Rechten war Margaret, etwa elf Jahre alt, die später Jakob, König von Schottland, ehelichte. Zu seiner Linken spielte Mary, ein Kind von vier Jahren. Edmund war ein Baby in den Armen seiner Amme.“ Morus präsentierte, wie es üblich war, dem Prinzen eine schriftliche Widmung, was Erasmus peinlich berührte, da er nichts mitgebracht hatte. Später beim Essen schickte Heinrich ihm auch noch eine Nachricht, „um etwas aus meiner Feder zu locken“, woraufhin der Gelehrte innerhalb von drei Tagen eine Lobschrift für ihn verfasste. Mit Erasmus stand Heinrich noch Jahre später in regelmäßiger lateinischer Korrespondenz.

#### Thronfolger

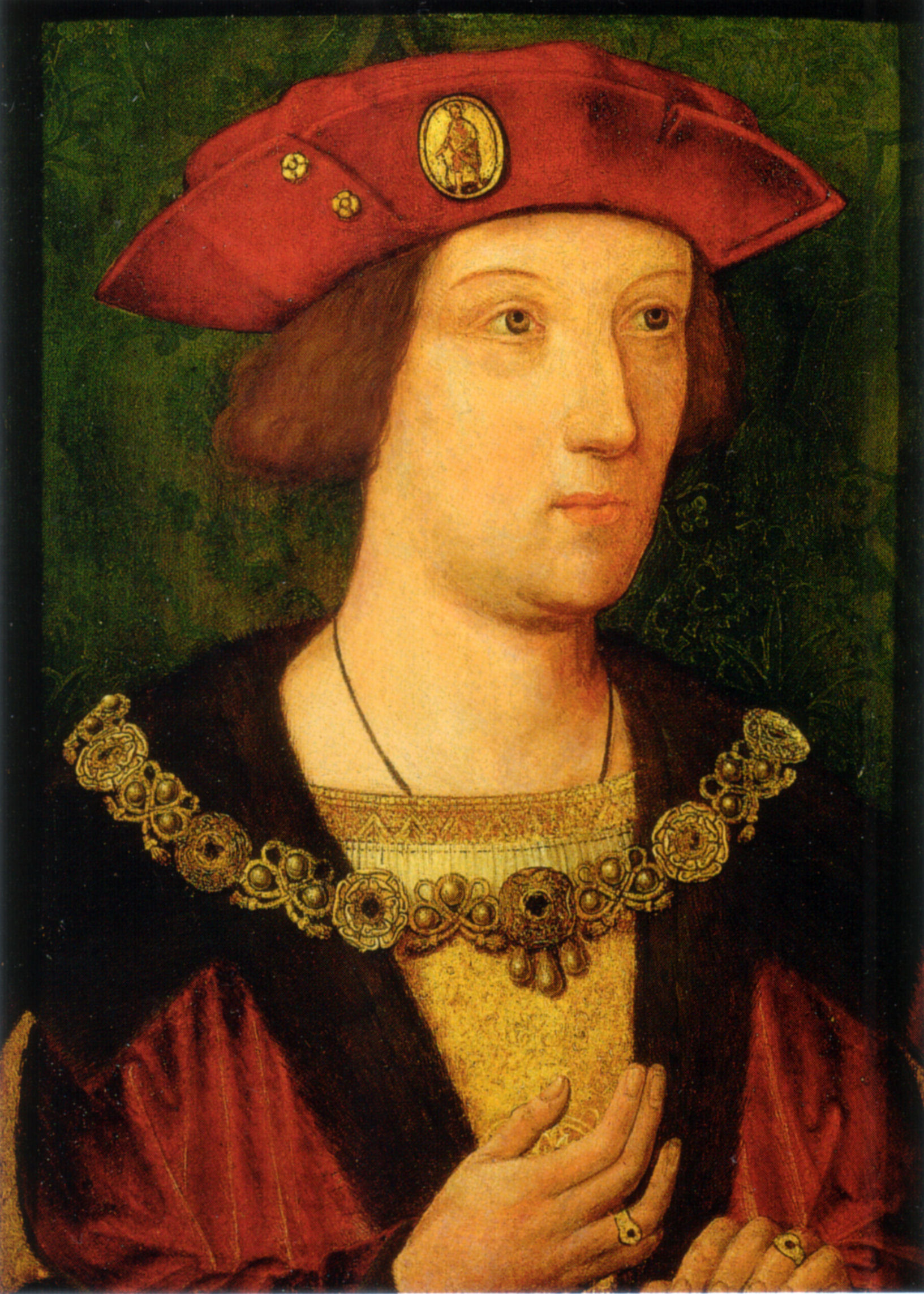
Arthur, um 1500

Der Anfang des 16. Jahrhunderts brachte eine umwälzende Veränderung in Heinrichs Leben. 1501, als sein 15-jähriger Bruder Arthur die gleichaltrige spanische Prinzessin Katharina von Aragon heiratete, führte der junge Prinz die Braut zum Altar. Nur wenige Monate danach starb Arthur vollkommen überraschend und der zehnjährige Heinrich wurde Thronfolger. Nachdem klar war, dass Katharina von Aragon nicht mit einem möglichen Thronfolger von Arthur schwanger war, wurde Heinrich per Parlamentsakt am 15. Januar 1504 offiziell zum neunten Prince of Wales erhoben, während ihm der Titel Duke of York aberkannt wurde. Kaum ein Jahr nach Arthurs Tod starb auch Heinrichs Mutter im Kindbett. In einem Brief an Erasmus einige Jahre später bezeichnete er die Nachricht „vom Tod meiner lieben Mutter“ als „verhasste Nachricht“.
Fortan residierte Heinrich bei Hofe an der Seite seines Vaters, der nun begann, ihn auf die Übernahme der Regierung vorzubereiten. In einem Brief an Katharina von Aragons Mutter, Königin Isabella, bemerkt der Herzog von Estrada 1504: „Der Prinz von Wales begleitet den König. Früher vermied der König es, den Prinzen von Wales mit sich zu nehmen, weil er dessen Studien nicht unterbrechen wollte. Es ist ganz wundervoll, wie sehr der König dem Prinzen zugeneigt ist. Er hat auch guten Grund dazu, denn der Prinz verdient alle Liebe. Doch es ist nicht nur aus Liebe, dass der König den Prinzen mitnimmt; er will ihn unterrichten. Es kann sicher keine bessere Schule in der Welt geben als die Gesellschaft solch eines Vaters wie Heinrich VII. […] Zweifelsohne hat der Prinz einen ausgezeichneten Erzieher und Anleiter in seinem Vater.“

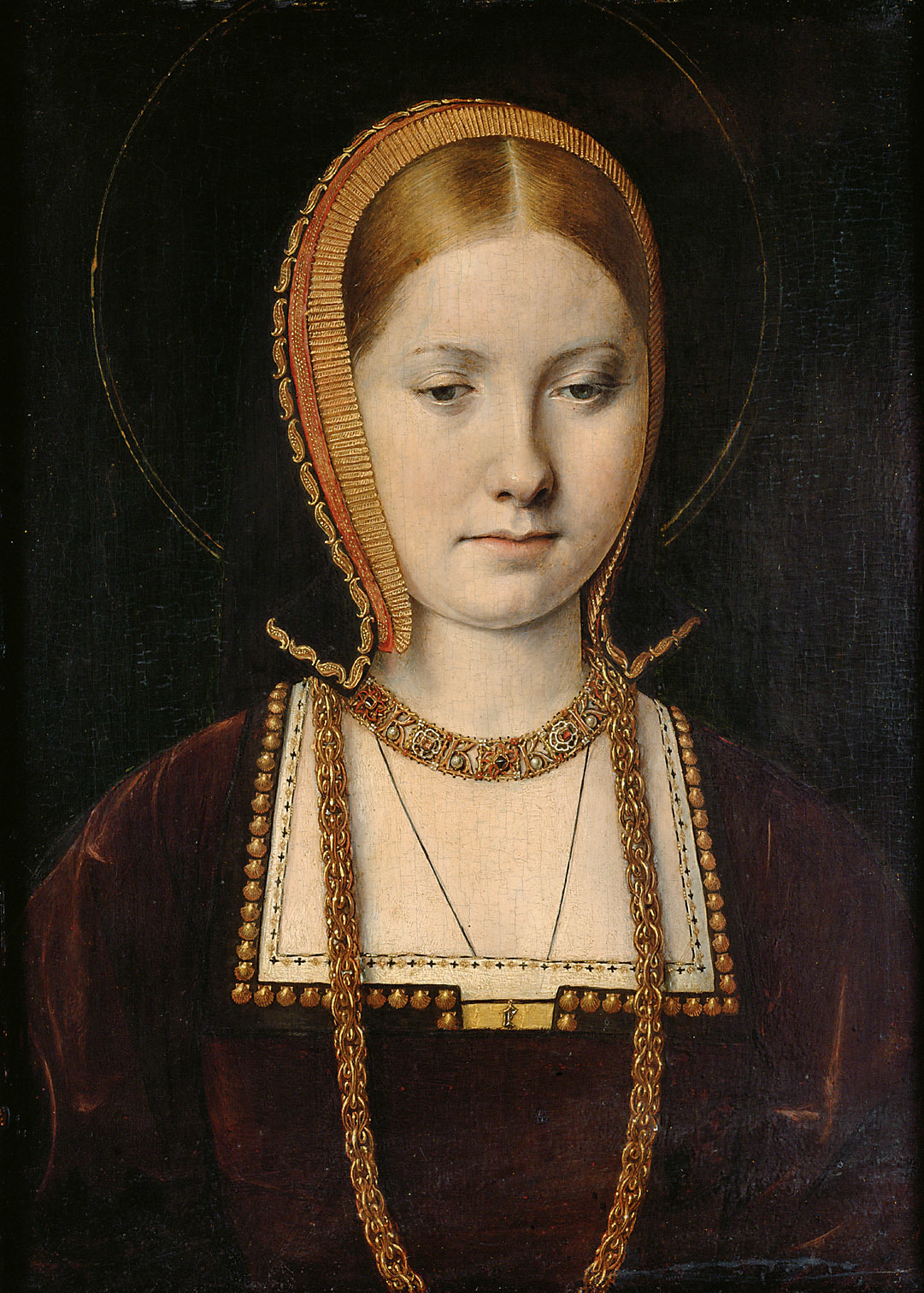
Katharina von Aragon als junges Mädchen. Gemälde von Michel Sittow

Um das Bündnis mit Spanien zu erhalten, beabsichtigte Heinrich VII. nun, Arthurs Witwe mit seinem zweiten Sohn zu verheiraten. Allerdings verbot das Kirchenrecht einem Mann, die Witwe seines Bruders zu heiraten (Lev 20,21 ), und ein päpstlicher Dispens von Julius II. musste daher eingeholt werden, um die Ehe trotzdem zu ermöglichen. In der Vorstellung der damaligen Zeit wurden Mann und Frau durch Beischlaf buchstäblich zu einem Fleisch. Damit wäre Katharina Heinrichs Verwandte 1. Grades geworden, was eine Ehe zwischen ihnen ungültig gemacht hätte. Julius II. stellte im Jahr 1504 den Dispens aus, schrieb Katharinas Mutter Isabella allerdings, dass die Ehe zwischen Katharina und Arthur vollzogen worden war. Daraufhin protestierte Isabella und Julius ließ sich erweichen, das Wort vielleicht einzufügen. Möglicherweise spielten hier rein politische Erwägungen eine Rolle. War die Ehe vollzogen worden, durfte Heinrich VII. Katharinas bereits anteilig gezahlte Mitgift behalten. War sie nicht vollzogen worden, konnten Isabella und Ferdinand auf die Rückzahlung der Mitgift bestehen. Dennoch sollte diese Zweideutigkeit Katharina Jahre später in große Schwierigkeiten bringen.
Die Heirat sollte stattfinden, sobald Heinrich das 14. Lebensjahr erreichte. Zu diesem Zeitpunkt hatte sich die politische Situation allerdings geändert. Durch den Tod ihrer Mutter, der Königin von Kastilien aus eigenem Recht, war Katharina keine so gute Partie mehr wie zuvor und zwischen ihrem Vater Ferdinand von Aragón und Heinrich VII. brach ein Streit um die Zahlung ihrer Mitgift aus. Um sich alle Optionen offenzuhalten, ließ Heinrich VII. seinen Sohn, der mit 14 nun als rechtsmündig galt, das Eheversprechen leugnen mit der Begründung, es sei ohne sein Einverständnis gemacht worden. Dies fand zwar im Beisein von Zeugen statt, wurde aber nicht öffentlich gemacht, so dass je nach politischer Lage die Ehe doch noch hätte arrangiert werden können. Bis zum Tod Heinrichs VII. kam es zu keiner Entscheidung mehr. Katharina lebte von 1502 bis 1509 in England zwar als Heinrichs Verlobte, aber dennoch im Ungewissen.
Es ist zweifelhaft, ob Heinrich selbst bei all diesen Entscheidungen ein Mitspracherecht hatte. „Er befand sich in vollständiger Unterwerfung zu seinem Vater und seiner Großmutter und öffnete niemals seinen Mund in der Öffentlichkeit, außer um eine Frage von einem der beiden zu beantworten […]. Es war ihm nicht erlaubt, den Palast zu verlassen, außer für Sport, durch eine private Tür, die in den Park führte“, schrieb der spanische Botschafter Fuensalida im Frühjahr 1508.
Sport betrieb der junge Prinz allerdings mit Leidenschaft. Begeistert schrieb der spanische Botschafter De Puebla über den 16-Jährigen: „Es gibt keinen ausgezeichneteren Jüngling als den Prinzen von Wales. Er ist bereits größer als sein Vater, und seine Gliedmaßen sind von hünenhaftem Ausmaß.“ Heinrich, der später eine für die Zeit ungewöhnliche Größe von über 1,80 m erreichte, übte sich im Ringen, Tennisspielen und Bogenschießen, und Richard Grey, der 3. Earl of Kent, brach sich einmal sogar den Arm „beim Kämpfen mit dem Prinzen“. Aber vor allem bewunderte Heinrich die Männer, die sich bei Turnieren im ritterlichen Tjost (Lanzenstechen) maßen, der Königsdisziplin der Sportarten seiner Zeit. Er besuchte mit Begeisterung Turniere und hielt sich gerne in Gesellschaft der Tjoster auf.

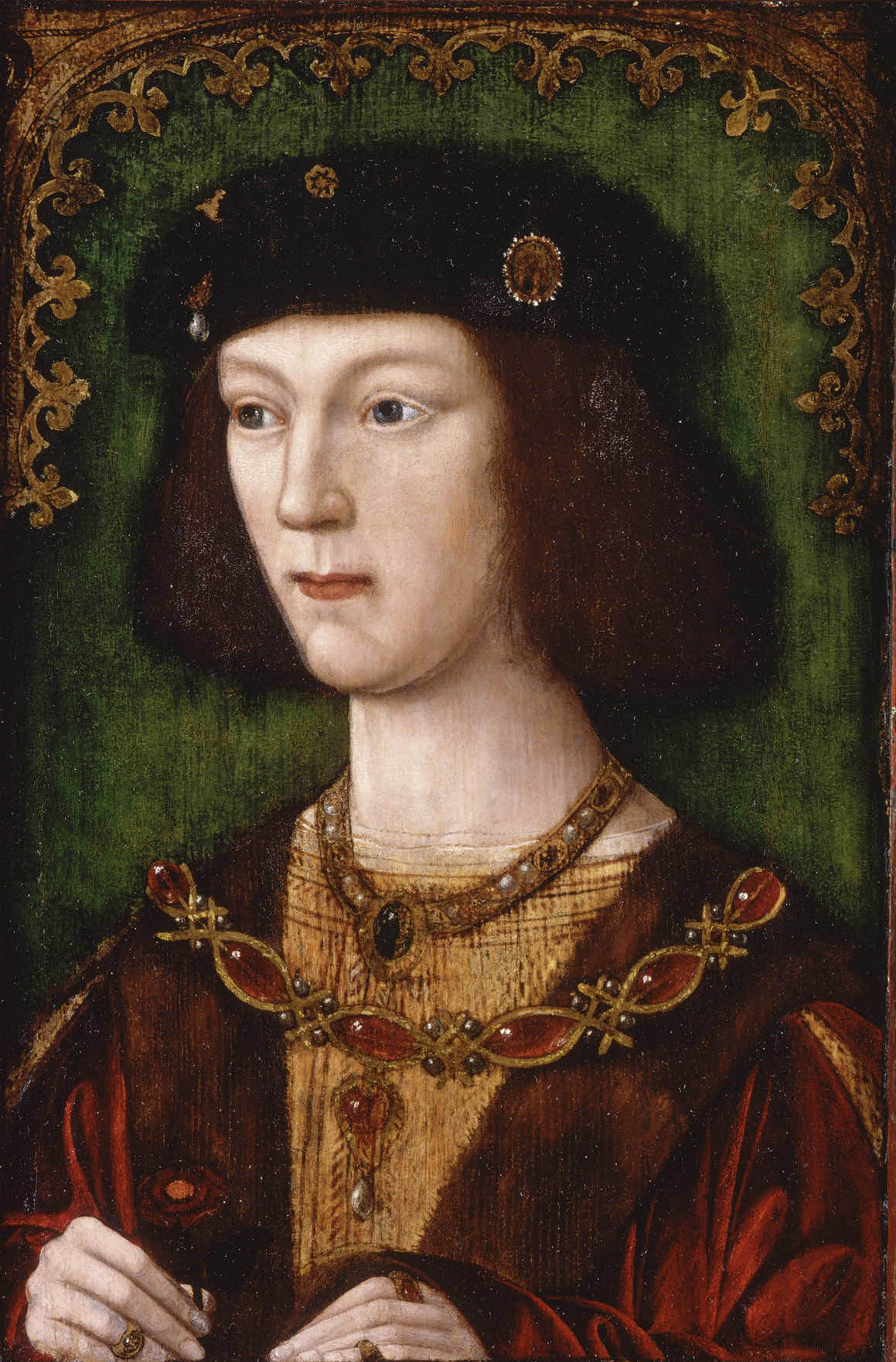
Heinrich im Jahr 1509

Anfang des Jahres 1508 übte er täglich mit seinen Waffengefährten, und am 15. Juni nahm er erstmals an einem Turnier teil, das „sehr starken Zulauf wegen der Exzellenz des jungen, bewaffneten Prinzen“ hatte. Im Monat darauf, bei einem weiteren Turnier in Anwesenheit seines Vaters, kämpften „viele Männer […] mit ihm, doch er war ihnen allen überlegen“. Der Historiker David Starkey vermutet, dass Heinrich nur am ungefährlichen Ringreiten statt am Tjost teilnahm, da es immer wieder Tote dabei gab, während die meisten anderen Historiker keine solche Beschränkung annehmen. Fest steht, dass Heinrich nach seiner Thronbesteigung ein begeisterter und brillanter Tjoster war. Tjosten und Jagen galten als Übung für den Krieg und Können darin eine höchst erwünschte Eigenschaft für einen Herrscher und Feldherrn.
Heinrich VII. starb am 21. April 1509, zehn Wochen vor dem achtzehnten Geburtstag seines Sohnes. Sein Tod wurde zwei Tage lang geheim gehalten und Heinrich ließ sich noch bis zum 23. in der Öffentlichkeit als Prinz ansprechen. Erst am 24. April wurde er in London als König ausgerufen. Hinter den Kulissen spielte sich ein politischer Machtkampf ab, der zum Sturz der beiden wichtigsten und unbeliebtesten Minister des alten Königs führte, Richard Empson und Edmund Dudley. Sie wurden als die Schuldigen für dessen tyrannische Finanzpolitik inhaftiert und hingerichtet. Heinrichs Begründung dafür war, dass Empson und Dudley den König und dessen Rat gegen deren Willen beherrscht hätten. Anschließend gewährte er allen Schuldnern seines Vaters eine Generalamnestie.
Seine Thronbesteigung als Heinrich VIII. war die erste seit beinahe 100 Jahren, die friedlich vonstattenging. In der englischen Bevölkerung gab es euphorische Reaktionen; viele sahen ein neues goldenes Zeitalter eingeläutet. Im Gegensatz zu seinem Vater, der sich durch seine Finanzpolitik in den letzten Jahren unbeliebt gemacht hatte, war der junge, gutaussehende Heinrich äußerst populär. Auch die Herrscherpanegyrik blühte: Thomas Morus verfasste einen Gedichtband, in dem er Heinrich als einen Messias bezeichnet, der „die Tränen aus den Augen eines jeden wegwischen und Freude anstelle unserer langen Trauer bringen wird“. Lord Mountjoy schrieb an Erasmus von Rotterdam: „Die Himmel lachen, die Erde ist erhöht, und alles ist voller Milch, voll Honig und Nektar. Habgier ist des Landes verwiesen, Freizügigkeit verteilt Reichtum mit großzügiger Hand. Unser König begehrt nicht Gold oder Juwelen oder wertvolle Metalle, sondern Tugend, Ruhm und Unsterblichkeit.“

### Herrschaft

#### Der junge König
Keine zwei Monate nach seiner Thronbesteigung, kurz vor seinem 18. Geburtstag, heiratete Heinrich Katharina von Aragon am 11. Juni 1509. Offiziell behauptete er, damit den letzten Willen seines Vaters zu erfüllen, doch fühlte er sich auch von ihr angezogen. An seinen Schwiegervater schrieb er nach der Hochzeit: „Selbst wenn wir noch frei wären, ist es sie, die wir vor allen anderen als unsere Gemahlin wählen würden.“ Auch wird beschrieben, wie er Katharina in der Öffentlichkeit „in liebevoller Weise küsste und umarmte“. Die gemeinsame Krönung mit Heinrich fand kaum zwei Wochen später statt und war von solcher Pracht, dass der Chronist Edward Hall darüber schrieb:

„Sollte ich beschreiben, welche Anstrengungen, Arbeit und Gründlichkeit die Schneider, Verzierer und Goldschmiede unternahmen, um die Gewänder für Herren, Damen, Ritter und Junker sowie Putz, Pferdegeschirre und Verzierungen für die Renner, spanischen Pferde und Zelter zu entwerfen und herzustellen, es wäre zu lang, um es vorzutragen, doch mit Sicherheit wurden nie reichere, seltenere oder erstaunlichere Arbeiten gesehen, die für diese Krönung vorbereitet wurden.“

Obwohl es sich um eine Liebesheirat handelte, gab es auch pragmatische Gründe für die schnelle Eheschließung. Heinrich hatte durch Perkin Warbecks Aufstand und Arthurs Tod früh erlebt, wie zerbrechlich die junge Tudor-Dynastie war. Um die Nachfolge zu sichern, galt es, so schnell wie möglich Söhne zu zeugen. Doch ebenso war der junge König an einem Bündnis mit Spanien interessiert. Im Gegensatz zu seinem Vater strebte Heinrich nach Ruhm auf dem Schlachtfeld und mit Hilfe von Katharinas Vater Ferdinand war es ihm möglich, Krieg gegen Frankreich zu führen. Nur wenige Tage nach seiner Krönung starb Heinrichs Großmutter Margaret Beaufort.
Die ersten Monate seiner Regierungszeit brachte Heinrich mit Vergnügungen zu. Es wurden Turniere und Bankette veranstaltet, man ging auf Beizjagden und von August bis September fand der Königsumritt statt, in dessen Verlauf Heinrich und Katharina diverse Gegenden des Landes besuchten. Heinrich umgab sich gern mit sportlichen, gewitzten jungen Männern, die seine Interessen teilten, doch wusste er auch philosophische Dispute mit gebildeten Männern zu schätzen. Enge Freunde seiner Jugend waren u. a. Charles Brandon, William Compton und Francis Bryan, obwohl Heinrich auch einfach geborene Männer in seinen Kreis aufnahm. Am 12. Januar 1510 wagte der König sich das erste Mal selbst in einen Tjost, ohne das Wissen und gegen den Willen seines Rates. Gemeinsam mit Compton nahm er verkleidet am Turnier teil und tat sich als fähiger Lanzenreiter hervor. Auch in den folgenden Jahren ritt er mit Begeisterung Tjosten.

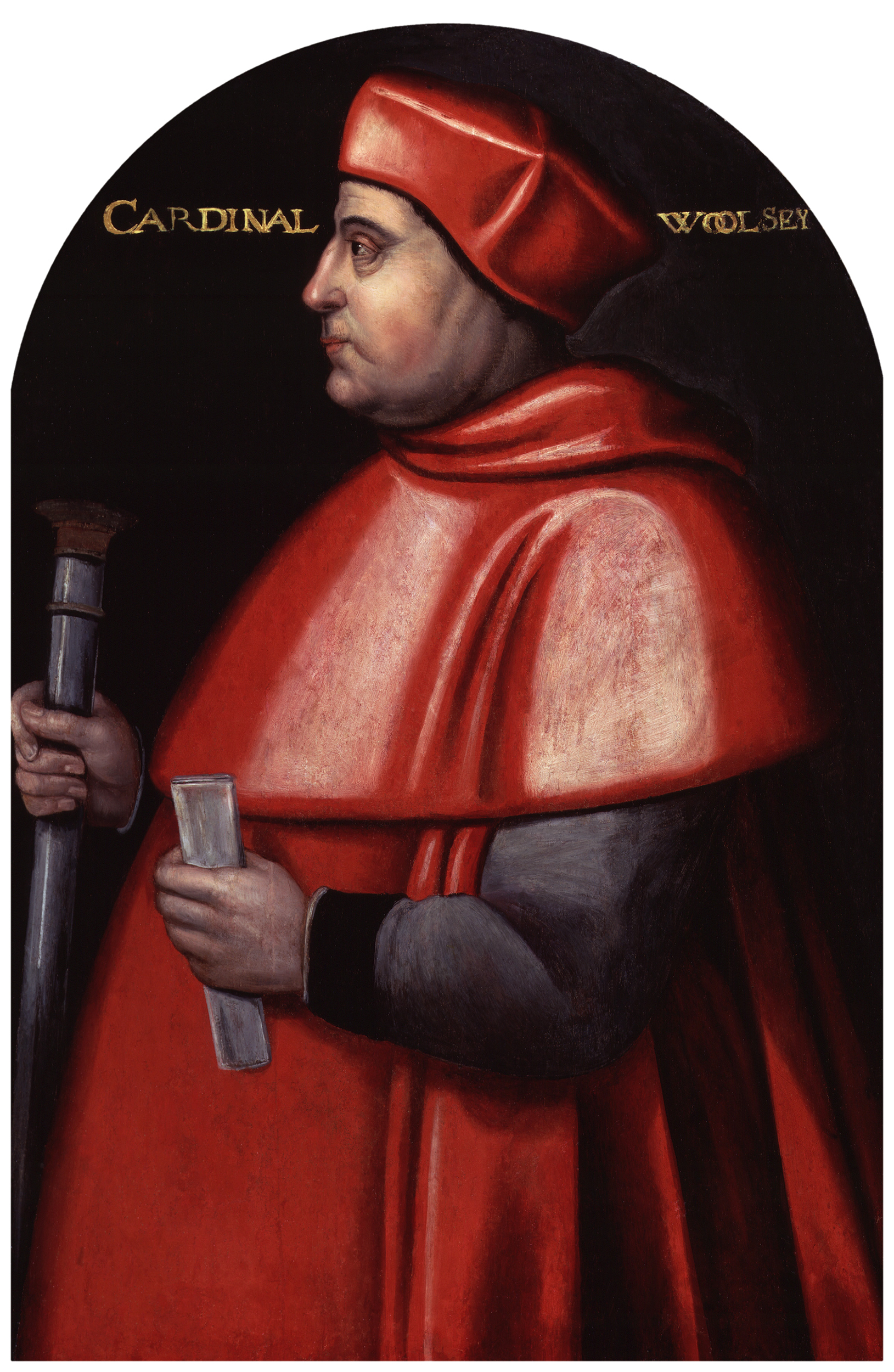
Thomas Wolsey, Heinrichs erster Minister

Gleichzeitig arbeitete Heinrich an der Versöhnung mit dem Haus York. Unter seinem Vater waren seine Verwandten William Courtenay und Thomas Grey auf Verdacht der Verschwörung in Ungnade gefallen und jahrelang inhaftiert gewesen. Heinrich stellte Courtenays Titel wieder her und als dieser unerwartet starb, übertrug er Courtenays Ländereien auf dessen Witwe, seine Tante Katherine of York. Margaret Pole, einer verwitweten Cousine seiner Mutter, überschrieb er am 4. August 1509 eine Jahresrente von 100 Pfund. Seine Motivation kann einerseits durch seinen starken Familiensinn erklärt werden und andererseits durch das Bedürfnis, sich von seinem Vater abzugrenzen. Gleichzeitig führte Heinrich allerdings auch Buch darüber, welche Adligen von seiner Großzügigkeit profitiert hatten, „wodurch sie uns ganz besonders verbunden sind und uns daher wahrlich und getreulich dienen sollen, wenn und so häufig es die Umstände erfordern.“
Im Gegensatz zu seinem misstrauischen Vater überließ Heinrich gern die Regierungsgeschäfte seinem Privy Council. Insbesondere Thomas Wolsey sollte rasch zu einem einflussreichen Freund und Berater werden. Bereits im November 1509 war der gewitzte, charismatische Wolsey Heinrichs Almosenier geworden und beteiligte sich an den Aktivitäten des Königs und seiner Freunde. Im Gegensatz zu den anderen Ministern ermutigte Wolsey Heinrich, die Politik anderen zu überlassen und sich seinen Vergnügungen zu widmen. Tatsächlich war Heinrich so unwillig, sich extra Zeit für die Lektüre seiner Korrespondenz zu nehmen, dass er sie während der Abendmesse erledigte.
Da der junge König selten an den Ratssitzungen teilnahm, war Wolsey in der Lage, als Mittler und Bote zu fungieren. Die adligen Ratsmitglieder fanden diese Tätigkeit unter ihrer Würde, was der Almosenier geschickt nutzte, um Heinrichs Stellvertreter zu werden. In oft zwanglosen Treffen mit dem König unterbreitete er ihm Regierungsangelegenheiten samt Lösungsvorschlägen und teilte dem Rat anschließend den Beschluss mit. Auf diese Weise war Heinrich in alle wichtigen Entscheidungen involviert, ohne sich an die Vorgaben des Rates halten zu müssen und Wolsey konnte sich darauf berufen, dass der König seine Politik absegnete. Kaum zwei Jahre nach der Thronbesteigung hatte Wolsey sich fest als einflussreicher, erster Minister etabliert, den Heinrich mehr schätzte als alle anderen.

#### Italienische Kriege 1511–1525
Heinrichs europäische Politik in seinen ersten Regierungsjahren war hauptsächlich geprägt von den Konflikten der Italienischen Kriege. Dabei war England zunächst durch Heinrichs Ehe mit Katharina verbündet mit Spanien, löste dieses aber nach wiederholten Wortbrüchen Ferdinand von Aragóns auf. Es folgten wechselnde Bündnisse mit dem jeweiligen König von Frankreich sowie dem Kaiser des Heiligen Römischen Reiches. Da Frankreich und Spanien bzw. das Heilige Römische Reich etwa gleich stark waren, konnte die englische Unterstützung für eine Seite das Zünglein an der Waage sein, weshalb England mehrere Male dem höchsten Bieter half.

##### Krieg mit Frankreich und Schottland (1512–1513)

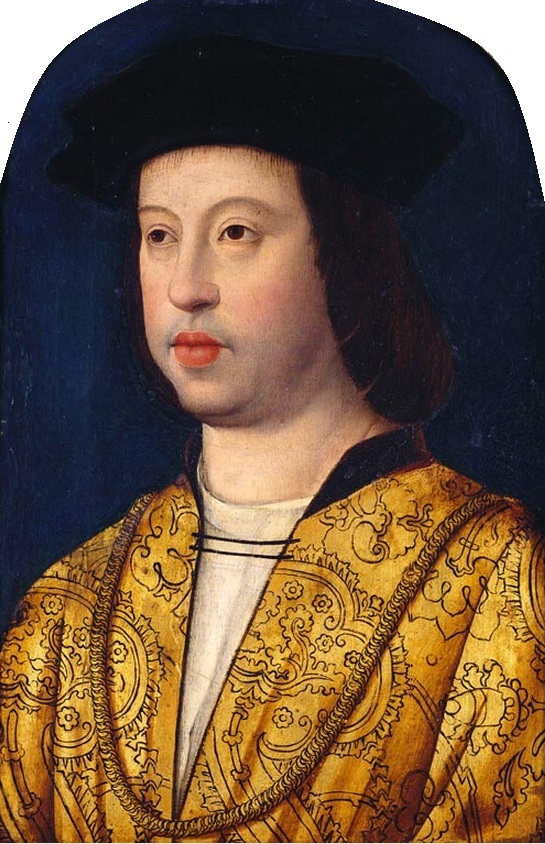
Ferdinand II., Heinrichs Schwiegervater

Während sein Privy Council Heinrich drängte, die alten Friedensverträge seines Vaters zu erneuern, war der König bestrebt, wie sein Vorfahr Heinrich V. Ruhm auf dem Schlachtfeld gegen Frankreich zu erringen. Sein Schwiegervater Ferdinand von Aragón bestärkte ihn in diesen Träumen, um ihn für seinen Krieg gegen Frankreich zu gewinnen. Obendrein wurden Heinrichs religiöse Gefühle verletzt, als der französische König Ludwig XII. damit drohte, Papst Julius II. abzusetzen. Er trat daher im November 1511 der Heiligen Liga bei, deren Ziel es war, die Franzosen aus Italien zu vertreiben. Sollte er die Franzosen besiegen, versprach Julius Heinrich die Herrschaft über Frankreich.
Im September war es zum Streit zwischen Heinrich und seinem Schwager Jakob IV. von Schottland gekommen, als der schottische Freibeuter Andrew Barton in englischen Gewässern aufgegriffen und von Admiral Edward Howard, Sohn des Thomas Howard, 2. Duke of Norfolk getötet wurde. Jakobs Protest wurde von Heinrich abgeschmettert. Obendrein erklärte im Januar 1512 das englische Parlament die Oberhoheit der englischen Krone über Schottland. Wutentbrannt erneuerte Jakob daraufhin die Auld Alliance mit Frankreich, in der sich beide Länder im Falle eines Angriffs zur gegenseitigen Hilfe verpflichteten. Im April 1512 landeten englische Truppen unter dem Kommando von Thomas Grey, 2. Marquess of Dorset in Guyenne, wo sie sich mit Ferdinands Truppen vereinigen sollten. Doch stattdessen überfiel Ferdinand Navarra, so dass die englischen Truppen in Hondarribia festsaßen und gegen Dorset meuterten, bis er sie zurück nach England brachte.
Ferdinands hinterhältiges Verhalten sorgte für erste Spannungen zwischen ihm und Heinrich, doch setzten sie den Krieg im Jahr 1513 fort. Am 30. Juni überquerte Heinrich persönlich mit seinen Truppen den Kanal und marschierte auf Thérouanne, wo er am 12. August auf Kaiser Maximilian I. traf. Am 16. August schlugen beide Heere in der zweiten Sporenschlacht die französischen Verteidiger. Ein wertvoller Gefangener, den Heinrich machte, war Ludwig, Herzog von Longueville. Gleichzeitig bereitete Katharina als Heinrichs Regentin England für einen Angriff der Schotten vor. Am 22. August überschritt Jakob IV. die englische Grenze und am 9. September 1513 wurde sein Heer in der Schlacht von Flodden Field vernichtend geschlagen. Jakob selbst fiel im Kampf.

##### Bündnis mit Ludwig XII.
Im März 1514 schlossen Ferdinand und Maximilian hinter Heinrichs Rücken ein neues Bündnis mit Ludwig XII., obwohl sie zuvor mit Heinrich einen Vertrag zu einem erneuten Angriff auf Frankreich unterzeichnet hatten. Erbost über den erneuten Verrat seines Schwiegervaters ließ Heinrich Wolsey freie Hand, heimlich selbst einen Frieden mit Frankreich auszuhandeln. Wolsey schlug Heinrich vor, seine jüngere Schwester Mary Tudor mit Ludwig zu verheiraten. Der französische König war bereits 52 Jahre alt, kränklich und hatte keine Söhne. Während Heinrich militärisch nicht in der Lage war, Frankreich zu erobern, ergaben sich mit seiner Schwester als Königin neue Möglichkeiten. Sollte sie einen Sohn bekommen, stand Frankreich angesichts von Ludwigs kurzer, verbleibender Lebenserwartung eine Regentschaft bevor, wo Heinrich über Mary politischen Einfluss nehmen konnte.

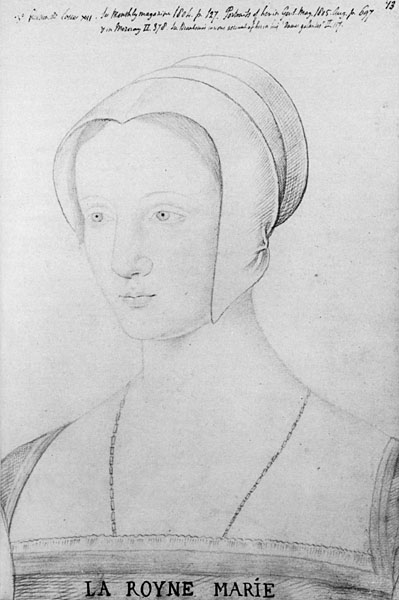
Mary Tudor als junge Königin von Frankreich

Durch die Vermittlung von Ludwig von Longueville kam rasch ein Vertrag zustande und im August wurden sowohl der Frieden mit Frankreich verkündet als auch Marys Trauung per Stellvertreter durchgeführt. Am 5. Oktober brachte Heinrich seine Schwester nach Dover, von wo aus sie nach Frankreich segeln sollte. Bevor sie jedoch abreiste, nahm Mary Heinrich ein Versprechen ab. Sollte sie Ludwig XII. überleben, durfte sie sich ihren nächsten Ehemann selbst aussuchen. Heinrich wusste wahrscheinlich, dass Mary bereits Gefühle für seinen Freund Charles Brandon hatte. Brandon war keine standesgemäße Partie für eine königliche Prinzessin, weshalb es unwahrscheinlich ist, dass Heinrich vorhatte, diese Ehe zu erlauben. Dennoch stimmte er zu, möglicherweise, um seine widerwillige Schwester zu beschwichtigen.
Während Marys Zeit in Frankreich wurde die Auld Alliance empfindlich geschwächt. Indirekt gelang es Heinrich, seiner Schwester Margaret zu helfen, die durch ihre zweite Heirat ihre Vormundschaft über ihre Söhne an John Stewart, 2. Duke of Albany verloren hatte. Dieser hielt sich gerade in Frankreich auf und Ludwig behielt ihn aus Loyalität zu Marys Familie vor Ort. Allerdings starb Ludwig bereits elf Wochen nach der Eheschließung und Heinrich entsandte Charles Brandon nach Frankreich, um über die Rückgabe von Marys Mitgift zu verhandeln. Dabei nahm er Brandon das Versprechen ab, seine Schwester nicht in Frankreich zu heiraten. Mary schuf jedoch kurzerhand Tatsachen und heiratete ihren Geliebten am 13. Mai 1515 mit der Unterstützung des neuen Königs Franz I. Obwohl Heinrich außer sich vor Zorn über Brandons Wortbruch war, lag ihm nach wie vor daran, das Bündnis mit Frankreich aufrechtzuerhalten und verzieh den beiden unter der Bedingung, dass sie die Mitgift aus eigener Tasche zurückzahlten.

##### Rivalität mit Franz I.
Mit Franz I. war ein nahezu gleichaltriger König auf dem politischen Parkett erschienen, der ähnlich ehrgeizig und gebildet war wie Heinrich. Zwischen den beiden Königen sollte sich eine lebenslange Rivalität entwickeln, die sich bereits andeutete. So stellte Heinrich dem venezianischen Botschafter Fragen wie „Der König von Frankreich, ist er so groß wie ich?“ und „Was für Beine hat er?“ Franz’ Sieg gegen die Schweizer in der Schlacht bei Marignano 1515 und damit die Rückgewinnung Mailands stellten Heinrichs eigene, militärische Erfolge in den Schatten. Als Franz im Jahr 1518 eine Delegation seiner engsten Favoriten nach England schickte, für die er den neuen Rang gentilhomme de le chambre erschaffen hatte, reagierte Heinrich darauf mit der Gründung der Gentlemen of the Privy Chamber. Einen zeitweiligen Triumph über Franz erzielte Heinrich, als er Thérouanne zurück an Frankreich verkaufte und mit Wolseys Hilfe und der Unterstützung des Papstes Leo X. die europäischen Herrscher einen Treaty of Universal Peace (deutsch: Vertrag des universellen Friedens) unterzeichnen ließ, der als Bündnis gegen das Osmanische Reich fungieren sollte. Allerdings starb Kaiser Maximilian I. nur ein Jahr später und sein Nachfolger Karl V. erneuerte den Vertrag nicht.
Um Karls wachsenden Einfluss einzudämmen, trafen sich Heinrich und Franz I. im Juni 1520 in Balinghem bei Calais zu Verhandlungen. Das Treffen sollte als Field of the Cloth of Gold (deutsch: Feld des Güldenen Tuches; französisch: Le Camp du Drap d’Or) in die Geschichte eingehen. Zu diesem Fürstentreffen wurden ein provisorischer Palast errichtet und ein Hügel abgetragen, damit keiner der Herrscher zum anderen aufschauen musste, während sie zur Begrüßung aufeinander zuritten. Es dauerte achtzehn Tage lang und geriet zu einer Demonstration von Macht und Verschwendung. Beide Könige versicherten sich in den wärmsten Tönen ihrer gegenseitigen Zuneigung, versuchten aber dennoch kontinuierlich einander auszustechen. Zwar war Wert darauf gelegt worden, in den sportlichen Wettkämpfen die beiden Könige nicht gegeneinander antreten zu lassen, doch Heinrich forderte Franz zum Ringen heraus, was er zu seinem Ärger verlor. Am letzten Tag des Treffens hörten die Könige gemeinsam die Messe und schworen sich ewige Freundschaft.

##### Bündnis mit Karl V.

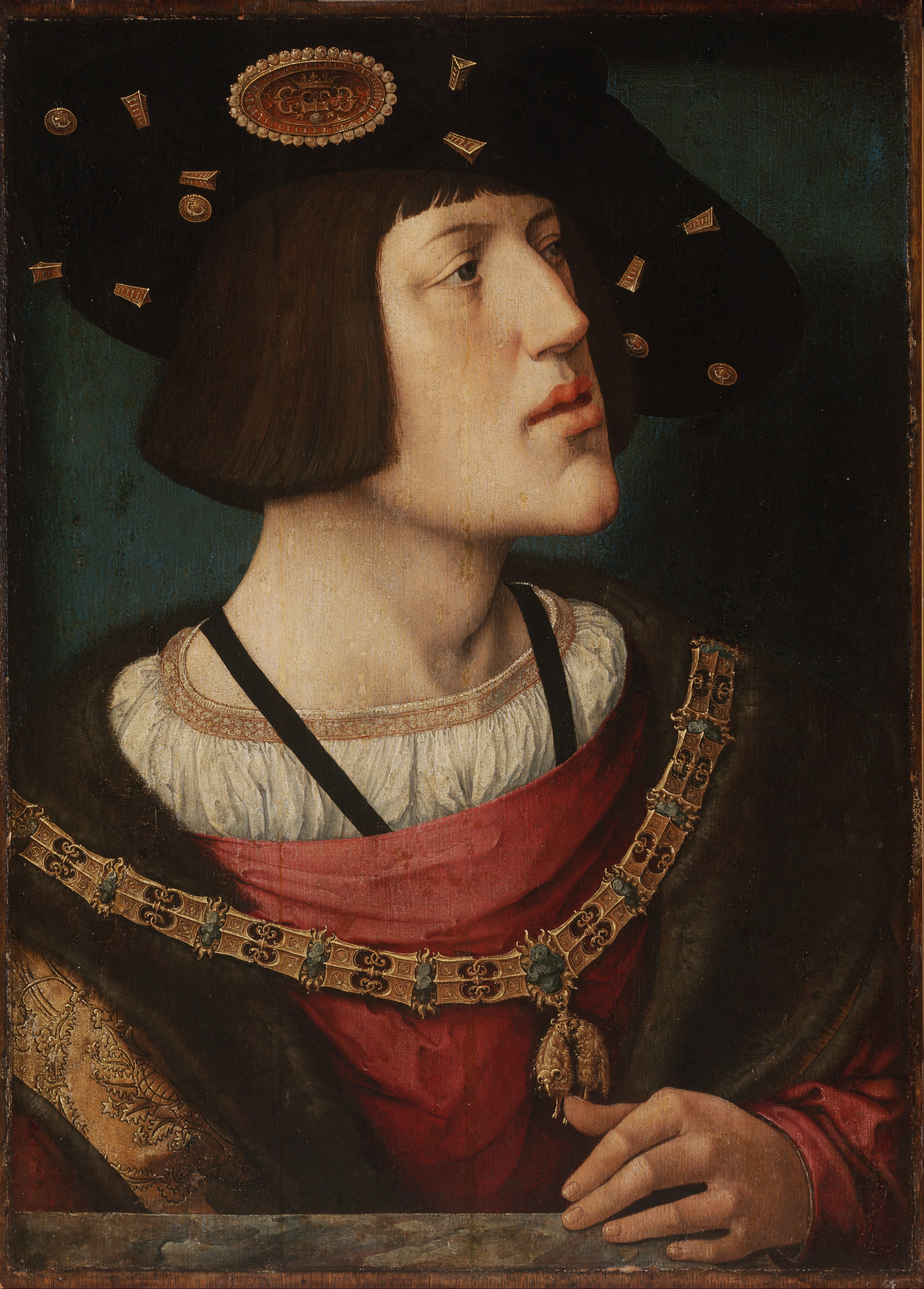
Karl V. ca. 1516

Kurz vor der Überfahrt zum Treffen mit Franz hatte Heinrich ein Treffen mit Karl V. in Dover arrangiert. Als Sohn ihrer älteren Schwester Johanna war Karl Katharinas Neffe, weshalb sie auf eine Erneuerung des antifranzösischen Bündnisses hoffte. Ihre Hoffnung erfüllte sich im Mai 1521 bei einem Treffen Heinrichs und Karls in Calais, als beide einen erneuten Krieg gegen Frankreich diskutierten. Der Kaiser benötigte englische Unterstützung, um sein spanisches Erbe zu sichern und gab Heinrich diverse Versprechungen, u. a. dass er dessen Tochter Prinzessin Maria heiraten, Heinrich selbst den Großteil Frankreichs überlassen und Wolsey – inzwischen Kardinal und Lordkanzler – als Kandidaten für das Amt des Papstes unterstützen würde. Im Herbst des Jahres 1523 entsandte Heinrich daher eine Armee unter seinem Schwager Charles Brandon nach Calais, die auf Paris marschieren sollte, während Karls Truppen aus dem Südwesten nach Guyenne zielten. Knapp 130 km vor Paris musste Brandon jedoch umkehren, teils wegen eines Wetterumschwungs, teils weil Karl die Grenze nicht überschritt, sondern Hondarribia zurückeroberte.
Einmal mehr war Heinrich von Katharinas Verwandten ausgenutzt worden und beschwerte sich in so heftigen Worten über seine finanziellen Verluste, dass die Königin heimlich ihren Beichtvater zu Karls Botschafter sandte, um ihn vor dem Zorn ihres Gemahls zu warnen. Daher sandte Heinrich im Jahr 1524 keine Truppen nach Frankreich, woraufhin Franz persönlich seine Armee nach Italien führte, um Mailand wieder einzunehmen. Allerdings traf er auf größeren Widerstand, als er erwartete, was Heinrich mit den schadenfrohen Worten kommentierte: „Es wird ihm sehr schwerfallen, dorthin zu gelangen.“ Dennoch weigerte er sich weiterhin, Karl neue Unterstützung zu schicken.
Am 24. Februar 1525 schlug Karl die Franzosen vernichtend in der Schlacht von Pavia und nahm Franz gefangen. Zu Heinrichs Freude befand sich unter den Toten der französischen Armee auch Richard de la Pole, einer der letzten Anwärter des Hauses York auf den Thron. Er beeilte sich, Karl Glückwünsche zu schicken sowie Vorschläge zur Aufteilung Frankreichs zwischen ihnen. Inzwischen benötigte Karl ihn jedoch nicht mehr als Verbündeten, da der Krieg Unsummen verschlungen hatte und ihm ein Frieden mit Frankreich mehr nützte als eine zukünftige Heirat mit Prinzessin Maria. Um Heinrich abzuschrecken, stellte Karl untragbare Forderungen für eine Invasion Frankreichs, z. B. die sofortige Übergabe Prinzessin Marias samt Mitgift und eines ebenso hohen Darlehens. Heinrich und Wolsey lehnten geschlossen ab, was das Ende des Bündnisses besiegelte.

#### „Des Königs große Angelegenheit“

##### Die unsichere Thronfolge

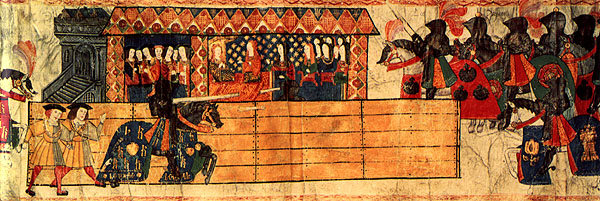
Zeitgenössische Darstellung des Westminster-Turniers anlässlich der Geburt Prinz Henrys (Februar 1511): Heinrich VIII. im Tjost, beobachtet von Katharina von Aragon

Im November 1509 verkündete Heinrich seinem Schwiegervater Ferdinand von Aragon stolz Katharinas erste Schwangerschaft, doch am 31. Januar 1510 hatte die Königin ihre erste Fehlgeburt, eine Tochter. Zu Heinrichs Erleichterung wurde Katharina rasch wieder schwanger und brachte am Neujahrstag 1511 den Kronprinzen Henry zur Welt, allerdings starb das Baby nur 52 Tage später am 23. Februar. Heinrich und Katharina waren am Boden zerstört und es wurde verboten, ihnen Trost zuzusprechen, um ihnen nicht noch mehr Schmerz zuzufügen. Trotzdem versuchte der König seine Frau mit den Worten zu trösten, dass es Gottes Wille gewesen war und sie nicht dagegen aufbegehren sollte. Weitere Fehlgeburten folgten, eine im Verlaufe des Jahres 1513, eine Ende des Jahres 1514.
Im Februar 1516 gebar Katharina im Palast von Placentia in Greenwich endlich eine überlebende Tochter, Maria, und eine Zeitlang war Heinrich vorsichtig optimistisch. „Wir sind beide jung. Mag es diesmal eine Tochter sein, so Gott will, werden Söhne folgen.“ Trotz seiner Zuneigung für seine Tochter war damit das Problem der Nachfolge nicht gelöst. Töchter durften nach englischem Recht zwar den Thron erben, waren aber nach ihrer Hochzeit ihrem Ehemann untertan. Sollte Maria einen ausländischen Prinzen heiraten und sich ihm als Ehefrau traditionell unterordnen, bestand die Gefahr, dass England zu einem bloßen Satellitenstaat wurde. Eine Heirat in eine englische Adelsfamilie wiederum konnte den Neid der anderen mächtigen Familien erregen und Thronprätendenten auf den Plan rufen. Hinzu kamen Vorurteile gegen eine Herrscherin, da die letzte Königin aus eigenem Recht, Matilda, das Land in den Bürgerkrieg gestürzt hatte.

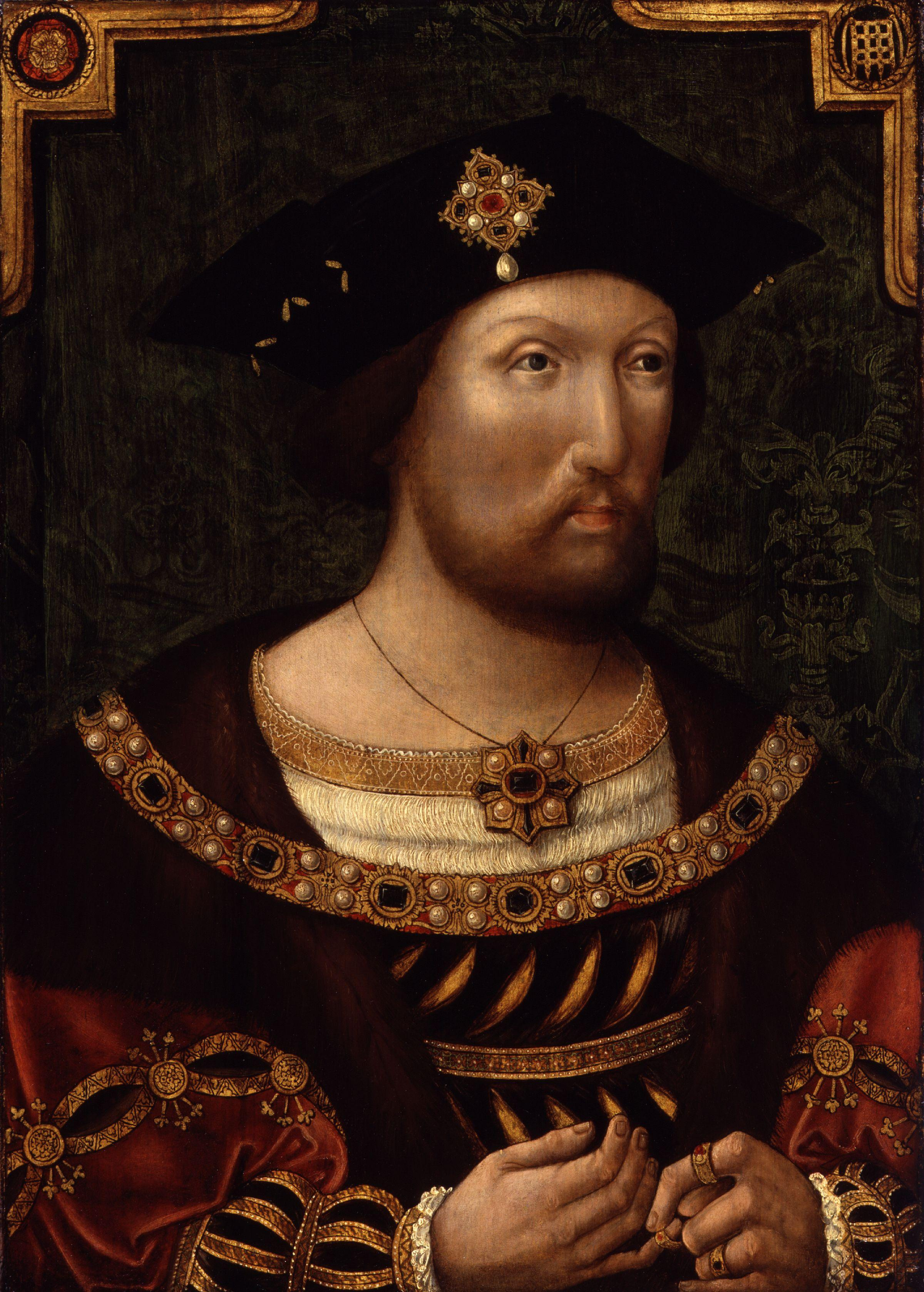
Heinrich VIII. in den 1520ern

Die einzige Lösung, die Heinrich für all diese Probleme sah, war ein Sohn, dessen Anspruch auf den Thron von niemandem angezweifelt werden konnte. Stattdessen brachte Katharina 1518 eine weitere Tochter zur Welt, die kurz nach der Geburt starb. Durch ihre Schwangerschaften und den Kummer in ihrem Leben hatte die Königin ihr gutes Aussehen verloren und war für Heinrich kaum noch eine attraktive Partnerin. Stattdessen gebar Heinrichs Mätresse Bessie Blount ihm 1519 einen gesunden Sohn, Henry Fitzroy. Als illegitimes Kind war er zwar nicht erbberechtigt, gab Heinrich aber die Gewissheit, dass er Söhne zeugen konnte.
Im Jahr 1521 waren somit die einzigen legitimen Söhne, die aus dem Haus Tudor stammten, Heinrichs Neffen: der minderjährige König Jakob V. von Schottland, Sohn Margaret Tudors, und Henry Brandon, der 1516 geborene Sohn Mary Tudors. Angesichts der unsicheren Thronfolge fasste Heinrich Misstrauen gegen Mitglieder des alten Adels, die ebenfalls königlicher Abstammung waren. Im April 1521 wurde daher Edward Stafford, 3. Duke of Buckingham, der sich mit Wolsey überworfen hatte, in einem Schauprozess wegen Verrats zum Tode verurteilt, da er angeblich Heinrichs Tod herbeigewünscht hatte. Zusätzlich erhob Heinrich am 18. Juni 1525 Henry Fitzroy zum Duke of Richmond und Somerset, so dass Gerüchte aufkamen, der König würde seinen Bastard zu seinem Erben ernennen.

##### Zweifel an der Ehe mit Katharina von Aragon
Heinrich war im traditionellen, katholischen Glauben erzogen worden und zeigte Zeit seines Lebens ein großes Interesse an religiösen Themen. 1515 erklärte er stolz, er wäre „der gute Sohn des Papstes und werde stets zu Seiner Heiligkeit stehen und zur Kirche, die ich niemals verlassen werde.“ Für seine Streitschrift zur Verteidigung des rechten katholischen Glaubens gegen Martin Luthers Reformation verlieh Papst Leo X. ihm im Oktober 1521 den Titel Verteidiger des Glaubens. Auch versuchte er nach dem Tod seines Sohnes Trost in seinem Glauben an Gottes Willen zu finden. Angesichts von Katharinas Fehlgeburten begann Heinrich im Laufe der Jahre nach einer religiösen Erklärung zu suchen. Da in der damaligen Zeit Schicksalsschläge oft mit Gottes Zorn erklärt wurden, fürchtete Heinrich, seine Ehe mit Katharina sei verflucht. Eine Bestätigung dafür glaubte er im Buch Leviticus zu finden, in dem es heißt, dass ein Mann, der die Witwe seines Bruders zur Frau nimmt, kinderlos bleibt (Lev 20,21 ).

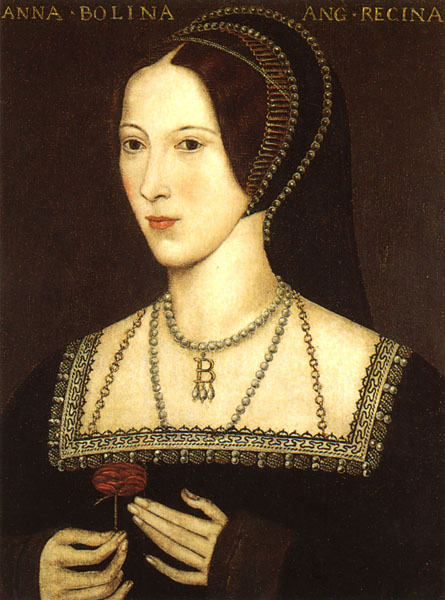
Anne Boleyn

Bereits am 24. April 1509, bevor die Ehe ausgehandelt wurde, hatte der spanische Botschafter Fuensalida berichtet, „ein Ratsmitglied des Königs sagte, sie wäre sehr unwahrscheinlich, denn so weit sie Heinrich kennen, würde es sein Gewissen belasten, die Witwe seines Bruders zu heiraten“. Es ist daher durchaus möglich, dass Heinrich von Anfang an von religiösen Zweifeln geplagt wurde, diese in seiner Jugend aufgrund seiner Liebe zu Katharina und des päpstlichen Dispenses jedoch ignorierte. Nun hingegen war Heinrich überzeugt, dass Katharinas Ehe mit Arthur vollzogen worden und seine Ehe mit ihr nicht rechtmäßig war, weshalb er nun von Gott bestraft wurde. Allerdings ignorierte er dabei geflissentlich, dass es laut dem Deuteronomium (Dtn 25,5 ) durchaus gestattet war, die Witwe seines Bruders zu heiraten, solange dieser kinderlos geblieben war.
Die von Heinrich bevorzugte Lösung war die Annullierung der Ehe mit Katharina und eine neue Heirat. Wahrscheinlich bereits im Jahr 1526 hatte er sich in Katharinas Hofdame Anne Boleyn verliebt, die ca. 20 Jahre jünger als die Königin war. Da der König selbst seinem Vertrauten Wolsey erst Anfang 1527 seinen Wunsch nach einer Annullierung verkündete, spielte seine Verliebtheit in Anne wahrscheinlich die ausschlaggebende Rolle. Er schrieb ihr Liebesbriefe, die im späten 17. Jahrhundert in der Vatikanbibliothek auftauchten, und verwöhnte sie mit Geschenken. Im Gegensatz zu ihrer Schwester Mary Boleyn wurde Anne jedoch nicht seine Mätresse. Traditionell wird vermutet, dass sie Heinrichs Interesse wach hielt, indem sie ihm erklärte, dass sie ihn zwar liebte, ihn aber erst erhören konnte, wenn sie verheiratet waren. Annes Biograf George W. Bernard hält es dagegen für wahrscheinlicher, dass Heinrich freiwillig auf eine sexuelle Beziehung verzichtete, bis die Ehe mit Katharina annulliert war, damit Kinder mit Anne unanfechtbar legitim waren. Seine Gefühle für sie nahmen im Laufe der Zeit obsessive Züge an, denn Alexander Alesius berichtete später:

„So leidenschaftlich war er, wenn er Zuneigung gefasst hatte, dass er sich keine Ruhe gönnte; als er für Königin Anne schwärmte und einige seiner Freunde ihm von der Scheidung abrieten, sagte er, er zöge die Liebe der Königin seinem halben Königreich vor.“

##### Rechtliche Schritte
Zuversichtlich, dass er sich von der inzwischen über 40-jährigen Katharina trennen konnte, versprach Heinrich Anne am Neujahrstag 1527 die Ehe. Daraufhin berief Kardinal Wolsey am 17. Mai 1527 in seinem eigenen Palast York Place ein Gericht ein, bestehend aus sich selbst als Richter und dem Erzbischof von Canterbury William Warham als Assessor, um die Rechtmäßigkeit der Ehe des Königs zu untersuchen. Dabei fiel Heinrich mit seinem Einverständnis die Rolle des Angeklagten zu, der unrechtmäßig mit der Witwe seines Bruders zusammenlebte. Bischof John Fisher allerdings argumentierte mit der Position des Deuteronomium und dem Recht des Papstes, ein Urteil zu fällen. Wolsey, selbst kein Freund von Anne Boleyn, erklärte den Fall daraufhin für zu schwierig, um ihn selbst lösen zu können. Dennoch hatte Heinrich Grund, zuversichtlich zu sein. Sein ehemaliger Schwager Ludwig XII. hatte seinerzeit seine kinderlose Ehe mit Jeanne de Valois annullieren können und Heinrich stand auf gutem Fuß mit dem Papst. Im Jahr 1515 hatte er noch verkündet: „Ich denke, ich habe genug Einfluss auf den Papst, um hoffen zu können, dass er zu der Seite halten wird, die ich wähle.“ Falls Heinrich noch immer so dachte, wurde er sehr schnell eines Besseren belehrt.
Kaum zwei Tage später, am 2. Juni 1527, erreichte die Kunde England, dass Karl V., Katharinas Neffe, nach dem Sacco di Roma den Papst Clemens VII. in der Engelsburg festgesetzt hatte. Obwohl es unwahrscheinlich war, dass Clemens nun zu Heinrichs Gunsten entscheiden würde, teilte der König der entsetzten Katharina am 22. Juni seine Absicht mit und sandte im Juli Wolsey nach Avignon, wo die Kardinäle über seine „große Angelegenheit“ debattieren sollten. Vermutlich hoffte Heinrich, dass Wolsey während der Handlungsunfähigkeit des Papstes von der Kardinalsversammlung die Autorität erhielt, seine Ehe zu annullieren. Gleichzeitig entsandte er ohne Wolseys Wissen seinen Sekretär William Knight nach Rom, um die päpstliche Erlaubnis für die Heirat mit Anne zu bekommen. Knight wurde jedoch nicht einmal zum Papst vorgelassen. Obendrein untersagte Clemens den Kardinälen, am Gipfel in Avignon teilzunehmen und Wolsey kehrte mit leeren Händen zurück. Im Februar 1528 reisten Stephan Gardiner und Edward Fox, Provost des King’s College, nach Rom, um mit dem Papst zu verhandeln. Zwar erteilte der Papst Heinrich einen Dispens, dass er Anne Boleyn trotz seiner vorherigen Beziehung zu ihrer Schwester Mary heiraten durfte. Die Annullierung verweigerte er ihm allerdings nach wie vor und verwendete bei seiner Ablehnung die dadurch bekannt gewordene Formulierung Non possumus.
Dem Papst gelang nach sechs Monaten die Flucht und er entsandte Kardinal Lorenzo Campeggi nach England, um über die Rechtmäßigkeit der königlichen Ehe zu entscheiden. Dabei hatte er ihm allerdings so viele Restriktionen auferlegt, dass Campeggi kaum die Autorität besaß, ein Urteil zu fällen. Am 21. Juni 1529 kam es im Dominikanerkloster Blackfriars zur persönlichen Anhörung des Königspaares, wo Katharina sich Heinrich zu Füßen warf und ihn um Gerechtigkeit anflehte, da ihre Ehre und die seiner Tochter auf dem Spiel standen. Der Papst, nach wie vor von Karl V. unter Druck gesetzt, gab schließlich Katharinas Gesuch statt, den Fall in Rom zu verhandeln. Der Misserfolg wurde Wolsey angelastet, der daraufhin in Ungnade fiel. Im Oktober wurde er unter Hausarrest gestellt und verlor alle seine Ämter. Nach einem Versuch, heimlich Rom, Franz I. und Karl V. zu kontaktieren, der ihm als Verrat ausgelegt wurde, starb Wolsey auf dem Weg nach London. Als seinen Nachfolger als Lordkanzler wählte Heinrich Thomas Morus, der ihn im Gegensatz zu Wolsey detailliert über Staatsangelegenheiten informierte.

##### Bruch mit Rom
Auf Anne Boleyns Anregung hin konsultierte Heinrich neben Bischof Edward Fox auch den Theologieprofessor Thomas Cranmer, der ihm 1529 riet, die Meinung der Theologen an den europäischen Universitäten einzuholen und auf diese Weise geistliche Zustimmung für die Annullierung zu erhalten. Dazu sollten den Theologen u. a. die Frage vorgelegt werden, ob der Papst die Befugnis hatte, göttliche Gesetze außer Kraft zu setzen. Zu diesem Zweck wurde Cranmer 1530 nach Italien geschickt und Fox nach Frankreich. Ein weiterer Verbündeter wurde Heinrichs Minister Thomas Cromwell, ein studierter Rechtsgelehrter und ehemaliger Bediensteter Kardinal Wolseys, der wie Cranmer mit der Reformation sympathisierte. Desillusioniert von den Verzögerungstaktiken Roms erklärte Heinrich am 30. November 1529 wütend in Katharinas Anwesenheit, sollte der Papst nicht „ihre Ehe für null und nichtig erklären, würde er den Papst als Ketzer anprangern und heiraten, wen er wollte“. Tatsächlich entschieden die einflussreichen Universitäten von Padua, Pavia, Ferrara und Bologna zu Heinrichs Gunsten. Das Kolleg von Sorbonne folgte am 2. Juli 1530, sobald die Söhne Franz I. aus ihrer Geiselhaft bei Karl V. entlassen worden waren.

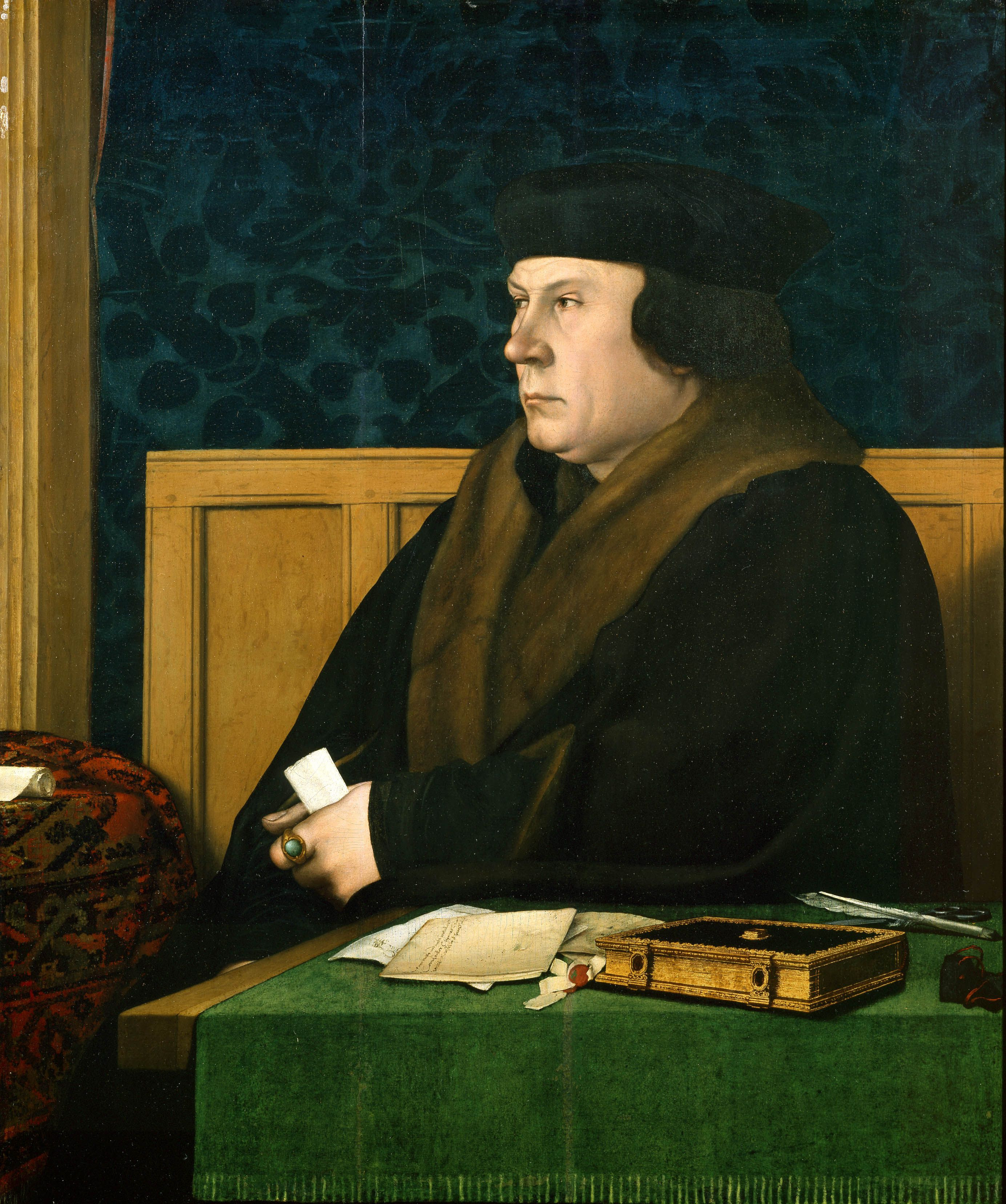
Thomas Cromwell

Im August 1530 entsandte Heinrich einen Boten zum Papst, um ihm mitzuteilen, es wäre „Brauch in England, dass niemand verpflichtet sein sollte, sich außerhalb des Königreichs an das Gesetz zu wenden“ und „dieser Brauch und dieses Vorrecht stehen auf festen und soliden Argumenten und haben wahre und gerechte Grundlagen“. Heinrich berief sich darauf, dass niemand über ein Land bestimmen konnte, das ihm nicht untertan war. Im September 1530 legten Fox und Cranmer dem König ein Dossier vor, in dem sie den Papst als „Bischof von Rom“ bezeichneten und den König als „Gottes Vikar auf Erden“. Ihren Schlussfolgerungen zufolge war Heinrich der uneingeschränkte Herrscher seines Landes, dem auch der Klerus untertan war, während er selbst lediglich Gott Rechenschaft schuldete. Demnach war er die höchste spirituelle Autorität in Glaubensfragen und konnte den Erzbischof von Canterbury offiziell beauftragen, seine Zweifel an der Ehe mit Katharina zu untersuchen.
Als historisches Vorbild für diese radikale Neudefinition des Königtums diente William the Conqueror, der Bischöfe ernannt und Kirchenreformen veranlasst hatte. Mit diesem Dossier wurde der Papst offiziell der Usurpation beschuldigt, da er sich in Heinrichs eigenem Reich unrechtmäßig die Macht eines Königs angemaßt hätte. Daraufhin verlangte Heinrich im Januar 1531 vom Klerus eine Gebühr von 118.000 (heutzutage über 1 Million) Pfund Sterling als Schadensersatz für angeblichen Amtsmissbrauch. Des Weiteren forderte er die Anerkennung als Oberhaupt und alleiniger Beschützer der englischen Kirche. Der Klerus gehorchte zwar, wandelte den Titel aber um in Oberhaupt der englischen Kirche, so weit es das Gesetz Christi erlaubt.
Im Frühling 1532 verabschiedete das Parlament auf Heinrichs Insistieren hin ein Gesetz, das die Zahlung der Annaten an den Papst einstellte, sollte er weiterhin die Annullierung verweigern und die Gelder stattdessen in die königliche Schatzkammer umleitete. Des Weiteren legte Cromwell im März desselben Jahres die Korruption und die Amtsmissbräuche des Klerus offen. Außer sich vor Zorn beschuldigte Heinrich am 11. Mai 1532 im Parlament die Geistlichkeit:

„Geliebte Untertanen, wir meinten, der Klerus unseres Reiches wäre unsere Untertanen, doch nun haben wir sehr wohl erkannt, dass sie nur zur Hälfte unsere Untertanen sind, ja, und kaum das; denn alle Prälaten schwören während ihrer Weihe dem Papst einen Eid in starkem Gegensatz zu dem Eid, den sie uns leisten, so dass sie seine Untertanen zu sein scheinen, nicht unsere. Ich gebe euch hiermit die Kopie beider Eide und verlange, dass ihr Ordnung schafft, so dass wir nicht um unsere geistlichen Untertanen betrogen werden.“

Wohl wissend, dass Heinrich sie mit diesen Worten unterschwellig des Verrats bezichtigte, unterzeichnete der Klerus am 15. Mai widerwillig die sogenannte Submission of the Clergy (deutsch: Unterwerfung des Klerus), in der festgehalten wurde, dass die Kirchengesetze ebenso die Zustimmung des Königs benötigten wie weltliche Gesetze. Auch wurde Heinrich ohne die vorherigen Einschränkungen zum Oberhaupt der englischen Kirche ernannt, was einen direkten Bruch der Magna Carta darstellte, in der die Unabhängigkeit der Kirche von der Krone festgehalten war. Daraufhin legte Thomas Morus nur einen Tag später sein Amt als Lordkanzler nieder.

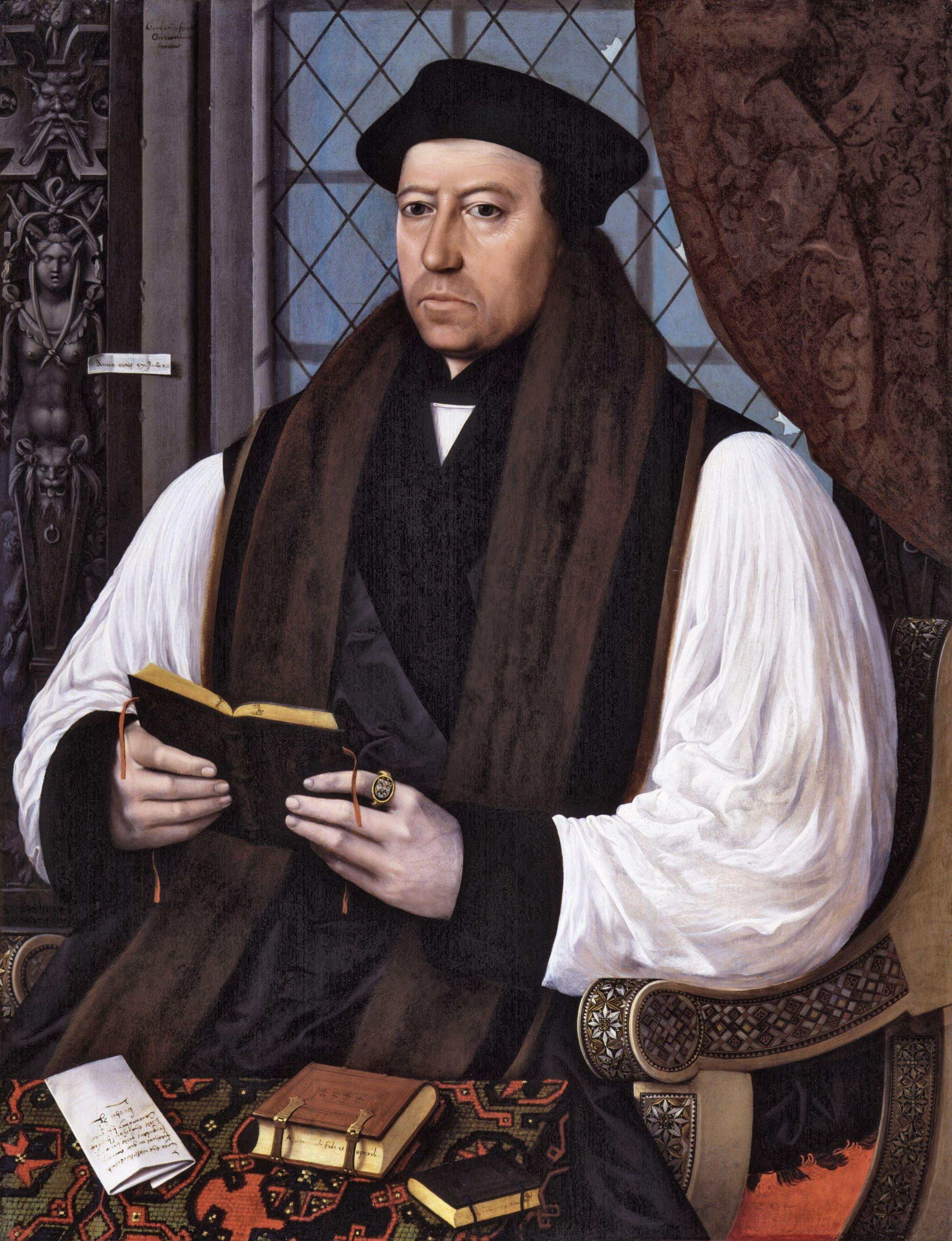
Thomas Cranmer, ab 30. März 1533 Erzbischof von Canterbury

Im Oktober 1532 unternahm Heinrich gemeinsam mit Anne eine Reise nach Calais, um mit Franz I. einen neuen Vertrag zu unterzeichnen und Frankreichs Unterstützung in Rom und gegen Karl V. zu gewinnen. Mit hoher Wahrscheinlichkeit erhörte Anne den König während dieser Reise und schlief mit ihm. Trotz noch bestehender Ehe mit Katharina und ohne päpstliche Erlaubnis heiratete Heinrich die bereits schwangere Anne am 25. Januar 1533 unter Geheimhaltung. Damit die Legitimität des Kindes nicht angezweifelt werden konnte, musste die Ehe mit Katharina unverzüglich aufgelöst werden. Aus diesem Grund drängte er den Papst, Thomas Cranmer zum neuen Erzbischof von Canterbury zu ernennen. Clemens, in der Hoffnung, Heinrich durch eine freundliche Geste zu besänftigen, erfüllte ihm diesen Wunsch und sandte die entsprechenden Bullen nach England. Am 30. März 1533, vier Tage nach ihrem Eintreffen, wurde Cranmer zum Erzbischof geweiht.
Bereits im August 1531 hatte Heinrich Katharina vom Hofe entfernt und am Ostersonntag, dem 12. April 1533, trat Anne Boleyn zum ersten Mal offiziell als Königin auf. Cranmer bat Heinrich nun offiziell um Erlaubnis, seine Ehe mit Katharina juristisch prüfen zu dürfen, und erklärte sie am 23. Mai als null und nichtig. Vom Parlament wurde zudem der Act in Restraint of Appeals verabschiedet, ein Gesetz, nach dem kirchliche Rechtsprozesse in England stattfinden mussten und das jede Berufung an ein römisches Gericht verbot. Am 1. Juni wurde Anne zur Königin gekrönt und gebar am 7. September 1533 ihre einzige Tochter Elisabeth.
Am 23. Mai 1534 erklärte der Papst Heinrichs Ehe mit Katharina für gültig und drohte ihm mit Exkommunikation, wenn er nicht zu ihr zurückkehrte. Am 3. November 1534 setzte Heinrich daraufhin im Parlament die Act of Supremacy durch, wodurch der König als „höchstes Oberhaupt der Kirche von England auf Erden“ anerkannt und England damit endgültig von der römischen Kirche losgesagt wurde. Es war die Geburtsstunde der Church of England.

#### Ehe mit Anne Boleyn und Errichtung der englischen Kirche

##### Isolierung Katharina von Aragons und Prinzessin Marias
Bereits am 5. Juli 1533 war eine Proklamation erlassen worden, dass Katharina als Arthurs Witwe nicht länger als Königin, sondern lediglich als Dowager Princess bezeichnet werden durfte. Wenige Monate später wurde Prinzessin Marias Haushalt aufgelöst und jeder Kontakt zu ihrer Mutter wurde ihr untersagt. Sie selbst wurde am 17. Dezember 1533 als Hofdame zu Elisabeth gesandt. Da sie nach dem Gesetz der Primogenitur als Erstgeborene den höheren Rang hatte, war es eine bewusste Demütigung, sie zur Dienerin ihrer jüngeren Schwester zu machen. Mit dem 1. Thronfolgegesetz wurde Maria am 23. März 1534 per Parlamentsbeschluss zum königlichen Bastard erklärt, während die Nachkommen von Anne und Heinrich nun an erster Stelle der Thronfolge standen.
Jeder Versuch, Maria wieder in die Thronfolge einzugliedern, sollte nun mit dem Tod bestraft werden. Das englische Volk musste unter Eid Heinrichs Oberhoheit sowohl über die Kirche als auch über das Thronfolgegesetz anerkennen und ihm Gehorsam schwören. Marias Bastardisierung stieß dennoch auf Unwillen, da es trotz Annullierung der Ehe ihrer Eltern möglich gewesen wäre, ihre Legitimität zu wahren. Heinrichs Schwester Margaret Tudor hatte seinerzeit eine Annullierung ihrer zweiten Ehe bekommen, gleichzeitig aber die Legitimität ihrer Tochter Margaret Douglas gesichert, indem sie sich darauf berief, dass die Ehe im guten Glauben geschlossen worden war. Möglicherweise hätte Heinrich davon Gebrauch gemacht, wenn Prinzessin Elisabeth ein Junge gewesen wäre, da dieser vor seiner Schwester das Anrecht auf den Thron gehabt hätte. Da es nun aber zwei Prinzessinnen gab, war eine klare Differenzierung nötig.

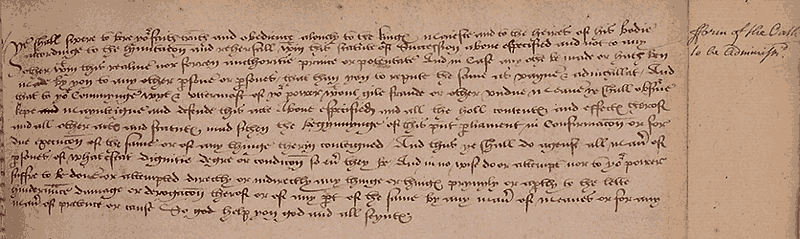
Originalhandschrift des Eides am Ende des 1. Act of Succession

Zusätzlich zum Thronfolgegesetz war ein neuer Act of Treason verabschiedet worden, der jede Verunglimpfung Heinrichs, Annes und Elisabeths sowie einen Angriff auf Heinrichs Autorität als Oberhaupt der Kirche zum Hochverrat machte. Er fand nun Verwendung gegen alle, die Heinrich Widerstand leisteten. Zu den wenigen, die sich weigerten, den Eid zu schwören, gehörten die Kartäuser-Mönche, Thomas Morus und John Fisher, Bischof von Rochester, Fürsprecher Katharina von Aragons und Prinzessin Marias. Sie alle wurden 1535 im Tower of London inhaftiert und jeweils im Mai, Juni und Juli hingerichtet, die Mönche durch Hängen, Ausweiden und Vierteilen, Fisher und More durch Enthauptung. Dem kaiserlichen Botschafter Eustace Chapuys zufolge bedrängte Anne Heinrich, auch an Katharina und Maria Exempel zu statuieren, da sie „den Tod mehr verdienen als all jene, die hingerichtet wurden und die der Grund für all das sind“.
Wie ihre Mutter weigerte Maria sich, die Aberkennung ihres Titels zu akzeptieren, und bezeichnete Elisabeth lediglich als Schwester, nicht als Prinzessin von England. Anne Boleyn nannte Maria „einen verfluchten Bastard“, der „Ohrfeigen bekommen soll“, weshalb sie unter anderem von Chapuys für Marias schlechte Behandlung verantwortlich gemacht wurde. Allerdings dauerte diese auch nach Annes Tod an und ist somit zweifellos Heinrich zuzuschreiben. Dieser verlangte von seiner Tochter unbedingten Gehorsam und erklärte dem französischen Botschafter, dass ihr spanisches Blut sie so trotzig machte. Als dieser allerdings Marias gute Erziehung erwähnte, lobte Heinrich, zu Tränen gerührt, die Vorzüge seiner Tochter. Sein väterlicher Stolz auf sie war nach wie vor vorhanden, doch duldete er keinen Widerstand gegen seine Autorität als Oberhaupt der Kirche.

##### Aufbau der anglikanischen Kirche
Obwohl mitunter behauptet wird, dass Heinrich sich letztendlich aus Lüsternheit selbst zum Oberhaupt der englischen Kirche ernannte, hatte er bereits in jüngeren Jahren erklärt, sich für das spirituelle Wohl seiner Untertanen verantwortlich zu fühlen. Er schrieb Erasmus 1527, bevor er überhaupt daran dachte, mit dem Papst zu brechen: „Unsere Brust, zweifellos entzündet durch den Heiligen Geist, brennt vor Leidenschaft, dem Glauben und der Religion Christi ihre ursprüngliche Würde zurückzugeben, so dass das Wort Gottes frei und rein fließen soll.“ Da ihm der Papst aus offenkundig politischen und nicht religiösen Gründen die Annullierung verweigert hatte, sah Heinrich sich Zeit seines Lebens berechtigt, mit Rom zu brechen und die englische Kirche nach seiner eigenen Interpretation der Bibel zu gestalten.

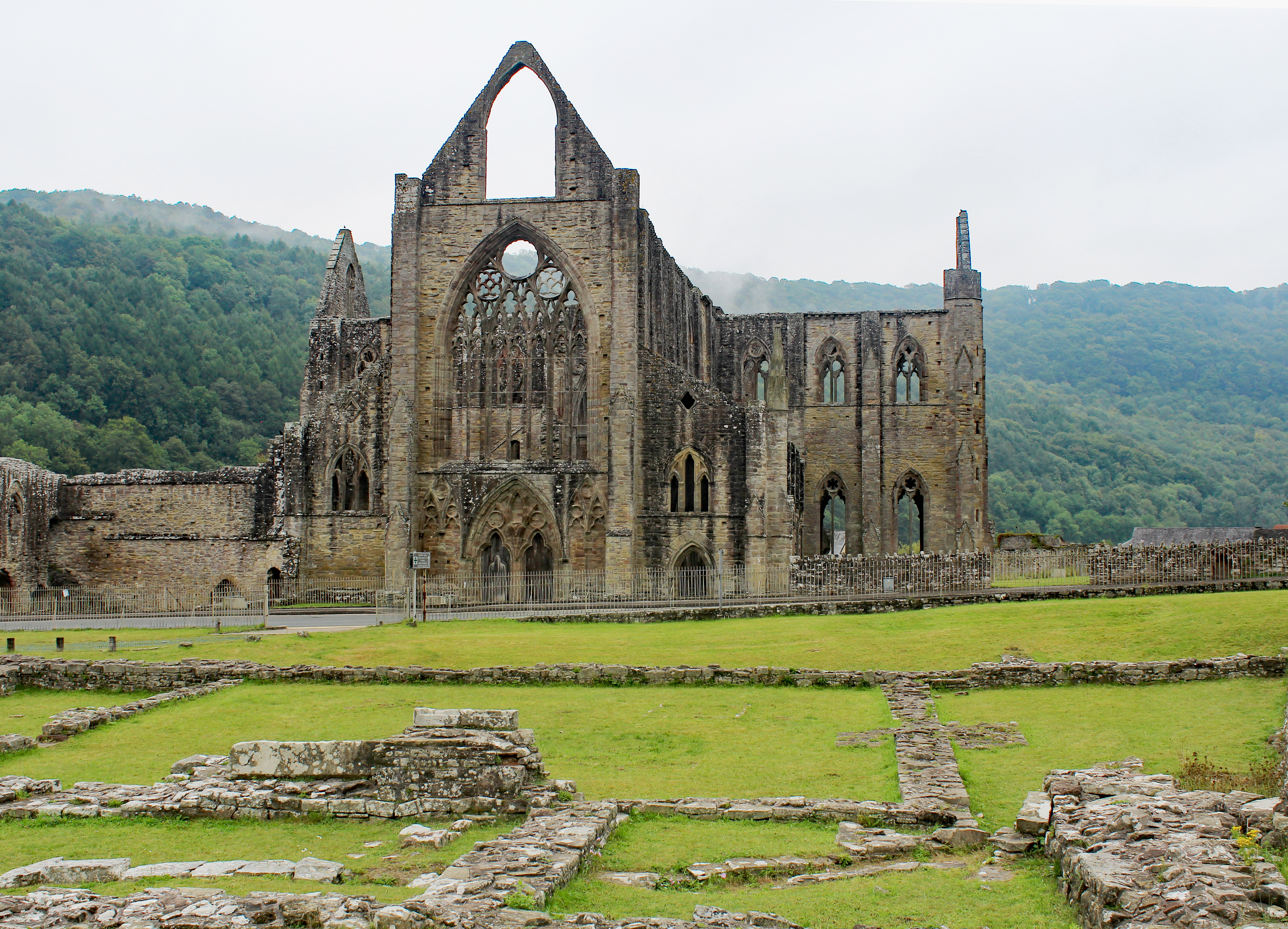
Ruine der 1536 aufgelösten Tintern Abbey

Im Januar 1535 verlieh Heinrich Thomas Cromwell das Amt des Vicegerent-in-Spirituals, was ihn zum befugten Stellvertreter des Oberhaupts der Kirche machte und ihm erlaubte, in Rücksprache mit dem König Klöster zu inspizieren und ihnen neue Satzungen zu geben. Auf diese Weise erhielt Heinrich direkten Einfluss auf den Alltag der Orden und sogar auf die Gebete, die sie sprechen durften. So wurde den Vorstehern die Pflicht auferlegt, ihren Ordensbrüdern den Eid auf die Suprematie und das Thronfolgegesetz abzunehmen und somit die angebliche Usurpation des Papstes zunichtezumachen. Zudem erhielten sie den Befehl, täglich in der Messe für Heinrich und seine „edle und rechtmäßige Ehefrau Königin Anne“ zu beten.
Weiterhin schob Heinrich der Nutzung angeblicher wunderwirkender Reliquien und Bildnisse einen Riegel vor, mit der die Mönche lukrative Geschäfte machten. Pilger wurden aufgefordert, die Spenden lieber den Armen zu geben als irgendwelchen Bildnissen. Den Mönchen wurde untersagt, das Klostergelände zu verlassen sowie Kontakt zu Frauen zu haben. Sowohl bei der Ernährung als auch der Kleidung wurden sie angehalten, ein einfaches Leben zu führen. Gleichzeitig zeichnete sich bereits ab, dass der König das Klosterleben für überflüssig hielt, da wahre Religion für ihn „Reinlichkeit des Geistes, Reinheit der Lebensführung, unverfälschter Glaube Christi und brüderliche Wohltätigkeit“ bedeutete, wofür Orden und Klöster nicht nötig waren. Da die Mönche ihre Klöster nicht mehr verlassen durften, konnten sie weder Pachten einnehmen noch ihre Erzeugnisse verkaufen, was in naher Zukunft zu Bankrotten und Hunger führen würde.
Im März 1536 trat der Act of Suppression of the Lesser Monasteries in Kraft, der die Auflösung der kleinen Klöster zur Folge hatte. Die Gebäude wurden abgerissen und das Ordensvermögen von etwa 2,5 Millionen (heutzutage mehr als 1 Milliarde) englischen Pfund floss in den Kronschatz ein. Wahrscheinlich spielte dabei auch Heinrichs Zwist mit seinem entfernten Verwandten Reginald Pole eine Rolle. Nachdem Heinrich den in Italien lebenden Diakon Pole 1535 aufgefordert hatte, ihm seine wahren Ansichten zur Annullierung und dem Bruch mit Rom darzulegen, sandte Pole 1536 eine ungeschminkte, vernichtende Antwort, die Heinrich erzürnte und möglicherweise zum härteren Vorgehen gegen die Klöster trieb. Durch die Enteignung italienischer Bischöfe, die Diözesen in England hielten, sowie durch den Tod Thomas Fishers und Charles Booths benötigten Rochester, Hereford, Salisbury und Worcester neue Bischöfe. Anne Boleyn und Thomas Cromwell beteiligten sich aktiv an der Einsetzung reformatorischer Bischöfe und Heinrich bestätigte die Ernennung am 8. Juli 1535. Dennoch war der König keinesfalls bereit, die in seinen Augen ketzerischen lutheranischen Lehren zu dulden. Obwohl Heinrich zunächst durchaus gewillt gewesen war, ein Bündnis mit dem Schmalkaldischen Bund zu schließen, erwiesen sich die Differenzen zwischen seinem Anspruch als Oberhaupt der Kirche und den Glaubensgrundsätzen der deutschen, protestantischen Fürsten als zu groß.

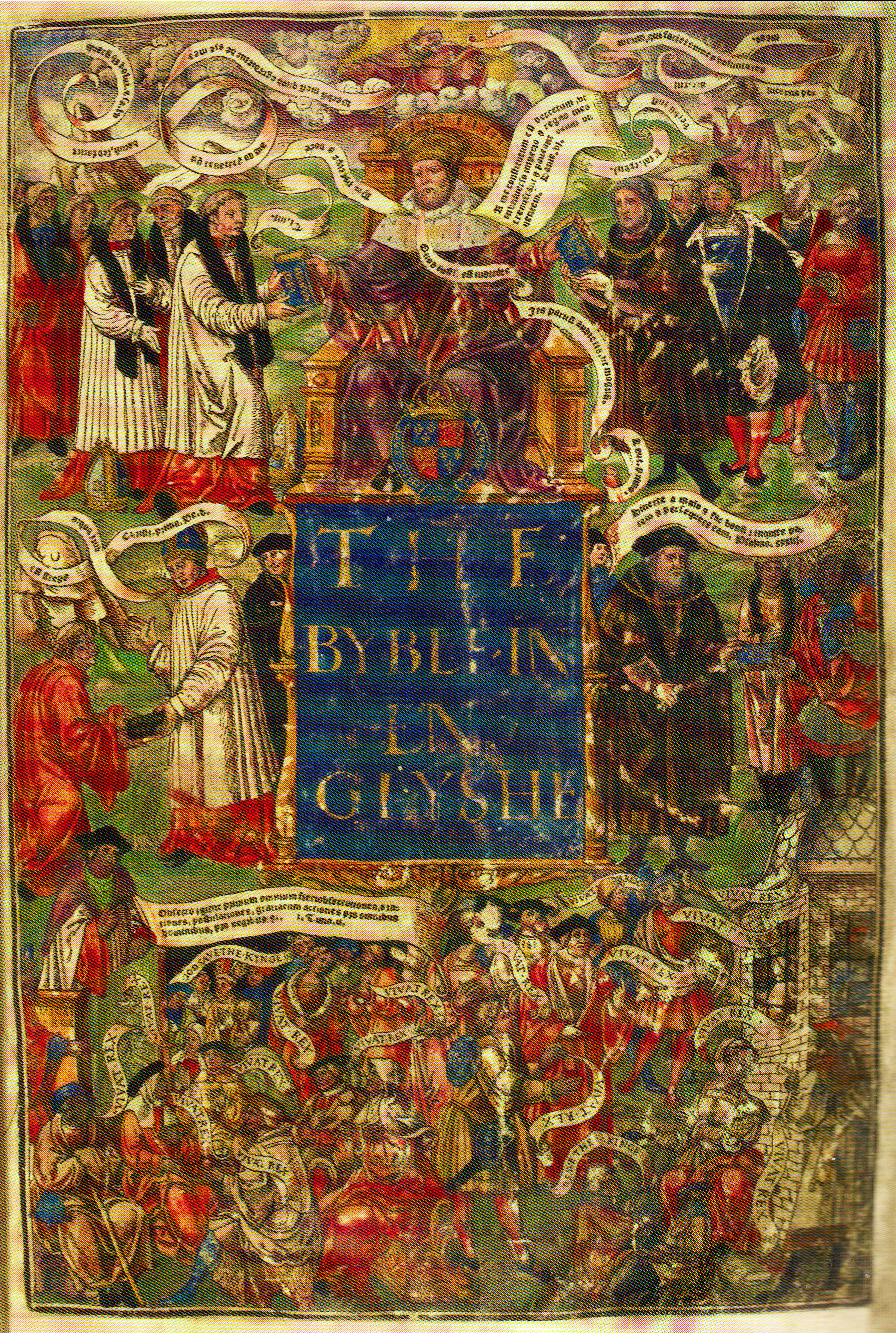
Einband der Great Bible von 1539 mit Heinrich auf dem Deckblatt

Bereits um 1530 hatte Heinrich erklärt, eine englische Übersetzung des Neuen Testaments fördern zu wollen. Die erste englische Übersetzung war die Coverdale-Bibel, angefertigt von Miles Coverdale. Allerdings basierte sie zum Teil auf der in England verbotenen Bibelübersetzung William Tyndales und war somit nicht von Heinrich autorisiert. 1537 erschien die Matthew-Bibel, die Übersetzungen Tyndales, Coverdales und John Rogers’ kombinierte. Aufgrund einiger protestantischer Elemente, insbesondere in Tyndales Teilübersetzungen, galt sie jedoch als problematisch, weshalb Coverdale sie noch einmal überarbeitete. 1539 wurde sie als Great Bible veröffentlicht und in allen Gemeinden verpflichtend eingeführt. Jahre später sollte Heinrich erklären, dass er der Bibelübersetzung zugestimmt hatte, damit die Edlen seines Reichs ihr „eigenes Gewissen schulen und ihre Familien und Kinder unterweisen“ konnten. Auf keinen Fall wollte er, dass Gottes Wort „in jeder Kneipe und jedem Wirtshaus diskutiert, gereimt, gesungen und gekeift“ wurde.
Im August 1536 erschienen die Ten Articles. Sie erkannten die Heilige Schrift als Glaubensnorm an und beschränkten die Sakramente auf Taufe, Buße und Abendmahl. Heinrich gingen diese Ansichten jedoch zu weit, weshalb er 1537 anordnete, die Ten Articles durch die Institution of a Christian Man zu ersetzen, mit dem Ziel, „gewisse Meinungsverschiedenheiten“ auszuräumen, „die christliche Religion und Glauben betreffend, nicht nur in diesem Königreich, sondern bei allen Völkern auf der ganzen Welt“. Ironischerweise bezog sich Heinrich ausschließlich auf die Heilige Schrift, ganz wie es Luther tat, lehnte die protestantischen Kernlehren jedoch ab.
Ab 1538 ließ Heinrich sämtliche englische Klöster auflösen und konfiszierte ihre Besitztümer. Mönche, die mit ihm kooperierten, erhielten großzügige Pensionen. Wer Widerstand leistete, wie die Äbte von Reading, Glastonbury und Colchester, wurde als Verräter verhaftet und gehängt. Zudem beschloss das Parlament 1539 den Act for the Abolishing of Diversity in Opinion, auch bekannt als Act of Six Articles. In ihnen wurde die Transsubstantiationslehre, die Konkomitanz, das Verbot der Priesterehe, der Zölibat, die Messe für die Toten und die Beichte bestätigt. Diese Punkte stellten für die Fraktion der Reformer, zu denen Cranmer und Cromwell gehörten, einen Rückschlag dar, zumal Zuwiderhandlungen als Ketzerei unter schwerste Strafe gestellt wurden. Katholiken, die an der römischen Kirche festhielten, aber auch Protestanten wurden im Zuge dessen verfolgt, inhaftiert und hingerichtet, mitunter am selben Tag. Im Jahr 1544 veröffentlichte Cranmer seine Exhortation and Litany, die die nach wie vor lateinische Messe um englische Predigten, Litaneien und Gebete für Prozessionen ergänzte.

##### Ehekrise und Jane Seymour
Heinrichs Glaube, im Sinne Gottes gehandelt zu haben, wurde jedoch auf die Probe gestellt, als auch Anne Boleyn ihm keinen Sohn gebar. Stattdessen hatte sie im Jahr 1534 wahrscheinlich eine Fehlgeburt und wurde erst im Herbst 1535 wieder schwanger. Hinzu kamen Heinrichs gelegentliche Probleme mit erektiler Dysfunktion, möglicherweise aus gesundheitlichen Gründen. Auch erwartete der König von Anne nach der Eheschließung das gefügige Verhalten einer gehorsamen Gemahlin. Da sie im Gegensatz zu Katharina Heinrichs Flirten mit anderen Frauen jedoch nicht schweigend tolerierte, kam es zu einigen Wortgefechten zwischen ihnen. So berichtete Chapuys, wie Heinrich Anne barsch entgegnete, „dass sie ihre Augen schließen und es erdulden musste, wie es schon Bessere vor ihr getan hatten“, und dass sie „wissen sollte, dass es in seiner Macht stand, sie innerhalb eines Momentes mehr zu erniedrigen, als er sie emporgehoben hatte“. Historiker sehen diese Worte oft als Beweis dafür, dass Heinrichs Liebe zu Anne nach der Heirat rasch erstarb und er früh mit dem Gedanken spielte, sie wieder zu verstoßen. Allerdings bemühte sich der König bis zum April 1536, Karl V. dazu zu bringen, Anne als seine Gemahlin anzuerkennen und zu respektieren. Während der Rundreise des Hofes im Sommer 1535 gelang es Anne zwar, mehr Zuspruch von der Bevölkerung zu bekommen, doch das katholische Ausland weigerte sich nach wie vor, sie als Königin zu betrachten.
Am 7. Januar 1536 starb Katharina von Aragon an Krebs. Heinrichs erste Reaktion auf ihren Tod war Erleichterung, dass nun die Gefahr einer Invasion durch Karl V. gebannt war. Am nächsten Tag, einem Sonntag, kleidete Heinrich sich komplett in gelb und besuchte Anne in ihrem Gemächern, wo er sie umarmte und küsste. Dennoch zeichneten sich weitere Spannungen zwischen ihm und Anne ab. Heinrichs Cousin Henry Courtenay, 1. Marquess of Exeter, und seine Frau Gertrude berichteten Chapuys, der König habe gesagt, er sei die Ehe eingegangen „durch Hexerei und aus diesem Grund betrachte er sie als nichtig“. Als Grund führte er an, dass Gott ihm nach wie vor keinen Sohn gönnte „und er glaubte, er könnte eine andere Ehefrau nehmen“. Auch wurde erzählt, dass Anne sich unsicher fühlte. Sollte Heinrich ihre Ehe ebenfalls annullieren lassen, hätte er zu Katharinas Lebzeiten zu dieser zurückkehren müssen, während nun der Weg für ihn frei war, Anne zu verstoßen. Chapuys selbst glaubte das Gerücht nicht, zumal Anne schwanger war und der König noch immer auf einen Sohn hoffte.

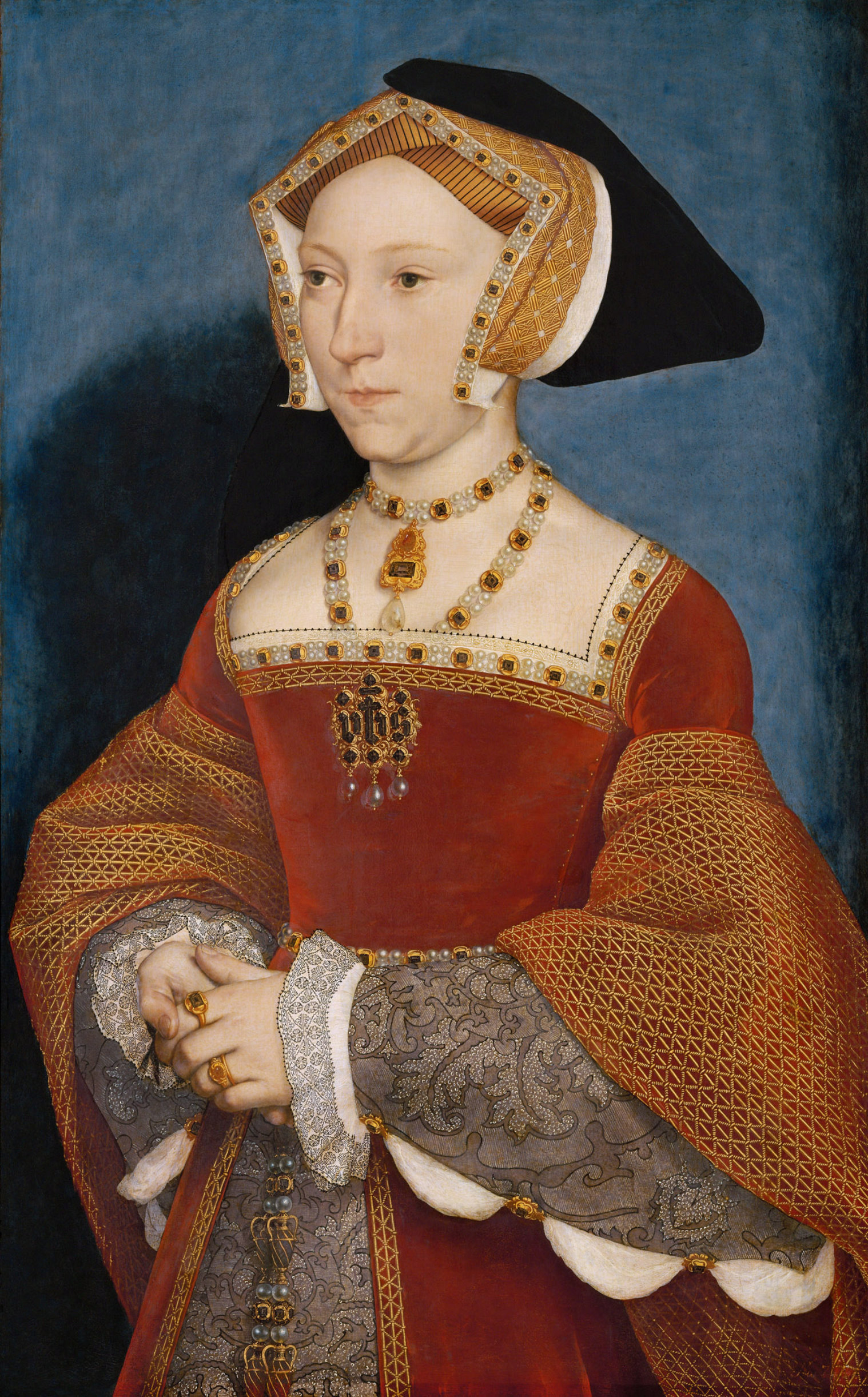
Jane Seymour, ca. 1536–1537

Am 24. Januar wurde Heinrich beim Tjosten vom Pferd gestoßen und unter dem Tier begraben. Die Behauptung, Heinrich sei zwei Stunden lang bewusstlos gewesen, entstammt Borman zufolge dem Bericht eines Mannes, der zum Zeitpunkt meilenweit entfernt vom Hof war. Chapuys selbst schreibt in einem Brief lediglich, dass der König stürzte und dass sein Überleben an ein Wunder grenzte. Wenig später gab Heinrich zu, Schwierigkeiten mit einem Beingeschwür zu haben. Bereits im Jahr 1528 hatte Heinrich an einem Beingeschwür gelitten, das damals allerdings in Canterbury von einem Arzt geheilt wurde. Als Ursache werden Krampfadern bzw. chronische Knochenmarksentzündung vermutet. Nur fünf Tage später, am Tag von Katharinas Beerdigung, hatte Anne Boleyn eine weitere Fehlgeburt, diesmal einen Sohn. Chapuys zufolge sprach Heinrich kaum mit ihr, außer um zu sagen, dass „Gott es nicht gefiel, ihm männliche Nachkommen zu geben“. Auch erwähnte Chapuys im selben Brief das erste Mal Jane Seymour, die der König seit neustem mit Geschenken überschüttete.
Entgegen allen Legenden lernte Heinrich Jane tatsächlich erst um Neujahr 1536 herum kennen. Im Gegensatz zu Katharina und Anne war sie weder schön noch besonders intelligent. Allerdings verhielt sie sich dem König gegenüber sanft und gehorsam, was im starken Kontrast zu Annes Scharfzüngigkeit stand. Nach den ermüdenden Kämpfen, die Heinrich ausgefochten hatte, um Anne heiraten zu können, hatte er wenig Geduld für lautstarke Auseinandersetzungen und Herausforderungen, zumal immer deutlicher zutage trat, wie viele seiner Freunde sich Annes wegen von ihm abgewandt hatten. Möglicherweise war Jane für Heinrich zunächst nur eine Liebelei gewesen. Als er ihr jedoch eine Geldbörse und einen Brief sandte, erhielt er beides ungeöffnet von ihr zurück mit der bescheidenen Bitte, ihr erst ein Geldgeschenk zu machen, wenn es Gott gefiel, ihr eine gute Partie zu senden. Von ihrer Tugend beeindruckt, sah Heinrich sie nur noch im Beisein ihrer Verwandten. Die konservative Fraktion bei Hofe, insbesondere Sir Nicholas Carew, unterstützten Jane eifrig und selbst Annes ehemaliger Verbündeter Thomas Cromwell, der sich mit der Königin zerstritten hatte, überließ Jane bei Hofe seine Gemächer, die durch Geheimgänge mit den Gemächern Heinrichs verbunden waren.

##### Anne Boleyns Fall
Heinrichs neue Liebe war die Gelegenheit, auf die Annes Gegner gewartet hatten. Kurz nachdem der König am 18. April Chapuys dazu gebracht hatte, Anne als Königin die Reverenz zu erweisen, nutzte Cromwell Auseinandersetzungen zwischen Anne, dem Musiker Mark Smeaton und Heinrichs Groom of the Stool Henry Norris für eine Intrige gegen die Königin. Wortgefechte mit beiden Männern wurden zum Ehebruch aufgebauscht, um Anne des Verrats anklagen zu können. Anne hatte u. a. Norris beschuldigt, an ihr interessiert zu sein, sollte dem König etwas zustoßen. Historiker sind sich uneins, inwieweit Heinrich an der Intrige beteiligt war. Eric Ives betrachtet Cromwell als Instigator und Heinrich als ahnungslos, eben da der König noch bis zum 30. April Druck auf Karl V. ausübte, Anne als Königin anzuerkennen. Tracy Borman hingegen hält es für möglich, dass Heinrich Cromwells Intrige zustimmte und die Rolle des gehörnten Ehemanns bewusst spielte, um Anne loszuwerden. Als Indiz dafür führt sie an, dass Heinrich Cromwell im selben Monat ein neues, komplett möbliertes Herrenhaus schenkte, möglicherweise als Belohnung.
Zumindest gilt als gesichert, dass Heinrich von Annes Streit mit Norris wusste. Nach geltendem Recht war bereits die Vorhersage vom möglichen Tod des Monarchen Hochverrat, zumal Anne sich nach den gängigen Moralvorstellungen Norris regelrecht aufgedrängt hatte. Heinrich stellte sie daraufhin zornig zur Rede. Alexander Alesius beobachtete die Szene, allerdings nur aus der Ferne. „Ich wusste nicht recht, was geschehen war, aber die Gesichter und Gesten der Sprecher zeigten deutlich, dass der König ergrimmt war, obwohl er seinen Zorn meisterlich verbergen konnte.“ Am nächsten Tag, den 1. Mai 1536, erfuhr Heinrich während eines Turniers, dass Mark Smeaton gestanden hatte, mit Anne Ehebruch begangen zu haben. Ives vermutet, dass Heinrich nach dieser Nachricht Annes Streit mit Henry Norris in einem völlig neuen Licht sah, nämlich dass auch Norris ihr Liebhaber gewesen war. Fluchtartig entfernte sich der König vom Turnier und ritt mit Henry Norris nach Whitehall. Auf dem Weg nahm er ihn ins Kreuzverhör und bot ihm völlige Verzeihung an, wenn er den Ehebruch mit der Königin eingestand. Norris weigerte sich jedoch, ein falsches Geständnis abzulegen, und wurde im Tower inhaftiert. Auch Anne wurde verhaftet, ebenso ihr Bruder George und die Höflinge Francis Weston und William Brereton.

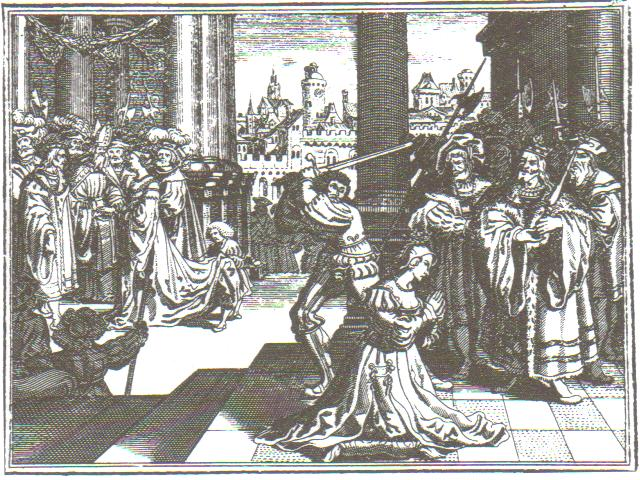
Anne Boleyns Hinrichtung, Darstellung von 1695

Heinrich selbst schottete sich in diesen Tagen von der Außenwelt ab und wurde oft im Garten oder nachts in seinem Boot gesehen. Sein Geisteszustand schien besorgniserregend. Am Abend nach Annes Verhaftung, als sein illegitimer Sohn Henry Fitzroy zu ihm kam, umarmte der König ihn und schluchzte, dass Fitzroy und seine Halbschwester Maria „es Gott verdanken, aus den Händen dieser verfluchten Hure entkommen zu sein, die sie beide vergiften wollte“. Obwohl es keine Beweise gibt, dass Anne Heinrichs Kinder vergiften wollte, erschien ihm möglicherweise ihr Bestreben, Katharina und Maria hinrichten zu lassen, nun in einem anderen Licht. Auch erklärte er, Anne hätte mehr als hundert Liebhaber gehabt, und Chapuys behauptete sogar, der König hätte vor lauter Selbstmitleid eine Tragödie geschrieben, die er bei sich trug und den Höflingen zum Lesen aufdrängte.
Nach ihrer Verurteilung als Ehebrecherin ließ der König seine Ehe zu Anne am 17. Mai annullieren. Da die Papiere verloren gingen, ist die offizielle Begründung nicht mehr bekannt, lediglich dass es „gewisse gerechte, wahrhaftige und rechtmäßige, zuvor unbekannte Hindernisse“ für diese Ehe gegeben hätte. Chapuys berichtet, dass möglicherweise ein bereits früher bestehendes Verlöbnis Annes mit Henry Percy, 6. Earl of Northumberland aufgegriffen wurde, allerdings stritt Northumberland dieses noch einmal nachdrücklich ab (tatsächlich wurde wohl im Frühling 1523 die nur kurzzeitig bestehende Verlobung geschlossen). Stattdessen hält Ives es für wahrscheinlicher, dass Heinrichs sexuelle Beziehung zu Mary Boleyn als Grund angegeben wurde. Zwar hätte der König zur Zeit der Heirat mit Anne bereits gewusst, dass es laut Lev 18,16  gegen göttliches Recht verstieß, die Witwe seines Bruders zu heiraten (d. h. Katharina von Aragon), allerdings sei ihm unbekannt gewesen, dass auch die Ehe mit der Schwester einer früheren Geliebten (d. h. Mary Boleyn) unrechtmäßig sein könnte. Als Begründung für dieses Argument gibt Ives an, dass im 2. Act of Succession nur wenige Monate später derartige Verbindungen offiziell für illegal erklärt wurden. Da eine Annullierung jedoch bedeutete, dass Anne niemals Heinrichs wahre Ehefrau gewesen war, hätte sie strenggenommen nicht für einen Ehebruch verurteilt werden können. Für einige Historiker wird damit die Anklage ad absurdum geführt. Zwei Tage nach der Annullierung wurde Anne am 19. Mai 1536 auf dem Gelände des Tower of London hingerichtet, nur einen Tag nach ihrem Bruder und den ebenfalls verurteilten Brereton, Norris, Smeaton und Weston.

#### Festigung der Suprematie

##### Kapitulation und Versöhnung Marias
Am 30. Mai 1536 heiratete Heinrich Jane Seymour, zur allgemeinen Freude der konservativen Fraktion bei Hofe. Sir John Russell schrieb über die Ehe mit Jane im Vergleich zu der mit Anne, dass „der König aus der Hölle in den Himmel kam durch die Freundlichkeit in dieser und der Scheußlichkeit und dem Elend in der anderen“. Viele waren der Meinung, Heinrich war lediglich durch Anne zum Bruch mit Rom verleitet worden und würde nun, mit einer konservativen Königin an seiner Seite, die ungeliebten Reformen rückgängig machen. Dazu passte Heinrichs Teilnahme an der Prozession anlässlich des Fronleichnam, eines durch und durch katholischen Feiertags. Stephan Gardiner hoffte auf eine Versöhnung mit Rom, Nicholas Carew auf die Wiederaufnahme Prinzessin Marias in die Thronfolge.
Papst Paul III. schlug Heinrich tatsächlich eine Versöhnung vor, zusammen mit der Teilnahme am Generellen Kirchenkonzil in Mantua. Seine Bedingung war, dass England zurück in den Schoß der Kirche kehrte und Absolution erhielt. Auch Karl V. war bereit, sich mit Heinrich zu versöhnen, nun da sowohl seine Tante als auch Anne Boleyn tot waren. Heinrich betrachtete seinen Status als Oberhaupt der Kirche jedoch als gottgegeben. Über seine Gesandten übte er Druck auf Maria aus, ihn als Oberhaupt der Kirche und seine Ehe mit Katharina als ungültig anzuerkennen. Jane Seymour versuchte auf ihn einzuwirken, seine Tochter wieder in die Erbfolge aufzunehmen, woraufhin der König sie anfuhr, „sie sei eine Närrin“, da sie „sich für die Förderung der Kinder, die sie gemeinsam haben würden, einsetzen sollte, nicht für die anderer“.
Erst als Maria sich ihm am 22. Juni 1536 offiziell schriftlich unterwarf, versöhnte er sich mit ihr. Am 6. Juli trafen sich Vater und Tochter das erste Mal seit fünf Jahren wieder. Heinrich verhielt sich liebevoll und machte ihr Geschenke. Nur wenig später wurde sie an den Hof geholt und musste lediglich der Königin den Vortritt lassen. Auf diese Weise wurde der konservativen Fraktion die Grundlage für Widerstand genommen. Am 30. Juni wurde vom Parlament der 2. Act of Succession verabschiedet, der sowohl Maria als auch Elisabeth bastardisierte und lediglich Janes Nachkommen – oder die einer zukünftigen Frau – zu legitimen Thronfolgern machte. Da dieses Kind noch nicht existierte, gab der Akt Heinrich die noch nie dagewesene Macht, seinen Nachfolger per Testament festzulegen. Es ist denkbar, dass Heinrich sich die Möglichkeit offen hielt, seinen Bastardsohn Henry Fitzroy zum Erben zu ernennen. Der Junge starb jedoch nur zwei Monate nach Anne Boleyn.

##### Pilgrimage of Grace

Banner der Pilgrimage of Grace

Als Reaktion auf die Schließung der Klöster und auf Marias Bastardisierung brach im Oktober 1536 unter der Führung des Juristen Robert Aske die Pilgerreise der Gnade aus. Es wurde die größte Krise während Heinrichs Regierungszeit und forderte die Wiederherstellung der Klöster und Marias Status. Sowohl Maria als auch Elisabeth wurden daraufhin an den Hof geholt und mit königlichen Ehren behandelt. Königin Jane selbst bat Heinrich auf Knien um Gnade für die Aufständischen. Seine Antwort war schroff und bedrohlich. „Er befahl ihr, ruhig genug, aufzustehen und dass er ihr mehrfach gesagt habe, sich nicht in seine Angelegenheiten einzumischen, womit er sich auf die letzte Königin bezog. Es war genug, um eine Frau zu verängstigen, die sich nicht sehr sicher fühlt.“
Da Heinrich den Aufständischen militärisch unterlegen war, musste er verhandeln und entsandte Thomas Howard, 3. Duke of Norfolk nach Doncaster, wo die Aufständischen zwischen 30.000 und 40.000 Mann versammelt hatten. Norfolk bat Heinrich, wenigstens zum Schein auf die Forderungen der Rebellen einzugehen und erhielt die Befugnis zu einem Generalpardon. Heinrich ließ sich zunächst darauf ein, nahm allerdings die Rädelsführer explizit aus. Bereits im November befürchtete Chapuys, dass Heinrich die Aufständischen lediglich in Sicherheit wiegen wollte, um später Rache zu nehmen. Borman vermutet zudem, dass Heinrich, indem er sowohl Norfolk als auch den gleichfalls konservativen Sir Francis Bryan ins Feld gegen die Rebellen schickte, deren Loyalität prüfen wollte.
Am 8. Dezember wurde die Armee der Rebellen offiziell aufgelöst und zu Weihnachten 1536 lud Heinrich Robert Aske an den Hof ein. Dabei versprach er ihm eine Parlamentssitzung in York über die Forderungen der Pilger und bekräftigte seinen Generalpardon. Sobald Aske abgereist war, sandte Heinrich Norfolk wieder in den Norden, um den Pilgern den Eid abzunehmen, Heinrich als Oberhaupt der Kirche, die geänderte Thronfolge und die Auflösung der Klöster zu akzeptieren. Eidverweigerer sollten als Verräter behandelt werden. Damit hätten die Pilger allem abgeschworen, wofür sie gekämpft hatten. Als es daraufhin im Februar 1537 erneut zu Revolten kam, sah Heinrich sich nicht mehr an seine Versprechen gebunden. Diesmal fand er breiteren Rückhalt in der Bevölkerung und beim ansässigen Adel, der ihm half, den Aufstand blutig niederzuschlagen. Die Anführer, darunter Robert Aske und Thomas Darcy, wurden als Verräter hingerichtet.

##### Geburt des Kronprinzen und Tod Jane Seymours
Am 23. Mai 1537 wurde bei Hofe verkündet, dass Jane Seymour schwanger war und am 29. Mai eine feierliche Messe abgehalten. Schwangerschaften wurden erst offiziell gemacht, wenn die Königin Kindsbewegungen spürte und Heinrich nutzte ihren Zustand als Entschuldigung, um nicht in den Norden reisen zu müssen, wie er es zu Weihnachten Aske versprochen hatte. Er schrieb an Norfolk, wenn er so weit weg von ihr sei und in einem solch unruhigen Land, werde sie sich wahrscheinlich ängstigen, was angesichts ihrer Schwangerschaft verheerende Folgen haben könne. Wie es für Königinnen üblich war, zog Jane sich am 16. September in das Wöchnerinnengemach in Hampton Court zurück, wo sie am 12. Oktober den lang ersehnten Kronprinzen Eduard zur Welt brachte.

Prinz Eduard, ca. 1538

Heinrichs Freude über seinen Sohn wurde jedoch getrübt, als Jane nur wenig später am Kindbettfieber erkrankte. Heinrichs Reaktion auf ihre Krankheit mutet seltsam an, denn er erklärte Russell, am 25. Oktober in jedem Fall sein Herrenhaus in Esher aufzusuchen. „Wenn sie sich erholt, wird er gehen. Wenn sie sich nicht erholt, so sagte er mir heute, bringt er es nicht über's Herz zu verweilen.“ Jane starb in der Nacht des 24. Oktobers. Ob Heinrich bei ihr war, ist ungewiss, bekannt ist jedoch, dass er nach ihrem Tod für relativ lange Zeit (etwa vier Jahre) nicht heiratete. Noch später würde er sagen, dass er Jane von all seinen Frauen am meisten geliebt hatte, was möglicherweise daran lag, dass sie ihm den ersehnten Thronfolger geschenkt hatte. Zudem hatte Heinrich sich bislang hauptsächlich dann neu verliebt, wenn er einer Ehefrau überdrüssig geworden war. Während seiner Ehe mit Jane hatte er zwar durchaus hübschen Damen Komplimente gemacht, allerdings gab es bis zu Janes Tod keine neue Anwärterin für die königliche Gunst. Dennoch schien Heinrich geneigt, wieder zu heiraten, denn er kümmerte sich um die vorübergehende Unterbringung ihrer Hofdamen und arrangierte für sie Vergnügungsfahrten auf eigene Kosten, statt Janes Haushalt aufzulösen.
Umso größere Sorgfalt widmete Heinrich der Unterbringung und Versorgung des kleinen Prinzen Eduard. Er ließ für ihn eigene Wohngemächer in Hampton Court anbauen, wo der Junge in Sicherheit vor den Krankheiten Londons war. Um Ansteckungen zu vermeiden, ließ er die Küche nahe bei Eduards Gemächern bauen und sein Essen wurde von einem Vorkoster geprüft. Damit seine Kleidung nicht vergiftet werden konnte, mussten sie vor dem Anziehen geprüft werden und neue Kleidung wurde vor dem Erstgebrauch gründlich gewaschen und parfümiert. Ab März 1539 gab Heinrich zudem die Order, dass in den Gemächern des Prinzen die Wände, Decken und Böden mehrmals täglich geschrubbt werden sollten. Auch durften die Mitglieder seines Haushalts nur in seiner Nähe sein, solange sie keine Krankheitssymptome aufwiesen.
Persönliche Besuche des Königs waren allerdings selten. Seine Kinder wuchsen in ihren eigenen Haushalten auf und wurden nur zu Weihnachten und Ostern an den Hof gerufen. Im Mai 1538 ist allerdings ein Besuch Heinrichs verbürgt, in dessen Verlauf er seinen Sohn „mit viel Fröhlichkeit und Freude lange Zeit mit ihm in seinen Armen scherzte und ihn zum Anblick und Trost des Volkes ans Fenster hielt“. Dennoch ist es möglich, dass Heinrich Eduard gegenüber einen unterschwelligen Groll empfand, denn der Junge klagte später: „Wie unglücklich habe ich die Meinen gemacht, indem ich meine Mutter bei meiner Geburt tötete.“

##### Ausschaltung konservativer Adliger
Nach der Pilgrimage of Grace wuchs Heinrichs Misstrauen gegen die konservativen Kräfte im Land. Insbesondere sein Vetter Henry Courtenay, 1. Marquess of Exeter und die Familie Pole, zu der der abtrünnige Kardinal Reginald Pole gehörte, konnten wegen ihrer Abstammung vom königlichen Haus York für Unzufriedene eine Alternative zu Heinrich darstellen. Heinrichs Versuche, Pole zu entführen oder ermorden zu lassen, waren bislang gescheitert. Da auch Cromwell der einflussreiche, konservative Adel ein Dorn im Auge war, fiel es ihm nicht schwer, Heinrich mit aufgebauschten Indizien zu überzeugen, dass Courtenay und die Poles mit ausländischen Mächten gegen ihn intrigierten. Im Verlauf der sogenannten Exeter-Verschwörung wurden die königlichen Vettern Henry Courtenay und Henry Pole, 1. Baron Montagu sowie Heinrichs enge Freunde Sir Edward Neville und Sir Nicholas Carew des Hochverrats angeklagt und enthauptet.
Es ist unklar, ob Heinrich von den Anschuldigungen überzeugt war oder aus politischem Kalkül handelte. Trotz Nevilles Verurteilung als Verräter zeigte Heinrich dessen achtzehnjährigen Sohn Henry Neville, seinem eigenen Patenkind, nach wie vor Zuneigung. Ab Oktober 1539 gewährte er ihm eine Jahresrente, entsandte ihn auf eine diplomatische Reise nach Frankreich und, höchstes Zeichen seines Vertrauens, machte ihn zum Groom of the Privy Chamber. Courtenays Sohn Edward hingegen blieb sowohl während Heinrichs als auch Eduards Regierungszeit im Tower. Reginald Poles Mutter Margaret Pole, 8. Countess of Salisbury blieb ebenfalls in Haft und wurde zwei Jahre später hingerichtet. Eustace Chapuys vermutete, dass es in erster Linie darum ging, Prinzessin Marias Fürsprecher auszuschalten.

#### Maßnahmen gegen ausländische Invasionen

##### Befestigung Englands

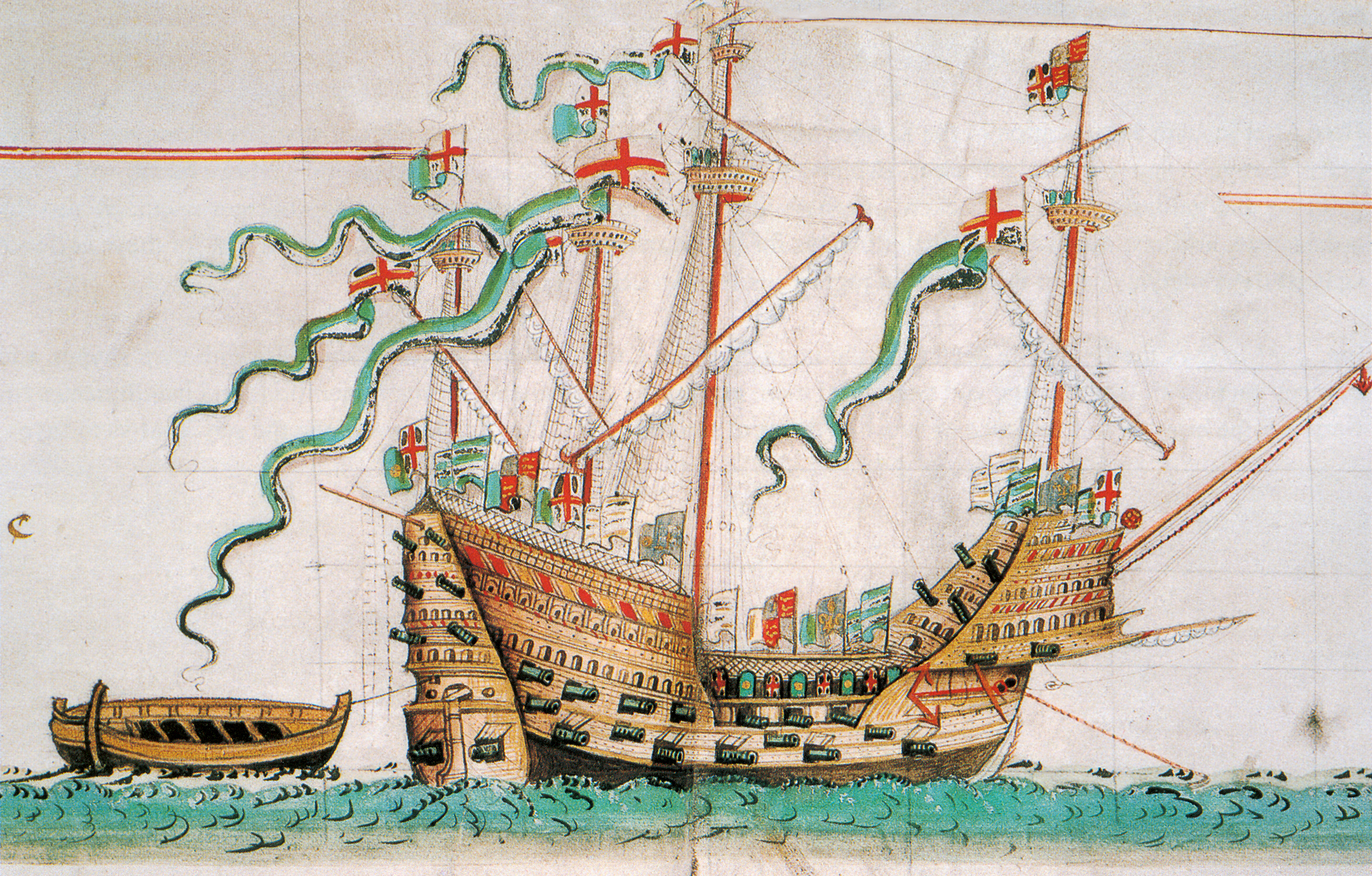
Darstellung der Mary Rose, ca. 1546

Kaum einen Monat nach der Geburt des Prinzen Eduard schlossen Franz I. und Karl V. einen Waffenstillstand, der von Papst Paul III. später auf zehn Jahre verlängert wurde. Damit standen zwei der großen, katholischen Reiche verbündet gegen die reformatorischen Länder. Um nicht politisch völlig isoliert zu werden, suchte Heinrich erneut das Gespräch mit dem Schmalkaldischen Bund und im Mai 1538 besuchte eine deutsche Delegation England. Um Englands reformatorischen Eifer zu demonstrieren, ließ Heinrich von Cromwells Männern Schreine und Heiligenkulte zerstören, darunter auch den prächtigen Schrein Thomas Beckets. Der Papst hatte bereits am 30. August 1535 die Exkommunikationsbulle fertiggestellt, sie war allerdings nicht vollstreckt worden, da Rom hoffte, Heinrich noch zurückgewinnen zu können. Nach der Schändung des Grabes Thomas Beckets erneuerte Paul III. die Bulle jedoch im Dezember 1538 und suchte Karl V. und Franz I. zu überzeugen, in England einzumarschieren.
Daraufhin versetzte Heinrich England in Alarmbereitschaft. Er inspizierte persönlich die Befestigungen Dovers, ließ Truppen ausheben und befahl die Modernisierung und Vergrößerung der Marine. Die drei älteren Schiffe Mary Rose, Peter Pomegranate und Great Harry wurden vollständig umgebaut und mit Geschützen ausgerüstet. In den Jahren zwischen 1539 und 1544 veranlasste er den Bau von neun neuen Schiffen und kaufte vier weitere dazu. Beim Aufbau der Flotte lag Heinrichs Augenmerk darauf, mehrere große Kriegsschiffe von kleineren Fahrzeugen begleiten zu lassen, die auch auf Patrouille und als Eskorte von Fischerbooten verwendet wurden.
Im Gegensatz zu seinem Vater setzte Heinrich zusätzlich eine Verwaltung ein, die sich regelmäßig um die Schiffswartung kümmerte, ließ neue Trockendocks errichten und die bestehenden Häfen erweitern. Hinzu kam die Gründung der Royal Gun Foundries, die für die Fertigung von Kanonen verantwortlich waren. Auch die Grenze zu Schottland wurde neu befestigt und an der Südküste eine ganze Kette neuer Festungen erbaut. Insgesamt war es das größte militärische Bauprojekt zwischen der normannischen Eroberung und den Napoleonischen Kriegen.

##### Politische Ehe mit Anna von Kleve
Um außenpolitisch Verbündete zu finden, war Heinrich bereit, eine neue Ehe einzugehen. Bereits 1538 hatte Cromwell eine Ehe mit einer Schwester des Herzogs von Kleve Wilhelm V. vorgeschlagen. Allerdings hatte Heinrich im März 1538 noch mit dem Gedanken gespielt, Christina von Dänemark zu heiraten und entsandte daher Hans Holbein, um sie zu malen. Es heißt, sie hätte daraufhin spöttisch erwidert, wenn sie zwei Köpfe hätte, würde sie einen davon gern dem König von England zur Verfügung stellen. Insgesamt malte Holbein noch weitere fünf Kandidatinnen, deren Porträts jedoch nicht überliefert sind. Da all diese Heiratsverhandlungen erfolglos blieben, sandte Heinrich Holbein 1539 nach Kleve, um Anna von Kleves Bildnis zu malen. Cromwell, der die Ehe befürwortete, zeigte Heinrich die Porträts, woraufhin der König der Vermählung zustimmte. Um jegliche Erwartungen der religiösen Reformer im Keim zu ersticken, erklärte er allerdings entschieden, dass es sich um eine rein politische Ehe handelte, für die Cromwell allein die Verantwortung trug.

Anna von Kleve ca. 1539, gemalt von Hans Holbein

Wie sehr Heinrich Anna tatsächlich heiraten wollte, wird von seinen Biografen unterschiedlich bewertet. Borman gibt mit Verweis auf Heinrichs freundliche Annäherungsversuche an die Franzosen an, dass Heinrichs Begeisterung für die Eheschließung schnell abkühlte. Laut Starkey hingegen war Heinrich bereits im Juli 1539 fest entschlossen, eine der Kleve-Schwestern zu heiraten. Als Beweis führt er an, dass Heinrichs Gesandte darauf bestanden, die Gesichter von Anna und Amalia zu sehen, da „eine von ihnen ihre Königin sein würde“ und erst danach wurde Annas Porträt gemalt. Stattdessen glaubt Starkey, dass Heinrich sich in eine Idee verliebte, die von Cromwell und seinen Anhängern eifrig genährt wurde. Am 4. Oktober wurde der Ehevertrag unterzeichnet. Anna verließ Düsseldorf im November, konnte aufgrund des schlechten Wetters allerdings erst am 27. Dezember von Calais nach Dover reisen.
Bereits bei einem ersten heimlichen Treffen in Rochester war Heinrich enttäuscht. Anna erkannte ihn nicht als ihren zukünftigen Ehemann, da er ohne Ankündigung und verkleidet anreiste. Hierbei spielte Heinrich ein am englischen Hof beliebtes Motiv der ritterlichen Romanze aus, wo der Liebhaber von seiner Herzensdame auch in Verkleidung stets erkannt wird. Anna hingegen wusste nichts von dieser höfischen Spielart und verhielt sich daher zurückhaltend gegenüber dem Fremden, der sie unvermittelt küsste, was Heinrich als Demütigung auffasste. Erst als er in seinen königlichen Gewändern zurückkehrte, erwies sie ihm die Ehre, doch der Schaden war bereits angerichtet.
Ob aus verletztem Stolz oder tatsächlicher Enttäuschung, Heinrich fühlte sich von Anna abgestoßen. Er teilte seinem Begleiter düster mit: „Ich sehe nichts in dieser Frau, was andere Männer von ihr berichten. Und es erstaunt mich, dass weise Männer solche Berichte erstatten würden.“ Auf Thomas Cromwells Frage, wie Anna ihm gefallen hatte, antwortete Heinrich unfreundlich „Nicht so gut, wie von ihr gesprochen wurde“ und erklärte, wenn er vorher davon gewusst hätte, wäre sie nicht in sein Königreich gekommen. Er drängte Cromwell, eine Lösung zu finden, damit er Anna nicht heiraten musste, doch ein offizieller Grund für die Verweigerung einer Eheschließung ließ sich nicht finden. Ihre frühere Verlobung mit Franz I., Sohn und Erbe des Herzogs von Lothringen war ordnungsgemäß aufgelöst worden. Heinrich beklagte sich bitter über diese Ungerechtigkeit. „Wenn ich nicht befürchten würde, einen Sturm in der Welt hervorzurufen – nämlich der Grund zu sein, ihren Bruder in die Hände des Kaisers zu treiben – würde ich sie niemals heiraten.“
Die Hochzeit fand am 6. Januar 1540 statt. Am Morgen nach der Hochzeitsnacht zeigte Heinrich sich sehr übel gelaunt, behauptete, angesichts ihrer Brüste und ihres Bauchs könne sie keine Jungfrau sein, und er sei nicht in der Lage gewesen, die Ehe zu vollziehen, obwohl er jede Zweifel an seiner Potenz entschieden von sich wies. Anna selbst erzählte ihren Hofdamen, der König würde sie lediglich küssen und ihr gute Nacht oder guten Morgen wünschen. Bereits im Juli 1540 wurde die Ehe wieder annulliert, zum Bedauern des Volkes, bei dem die neue Königin sehr beliebt war. Da Anna sich kooperativ zeigte, adoptierte der König sie als seine „gute Schwester“ und gab ihr mehrere Schlösser, Güter und Grundstücke sowie eine Rente von etwa 3000 Pfund auf Lebenszeit. Sie wurde des Weiteren hinter der Königin und den Töchtern Heinrichs zur höchsten Dame des Landes erklärt.

#### Der „englische Nero“

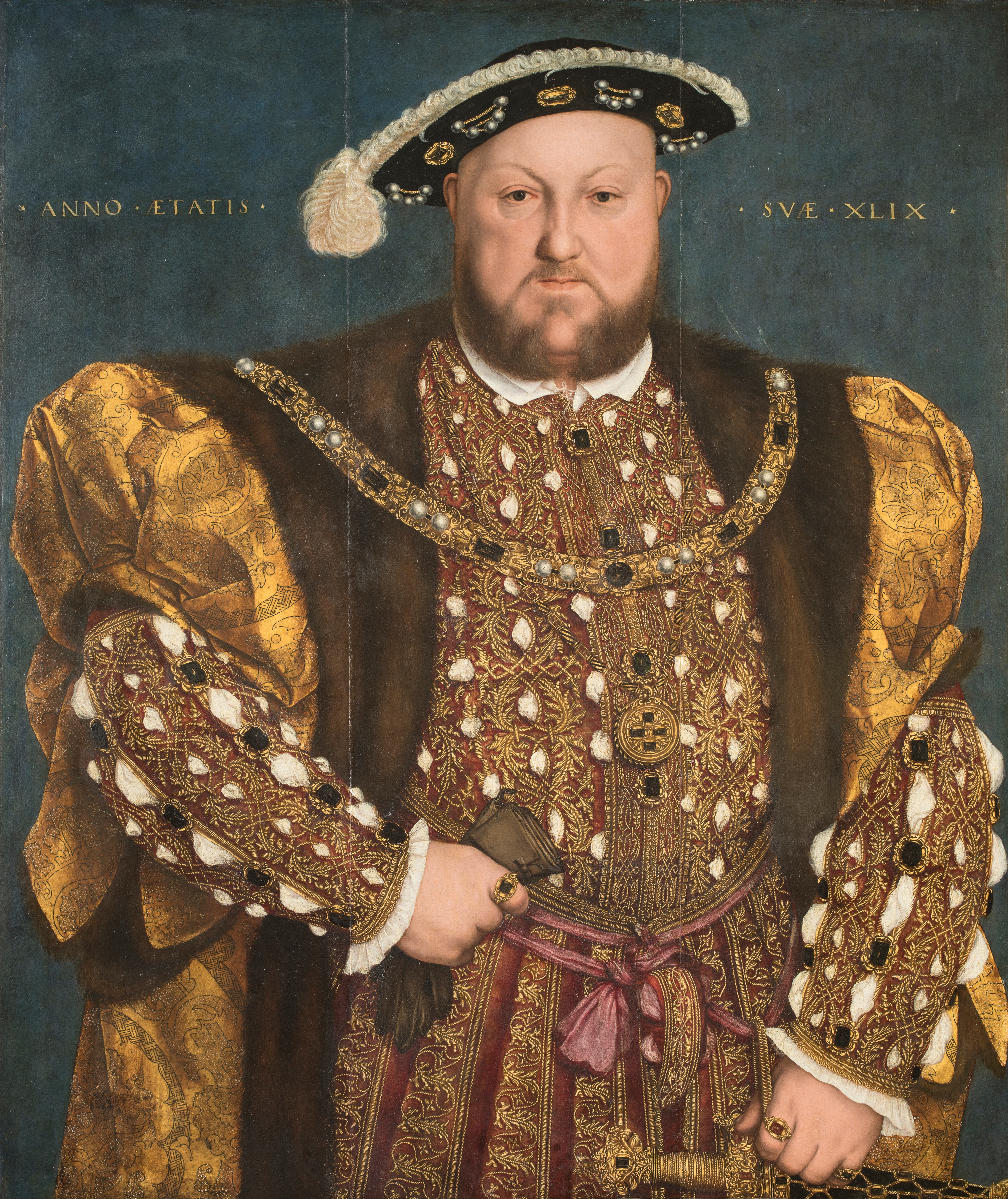
Heinrich VIII. im Jahr 1540

##### Sturz Thomas Cromwells
Noch während der Ehe mit Anna hatte Heinrich sich leidenschaftlich in Annas Hofdame Catherine Howard verliebt, eine Cousine Anne Boleyns. Die konservative Fraktion bei Hofe, insbesondere Catherines Onkel Norfolk, befürworteten diese Beziehung, um Thomas Cromwell zu stürzen. Dieser war bereits wegen der Kleve-Ehe in Misskredit geraten und kämpfte um sein politisches Überleben. Da Heinrich durch seine Beziehung zu Catherine wieder auf vertrauterem Fuß mit Norfolk stand, erzählte dieser laut den Spanish Chronicles gemeinsam mit Edward Seymour dem König, dass Cromwell vom Herzog von Kleve für die Eheschließung bezahlt worden sei und einen Aufstand plane. Dieses Treffen wird in keiner anderen Quelle bezeugt und basiert daher wahrscheinlich auf Gerüchten bei Hofe. Dennoch ließ sich der Konflikt zwischen Reformern und Konservativen nicht mehr ignorieren. Cromwell hatte mehrmals zugunsten von Protestanten agiert, ihnen gestattet zu predigen, ihnen Gefängnisstrafen erlassen und mit Lutheranern korrespondiert. Angesichts dieser Beweise, dass sein erster Minister mit den Protestanten sympathisierte, ergriff Heinrich drastische Maßnahmen.
Am 10. Juli 1540 wurde Cromwell wegen Hochverrat und Ketzerei verhaftet. Dennoch nahm Heinrich viele ehemalige Bedienstete Cromwells in seinen eigenen Dienst, um sie vor Armut zu bewahren. Auch sandte er Cromwell insgeheim Geld in den Tower und fragte ihn, wie er behandelt wurde. Möglicherweise geschah letzteres jedoch aus Eigennutz, denn der König strebte die Annullierung der Kleve-Ehe an und benötigte von Cromwell eine schriftliche Zeugenaussage. Vermutlich als Gegenleistung für diese Kooperation übertrug Heinrich einige konfiszierte Ländereien Cromwells auf dessen Sohn Gregory und ernannte ihn am 18. Dezember zum Baron Cromwell. Thomas Cromwell selbst wurde mittels eines Act of Attainder zum Tode verurteilt und am 28. Juli 1540 hingerichtet.
Obwohl Heinrich nach eigenen Angaben das Todesurteil später bedauerte, gab er nie wieder einem Minister vergleichbare Macht wie Cromwell. Stattdessen ließ er sich in seiner Macht nicht mehr einschränken, was den französischen Gesandten Charles de Marillac zu der Aussage verleitete: „Obwohl sich vorher jeder seinen Wünschen fügte, gab es dennoch eine Art Gerechtigkeit, doch nun gibt es nur noch das Wohlgefallen des Königs“ und dieser sei nicht mehr nur „ein König, dem es zu gehorchen gilt, sondern ein Abgott, der verehrt werden muss“. Laut Eric Ives wurde zusätzlich zum Gehorsam gegenüber dem König nun gefordert, genauso zu denken wie der König. Von Philipp Melanchthon stammt die Bezeichnung „englischer Nero“. Allerdings nutzte Heinrich nach wie vor das Parlament, um seine Entscheidungen legalisieren zu lassen und passte daher Gesetze seinen Bedürfnissen an, statt sie rundheraus zu brechen.

##### Ehe mit Catherine Howard

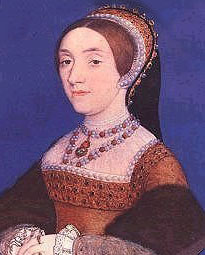
Möglicherweise Catherine Howard, um 1540

Die neue Ehe mit Catherine Howard wurde im Monat der Annullierung der Kleve-Ehe und am Tag von Cromwells Hinrichtung geschlossen. Obwohl Heinrich offenkundig sehr verliebt in die junge Frau war und sie mit Geschenken überschüttete, ist es sehr wahrscheinlich, dass Catherine von ihm weniger angetan war. Der König hatte im Laufe der Jahre stark zugenommen und war über dreißig Jahre älter als sie. Dennoch verhielt sie sich bei öffentlichen Anlässen würdevoll und baute eine gute Beziehung zu Heinrichs Kindern auf. In einem Brief des Rats heißt es, der König hätte „nun in seinen alten Tagen, nach vielen Gewissensnöten, die ihm durch Eheschließungen geschehen waren, ein Juwel gefunden.“
Gemeinsam mit ihr und Prinzessin Maria unternahm der König im Sommer 1541 eine Reise in den Norden, wo Jahre zuvor die Pilgrimage of Grace ausgebrochen war. Er zeigte sich als gnädiger, versöhnungsbereiter Herrscher, der die Unterwerfung seiner zuvor aufsässigen Untertanen akzeptierte und in einigen Fällen sogar Entschädigungen anbot. Auf dieser Reise begann Catherine Howard eine Affäre mit dem Kammerdiener Thomas Culpeper, ihrem Cousin 1. Grades, die von ihrer Hofdame Jane Boleyn unterstützt wurde und ihr zum Verhängnis werden sollte.
Am 2. November erhielt der König einen Brief von Thomas Cranmer, der brisante Details aus Catherines Vergangenheit erfahren hatte. Unter anderem bestand ein altes Eheversprechen Catherines an Francis Dereham, das diesem zufolge durch Beischlaf vollzogen worden war. Nach geltendem Recht wäre Catherine zum Zeitpunkt der Eheschließung mit Heinrich somit eine bereits verheiratete Frau gewesen. Bei näherer Untersuchung kam die jetzige Affäre der Königin mit Culpeper ans Licht, der obendrein ein persönlicher Diener Heinrichs war. Der König zeigte sich erschüttert und weinte vor dem Rat. Dereham und Culpeper wurden wegen Hochverrats hingerichtet, Catherine wurde wegen Ehebruchs angeklagt und gemeinsam mit Jane Boleyn am 13. Februar 1542 enthauptet.

##### Krieg gegen Frankreich und Schottland 1544–1545
Bereits im Sommer 1542 brachen Feindseligkeiten zwischen England und Schottland aus. Heinrichs Neffe Jakob V. hatte sich geweigert, sich ebenfalls vom Papst loszusagen und erneuerte stattdessen die Auld Alliance mit Frankreich. Hinzu kam seine kurzfristige Weigerung, Heinrich in York zu treffen. Daraufhin entsandte Heinrich Truppen in den Norden.  Am 24. November kam es zur Schlacht von Solway Moss, in deren Verlauf das schottische Heer vernichtend geschlagen wurde. Jakob, der nicht selbst teilgenommen hatte, starb nur zwei Wochen später an einer Krankheit.
Heinrich hoffte nun auf eine Eheschließung zwischen seinem Sohn Eduard und Jakobs neugeborener Tochter Maria Stuart, um Schottland endlich unter englische Hoheit zu bekommen. Zu diesem Zweck umwarb er schottische Adlige mit Sympathien für England, u. a. Matthew Stewart, 4. Earl of Lennox, dem er seine Nichte Margaret Douglas zur Frau gab. Anschließend sandte er sie zurück nach Schottland, damit sie seine Bedingungen durchsetzten. Als das schottische Parlament im Dezember 1543 seine Forderungen ablehnte, befahl Heinrich die Schleifung Edinburghs. Im Mai 1544 segelte seine Flotte unter dem Befehl Edward Seymours nach Norden, um dort die Engländer gegen die Schotten zu unterstützen. Im Firth of Forth behinderte sie den schottischen Handel und war maßgeblich an der Niederbrennung von Leith beteiligt.

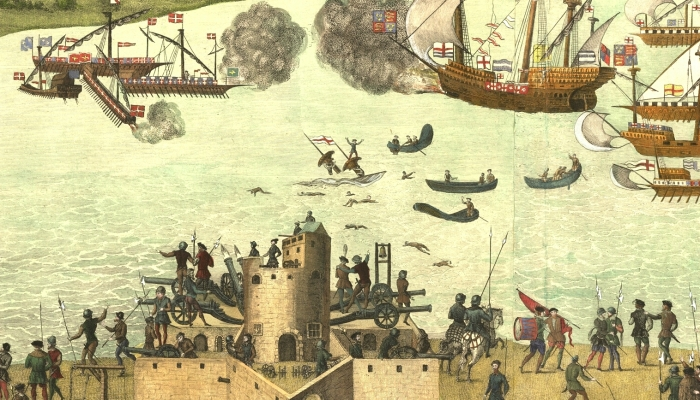
Versenkung der Mary Rose, Darstellung von 1778

Schon im Juni 1543 hatte Heinrich sich einmal mehr mit Karl V. gegen Franz I. verbündet, der seine Truppen auf kaiserliches Gebiet gesandt hatte und trat somit in den Krieg gegen Franz I. von Frankreich ein. Der Plan war, dass Karl vom Osten und Heinrich von Calais aus angreifen sollte, sobald Schottland unschädlich gemacht worden war. Da Karl seine Armee persönlich anführen würde, entschied sich Heinrich, das Gleiche zu tun, obwohl seine Gesundheit sich in den letzten Jahren verschlechtert hatte. Im Juli 1544 segelte Heinrich mit seiner Armee nach Calais und attackierte die Stadt Boulogne. Nach der Sprengung der Burg durch die Engländer ergab sich die Stadt und der König marschierte im Triumphzug ein. Dieses Vorgehen war aber nicht mit Karl V. koordiniert gewesen, der, irritiert von Heinrichs Eigenmächtigkeit, mit Franz den Frieden von Crépy schloss und gleichzeitig Heinrichs Friedensverhandlungen sabotierte.
Franz sandte daraufhin auf dem Seeweg Verstärkung nach Schottland. Im Februar 1545 gerieten die Engländer in der Schlacht von Ancrum Moor in einen schottischen Hinterhalt und wurden vernichtend geschlagen. Am 19. Juli tauchte die französische Flotte im Solent auf und griff in der Seeschlacht bei Portsmouth die englische Flotte an. Heinrich, der sich zu der Zeit auf der Great Harry befand, wurde an Land gerudert und ließ seine Flotte auslaufen. Das Flaggschiff, die Mary Rose, sank jedoch vor den Augen Heinrichs mitsamt ihrer ca. 700 Mann starken Besatzung und dem Kommandanten Sir George Carew. Erst im Juni 1546 einigten sich Heinrich und Franz und das englische Heer wurde aus Frankreich abgezogen. Obwohl der Krieg dem König einen letzten Triumph als siegreicher Feldherr gönnte, hatte er Unsummen verschlungen, was sich in England durch erhöhte Besteuerung und wiederholte Geldabwertung bemerkbar machte.

##### Ehe mit Catherine Parr
Kurz nach Abschluss des Vertrags mit Karl V. hatte Heinrich am 12. Juli 1543 seine sechste und letzte Frau geheiratet, die knapp 30-jährige, zweifach verwitwete Catherine Parr. Wie die meisten seiner Ehen war auch diese auf Heinrichs Seite eine Liebesheirat. Er nannte Catherine Sweetheart und schrieb in ihr Gebetbuch den Vers:
| Remember this writer When you do pray For he is yours None can say nay. | Gedenke dieses Schreibers Wenn du betest Denn er ist dein Niemand kann es verneinen. |  |

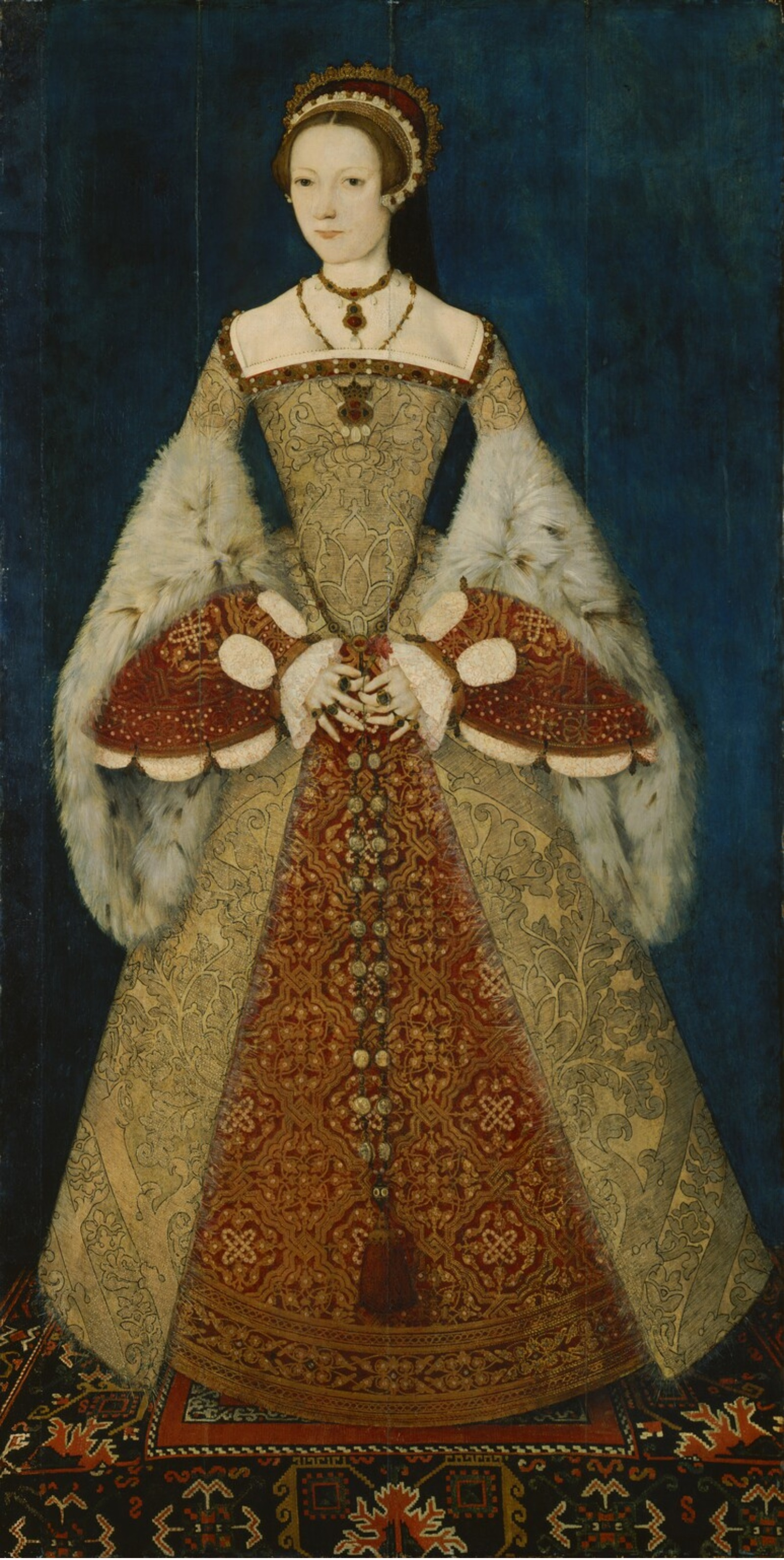
Catherine Parr, ca. 1545

Catherine selbst liebte zu diesem Zeitpunkt Thomas Seymour, Bruder der verstorbenen Königin Jane Seymour. Sie betrachtete es jedoch als ihre Pflicht, Heinrich zu heiraten und somit die Reformation zu unterstützen. Kurz nach der Hochzeit ging Heinrich mit ihr auf die sommerliche Rundreise, die durch die Pest bis in den November verlängert wurde. In diesen Monaten baute Catherine Parr ein herzliches Verhältnis zu Heinrichs Kindern auf, die zum ersten Mal gemeinsam für längere Zeit bei Hofe lebten. Am 16. Januar 1544 berief der König das Parlament für den 3. Act of Succession ein, in dem Maria und Elisabeth wieder in die Thronfolge aufgenommen wurden, sollte ihr Bruder Eduard kinderlos sterben. Allerdings wurden beide nicht legitimiert. Nach geltendem Recht durften Bastarde allerdings nicht erben, was die Thronfolge Marias und Elisabeths noch Jahre später erschweren sollte. Zusätzlich sollten sie ihren Platz in der Thronfolge verlieren, falls sie ohne Zustimmung des Kronrats heirateten. Sollten Maria und Elisabeth kinderlos sterben, ernannte Heinrich die Nachkommen seiner Nichten Frances Brandon und Eleanor Brandon als Nachfolger. Dabei ignorierte er den Anspruch Maria Stuarts, der Enkelin seiner ältesten Schwester Margaret Tudor, die nach dem Gesetz der Primogenitur noch vor den Brandons in der Thronfolge stand.
Als Heinrich kaum ein Jahr nach der Hochzeit in den Krieg gegen Frankreich zog, setzte er Catherine Parr als Regentin ein und ließ sie die Staatsgeschäfte führen. Dass er ihr nach dieser kurzen Zeit bereits sein Reich anvertraute, wird von Historikern als Zeichen seines Respekts und Wertschätzung für ihre Fähigkeiten interpretiert. Sie wurde auch zum Vormund der drei Kinder bestimmt und wachte über deren Erziehung. Während dieser Zeit begann sie, Gebete in Englisch zu verfassen und Bücher zu veröffentlichen. Heinrich duldete ihre religiösen Interessen zunächst, wurde jedoch zusehends misstrauisch, als sie diese sowohl öffentlich als auch mit ihm diskutierte. „Eine schöne Anhörung ist das, wenn Frauen solche Geistlichen werden“, beschwerte er sich nach einer solchen Unterhaltung bei Stephan Gardiner „und ein großartiger Trost, auf meine alten Tage noch von meiner Gemahlin belehrt zu werden“.
Daraufhin suchte Gardiner Heinrich davon zu überzeugen, der Königin als Ketzerin den Prozess zu machen. Der König stimmte zu, teilte jedoch im Anschluss einem seiner Leibärzte seinen Entschluss mit. Es ist ungewiss, ob er Catherine damit von der bevorstehenden Verhaftung informieren oder sie aufgrund von Gewissensbissen warnen wollte. Heinrichs Biografin Lucy Wooding hält es für möglich, dass der König sowohl seiner Frau als auch dem Rat eine Lektion erteilen wollte, dass er sich von niemandem beeinflussen ließ und selbst die endgültige Autorität in religiösen Fragen war. In jedem Fall erhielt Catherine Bescheid vom Leibarzt, der ihr riet, sich dem Willen des Königs völlig unterzuordnen.
Als Catherine Heinrich wiedersah, erklärte sie ihre gottgewollte Unterlegenheit ihm gegenüber, woraufhin er ihr vorwarf: „Du bist ein Doktor geworden, Kate, um uns zu unterweisen, wie wir es sehen, nicht, um von uns unterwiesen und angeleitet zu werden.“ Catherine verteidigte sich damit, dass sie lediglich mit ihm debattiert hatte, um ihn von seinen Schmerzen abzulenken und von seinen Antworten zu profitieren. Besänftigt entgegnete Heinrich: „Ist es wirklich so, Liebling? Und zielten deine Argumente auf nichts Anderes ab? Dann sind wir beide wieder wahrhaftige Freunde wie zuvor.“ Als am nächsten Tag Thomas Wriothesley, 1. Earl of Southampton mit Wachen anrückte, um Catherine zu verhaften, wurde er vom zornigen König als Schurke, Rohling und Tor beschimpft. Die Ehe hatte somit bis zu Heinrichs Tod Bestand.

##### Gesundheitszustand

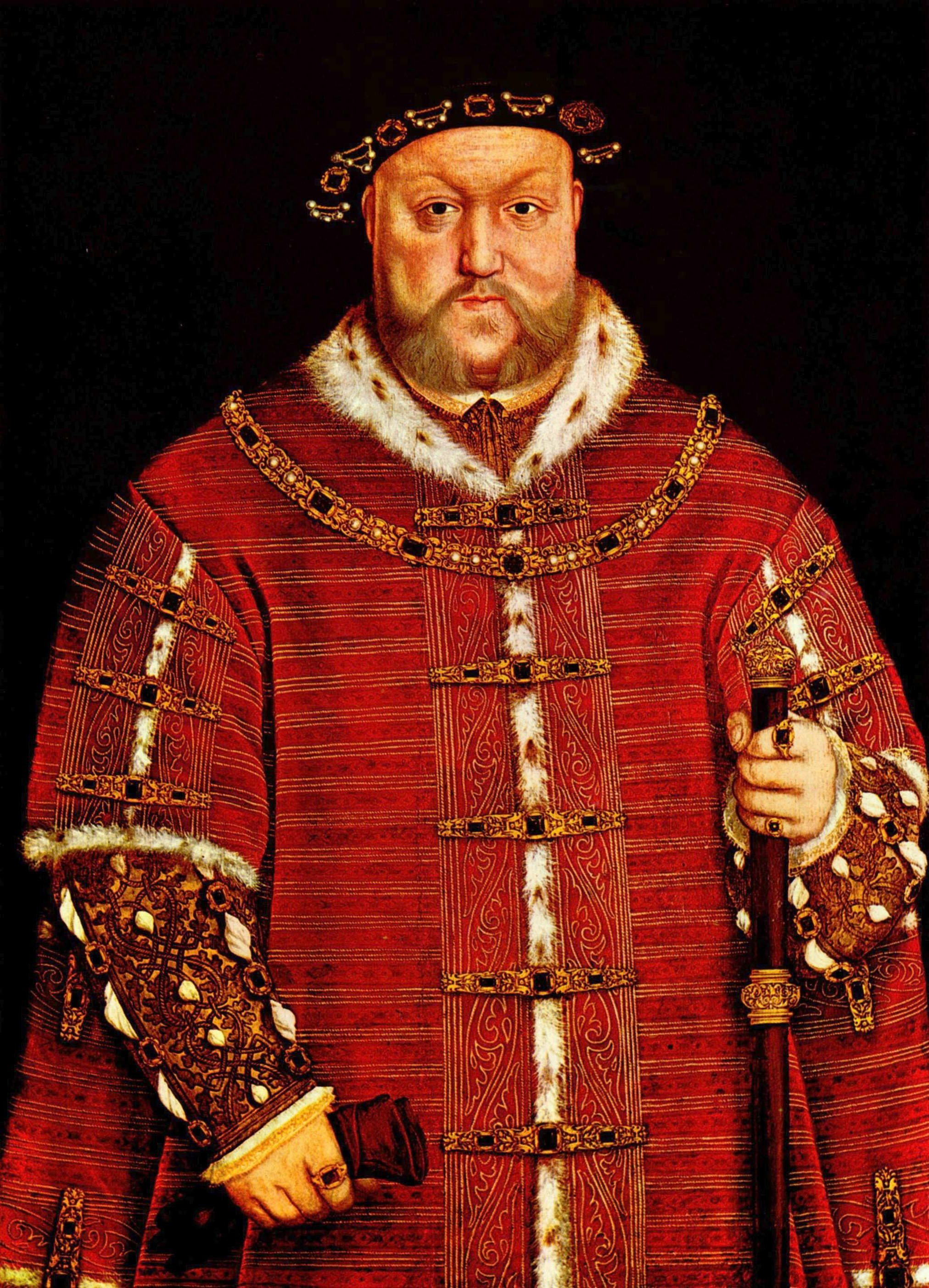
Heinrich VIII. mit Gehstock um 1542

Die letzten Jahre Heinrichs waren geprägt von schlechter, stetig nachlassender Gesundheit. Seit dem Tjostunfall im Jahr 1536 hatte er stark an Gewicht zugelegt, so dass sein Hüftumfang inzwischen fast 133 und sein Brustumfang gut 147 cm betrug. Einem Zeitgenossen zufolge passten drei kräftige Männer in sein Wams hinein. Obendrein litt er an starker Verstopfung, für die sein Bewegungsmangel als Ursache angeführt wird. Weiterhin soll ein übermäßiger Fleischkonsum vorgelegen haben. Aus den Rechnungen seiner Küche geht hervor, dass er über dreißig Jahre lang sowohl zum Mittagessen als auch zum Abendessen mehr als ein Dutzend Portionen Fleisch oder Fisch verspeiste, zusammen mit Pudding und frittiertem Gebäck als Nachtisch. Kurz vor seinem Tod wog er über 160 Kilogramm und sein Bett musste mit Holzbalken verstärkt werden, um das Gewicht tragen zu können.
Seine Beinwunde hatte sich verschlimmert und bereitete ihm chronische Schmerzen. Auch auf dem linken Bein hatte er inzwischen ein schmerzhaftes Geschwür und konnte kaum noch stehen. Es kann angenommen werden, dass sein Übergewicht nicht zur Verbesserung dieses Zustandes beitrug. Heilte die Wunde zu, musste sie von seinem Leibarzt wieder geöffnet, gesäubert und verbunden werden, so dass Heinrich mitunter tagelang unter heftigen Schmerzen litt. Im Jahr 1538 wurde berichtet, dass die Geschwüre sich geschlossen hatten. „Die Säfte, die keinen Ablauf hatten, erstickten ihn fast, so dass er einige Zeit sprachlos, schwarz im Gesicht und in Lebensgefahr war.“ Anhand dieser Beschreibung wird angenommen, dass Heinrich unter Thrombose litt und zu diesem Zeitpunkt ein Blutgerinnsel im Hirn hatte, was er nur durch Glück überlebte. Besonders in seinen letzten Jahren musste der König auf Hilfen wie Gehstöcke und tragbare Stühle zurückgreifen. Auch Heinrichs Sehkraft verschlechterte sich ab 1544 so stark, dass er zehn Paar Brillen aus Deutschland bestellte.
Anhand der überlieferten Symptome kann lediglich spekuliert werden, an welcher Krankheit der König litt. Laut seinem Biografen John Guy kommt eine Erkrankung an Typ-2-Diabetes mellitus in Frage, die unbehandelt Neuropathie, Muskelversagen und Gehschwierigkeiten verursacht, zusammen mit erektiler Dysfunktion. Dazu passen Heinrichs starkes Trinken, meist Rotwein und Ale, seine Probleme beim Urinieren und sein schlechter Schlaf. Robert Hutchinson erwähnt als weitere Möglichkeit das Cushing-Syndrom, zu dessen Symptomen Fettleibigkeit, schlechte Wundheilung, starke Kopfschmerzen und Paranoia gehören. Da er kaum Obst und Gemüse zu sich nahm, wird mitunter auch Skorbut vermutet. Zusätzlich hält Sabine Appel Knochenmarkentzündung für ein weiteres, mögliches Krankheitsbild, da bei chronischem Verlauf auch hier die Wunde hin und wieder aufbricht und den Eiter entleert. Für die Vermutung einiger Historiker, dass der König an Syphilis litt, gibt es keinen historischen Beweis. Es war üblich, die Krankheit mit Quecksilber zu behandeln, wobei sich für eine solche Behandlung keine schriftlichen Hinweise fanden. Die auf Heinrichs Arztrechnung aufgelisteten Medikamente dienten allesamt der Unterstützung seiner Verdauung.

### Nachfolgeregelung und Tod

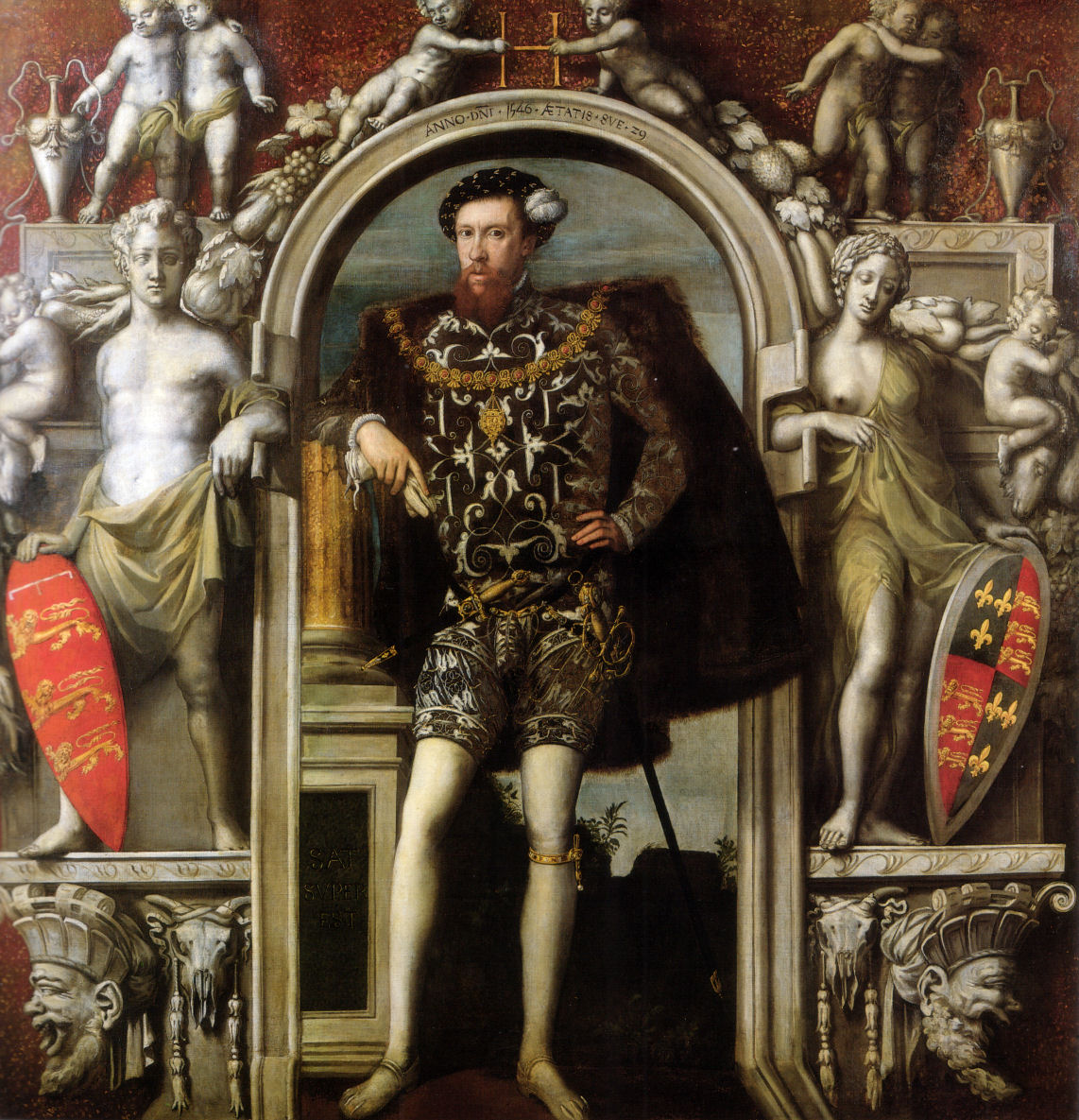
Henry Howard, Earl of Surrey mit dem königlichen Wappen

Im Dezember 1546 verbrachte der König Weihnachten in Winchester Castle getrennt von Catherine Parr, was von Historikern mitunter als Todesahnung interpretiert wird. Am Abend des 26. Dezembers bestellte er seinen Rat zu sich, zusammen mit einer Abschrift seines Testaments von 1544 und nahm einige Änderungen vor. Hatte er 1544 noch Catherine Parr bis zur Volljährigkeit seines Sohnes Eduard zur Regentin ernannt, sollten nun nach seinem Tod 16 Ratsmitglieder dieses Amt übernehmen. Einer einzelnen Person wollte er auf keinen Fall die ungeteilte Macht über Eduard geben. Auffällig war, dass unter diesen 16 Männern sowohl Reformer als auch Konservative waren. Auch wurde das Testament von ihm nicht unterschrieben, sondern abgestempelt, weshalb mitunter behauptet wird, sein Letzter Wille sei eine Fälschung. Historiker gehen allerdings von der Echtheit des Dokuments aus. Das Testament überreichte der König seinem ehemaligen Schwager Edward Seymour zur Aufbewahrung.
Nach der Ernennung der Ratsmitglieder ließ Henry Howard, Earl of Surrey verlauten, dass von Rechts wegen sein Vater Thomas Howard, 3. Duke of Norfolk das Amt des Lordprotektors erhalten sollte. Da Surrey das königliche Wappen Eduards des Bekenners zu seinem eigenen hinzugefügt hatte, argwöhnte Heinrich, dass Surrey nach seinem Tod selbst nach der Krone greifen wolle. Untermauert wurde dieser Verdacht dadurch, dass Surrey seine Schwester Mary Howard, Witwe Henry Fitzroys und somit Heinrichs Schwiegertochter, gedrängt hatte, die Mätresse des Königs zu werden, „um besser hier herrschen zu können als andere“. Obwohl Surrey während seiner Gerichtsverhandlung protestierte, dass seine Familie seit 500 Jahren das Recht besaß, dieses Wappen zu führen, wurde er am 19. Januar 1547 wegen Hochverrats hingerichtet. Es war das letzte Todesurteil, das zu Heinrichs Lebzeiten vollstreckt wurde.
Obwohl sich abzeichnete, dass Heinrich nicht mehr lange leben würde, wagte niemand es offen auszusprechen, da es Hochverrat war, den Tod des Königs vorauszusagen. Am 27. Januar teilte Anthony Denny, der momentane Groom of the Stool, seinem Herren mit, dass ihm nicht mehr viel Zeit blieb und fragte, ob er die Beichte ablegen wolle. Daraufhin verlangte Heinrich nach Thomas Cranmer und erklärte, er wolle zunächst schlafen. „Und dann, wenn mir danach ist, werde ich Euch darüber benachrichtigen.“ Es waren seine letzten Worte. Als der Erzbischof eintraf, konnte Heinrich bereits nicht mehr sprechen. Am 28. Januar 1547 starb der König zwischen Mitternacht und 1 Uhr morgens in Gegenwart Thomas Cranmers, dessen Hand er kurz vor seinem Ende fest drückte. Der Schriftsteller John Foxe sollte später behaupten, Heinrich hätte mit diesem Händedruck Cranmers Frage beantwortet, ob er sein ganzes Vertrauen in Christus setzte. Da Heinrich allerdings nach wie vor den protestantischen Ansatz von Erlösung allein durch den Glauben ablehnte, hält seine Biografin Lucy Wooding es für wahrscheinlicher, dass an seinem Sterbebett die katholischen Riten der Sterbekommunion durchgeführt wurden.

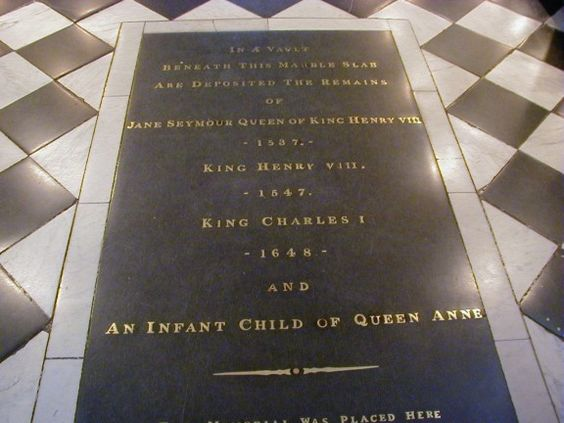
Heinrichs Grabplatte in der St George’s Chapel, Windsor Castle

Sein Tod wurde zunächst drei Tage lang geheim gehalten, um eine friedliche Machtübergabe an seinen Sohn Eduard zu gewährleisten. Erst sobald Eduard in London angekommen und traditionell im Tower Quartier bezogen hatte, wurde Heinrichs Tod offiziell vor dem Parlament verkündet. Wie es für Könige üblich war, wurde Heinrichs Leichnam einbalsamiert und am 14. Februar nach Windsor Castle überführt. Auf dem Sarg befand sich eine gekrönte Statue Heinrichs in königlichen Gewändern. Die Grabrede hielt Stephan Gardiner. Am 16. Februar wurde Heinrich in der St George’s Chapel unter dem Mittelgang des Chors begraben, in einer kleinen Gruftkammer, in der bereits Jane Seymours Sarg stand. 

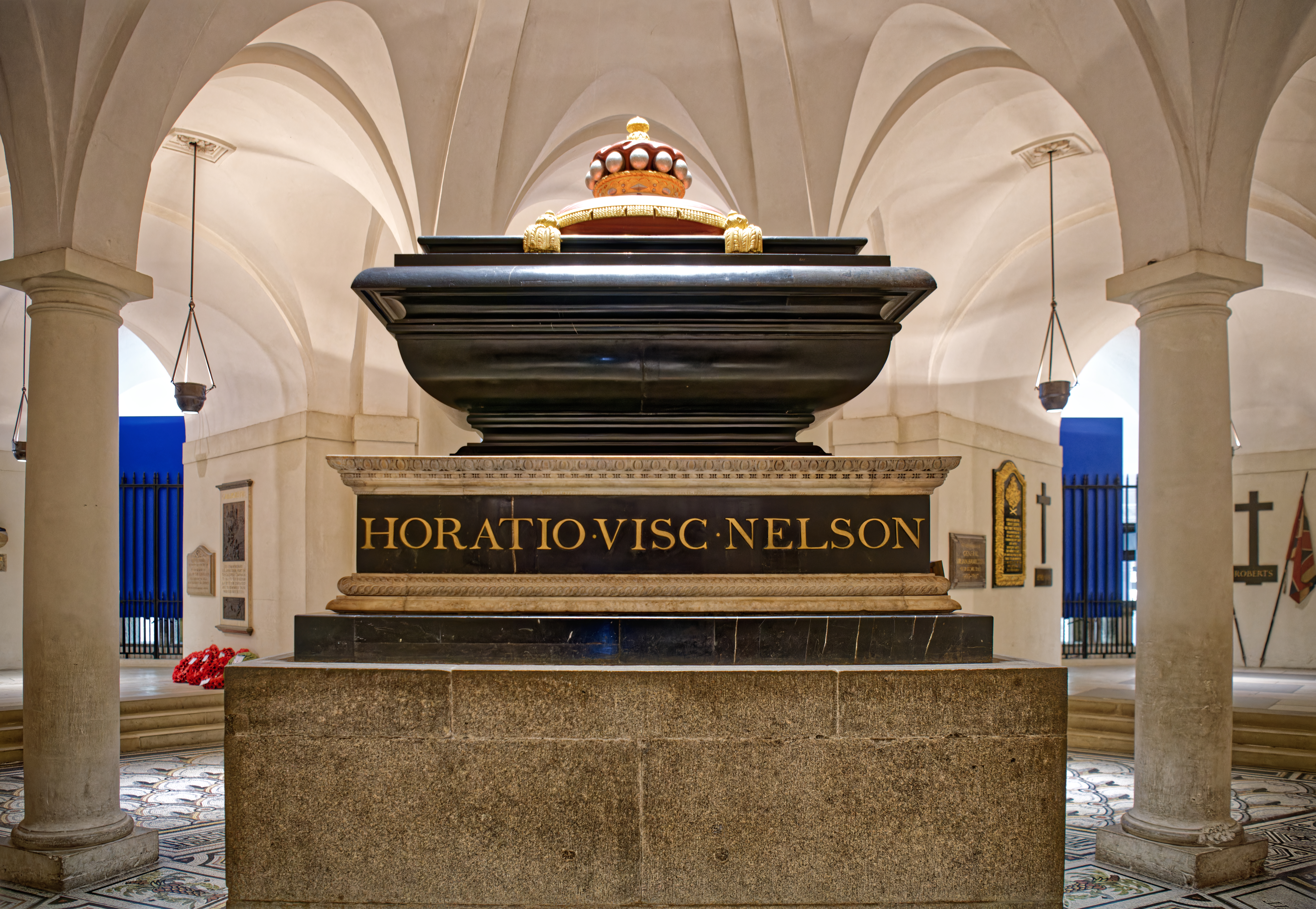
Der schwarze Marmorsarg mit Sockel, den Kardinal Wolsey sich hatte anfertigen lassen, den Heinrich konfisziert und für sich selbst vorgesehen hatte, der aber erst 1808 für Admiral Nelson verwendet wurde.

Zu Lebzeiten hatte Heinrich einen Triumphbogen mit einer Statue von sich selbst zu Pferde auf seinem Grab geplant und auf der Spitze eine Darstellung Gottes, der Heinrichs Seele hielt. Dazu hatte Heinrich nach Wolseys Tod Teile von dessen geplanter Gruft konfisziert, darunter auch einen schwarzen Marmorsarkophag, der unter dem Triumphbogen aufgestellt werden sollte. Auf diesem sollten bronzene Abbilder von ihm und Jane schlafend liegen, ähnlich dem Grabmal seiner Eltern Heinrich VII. und Elizabeth of York. Heinrichs Abbild war um etwa 1543 hergestellt worden, allerdings stellte sich der Krieg mit Frankreich als so teuer heraus, dass das Grabmal bei seinem Tod unvollendet war. Auch unter seinen Kindern, die einander auf dem Thron nachfolgten, wurde das Grabmal nie fertiggestellt: Unter König Eduard kam es 1551 zum Streit mit dem italienischen Bildhauer und die katholische Königin Maria scheute davor zurück, ein pompöses Grabmal für jemanden fertigzustellen, der sich mit Rom überworfen hatte. Königin Elisabeth suchte zunächst nach einer kostengünstigeren Möglichkeit, das Grabmal fertigzustellen, doch nach dem Tod William Paulets, der sich darum gekümmert hatte, wurde der Bau erneut abgebrochen. Im April 1646 wurde Heinrichs bronzenes Abbild verkauft, da König Karl I., ein Ururenkel von Heinrichs Schwester Margaret, im englischen Bürgerkrieg dringend Geld benötigte. Als Karl 1649 besiegt und von der Regierung der Republik hingerichtet worden war, öffnete man die Gruft Heinrichs und Janes, um die sterblichen Überreste des Geköpften in einer königlichen Gruft bestatten zu können. Dabei wurde Heinrichs hölzerner Sarg von einem Fußsoldaten geöffnet und ein Knochen entwendet. Der bislang nie benutzte, jedoch stets aufbewahrte schwarze Marmorsarkophag, den Kardinal Wolsey sich hatte anfertigen lassen, wurde samt seinem Sockel 1808 für den gefallenen Admiral Nelson verwendet und steht seither in der Krypta der St Paul’s Cathedral. Als das Grab Heinrichs am 1. April 1813 im Beisein des späteren Königs Georg IV. geöffnet wurde, war von Heinrichs Körper nur noch das Skelett sowie etwas Bart am Kinn übrig. Der Sarg selbst war stark beschädigt, wenngleich nicht mehr festgestellt werden konnte, wann und wodurch es geschah, möglicherweise durch die eilige Öffnung des Gewölbes für die Bestattung Karls I. Heute kennzeichnet lediglich eine Bodensteinplatte mit einer Inschrift Heinrichs letzte Ruhestätte, auf der auch Königin Jane, König Karl I. sowie ein „Kleinkind“ Königin Annes verzeichnet sind, deren Särge sich ebenfalls in der Gruftkammer darunter befinden.

### Vermächtnis
Bei seinem Tod hinterließ Heinrich seinem Sohn Eduard 55 Paläste und Sitze, über 2000 Wandteppiche, mindestens 150 Tafelbilder, 2028 Stücke Gold- und Silbergeschirr und 1780 Bücher. Als leidenschaftlicher Sammler von Kunstwerken belief sich sein Besitz auf Hunderte von Porträts und religiösen Malereien sowie 300 Instrumente. Hinzu kam eine modernisierte Marine mit über 70 Schiffen, von Ives als beste Marine auf dem Atlantik bezeichnet und ein modernes Waffenarsenal. Gleichzeitig hatte er mit letztendlich nutzlosen Kriegen die Staatskassen geleert und war für mehrere Inflationen verantwortlich. Zwischen 1544 und 1547 verlor das englische Pfund fast 13 Prozent seines internationalen Werts, was sich katastrophal auf die Wirtschaft und den Handel auswirkte.

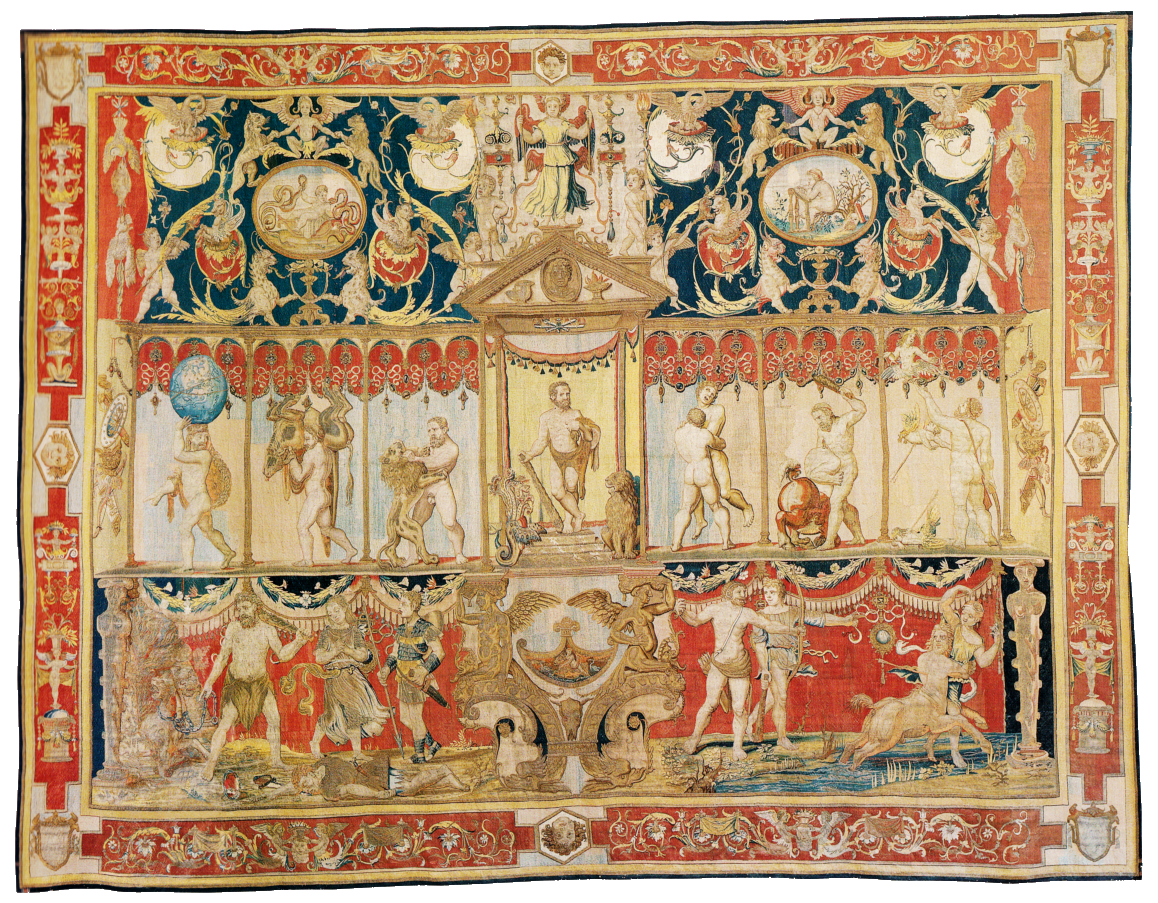
Heinrichs Wandteppich Triumph des Herkules

In Heinrichs Regierungszeit wurde das Königtum erhöht und verherrlicht, da der Monarch nur noch Gott verpflichtet war und nicht länger dem Papst. Dadurch übte Heinrich mehr persönliche Autorität aus als seine Vorgänger und Nachfolger, womit seine Herrschaft den Gipfel des Königtums markierte. Einigen Quellen zufolge wurden unter seiner Herrschaft über 70.000 Hinrichtungen durchgeführt, allerdings fallen darunter auch die damals üblichen Todesurteile für alltägliche, unpolitische Straftaten. Dennoch wurden auf seine Veranlassung hin zwischen 1531 und 1544 zwölf neue Gesetze erlassen, die Straftaten als Hochverrat definierten (u. a. Kritik an den Ehen des Königs sowie Verweigerung des Eids auf die königliche Suprematie), was laut Eric Ives eine tragende Rolle bei der Anzahl der Todesurteile spielte.
Der Bruch mit Rom bedeutete zusätzlich eine politische und religiöse Isolierung Englands. Heinrichs moderate Reformation sagte weder den katholischen Nationen noch den neu aufstrebenden Protestanten zu. Durch die Auflösung der Klöster hatte zudem eine Verelendung der englischen Landbevölkerung eingesetzt, da ehemaliges Weideland und soziale Hilfe der Klöster nicht mehr frei verfügbar waren. Hinzu kamen obdachlos gewordene Mönche und Nonnen. Dennoch legte der Bruch mit Rom den Grundstein für eine nationale Identität, die sich losgelöst vom westlichen Christentum entwickelte. Zudem wurde der Weg von einer kirchlichen zu einer staatlichen Fürsorge fortgeführt, da Heinrich die vielen einzelnen Ordenshäuser durch Schulen und Kirchen unter der Schirmherrschaft der einheitlichen, von ihm geschaffenen Diözesen ersetzte.
Durch Heinrichs Eingriffe in die gesetzliche Erbfolge hatten seine Töchter einen schwierigen Stand, da sie als offiziell illegitime Kinder nicht erben durften. Damit gab er ihren jeweiligen Gegnern die Handhabe, Jane Grey bzw. Maria Stuart als legitime Königinnen von England zu unterstützen. Obendrein hatte er den Präzedenzfall geschaffen, dass ein König seinen Nachfolger selbst auswählte, statt nach dem Gesetz der Primogenitur zu handeln, was u. a. die neuntägige Herrschaft seiner Großnichte Lady Jane Grey zur Folge hatte. Auch machten sich insbesondere während Elisabeths Regierungszeit fast alle Nachkommen Margaret und Mary Tudors Hoffnung auf den Thron, was Elisabeth zutiefst verunsicherte und ihr das Gefühl gab, „bereits zu Lebzeiten mein Leichentuch vor Augen zu haben“.

## Persönlichkeit und Interessen
Heinrich gilt als Prototyp des Renaissance-Herrschers. Er war gebildet, interessierte sich für Astronomie und korrespondierte mit Humanisten wie Erasmus von Rotterdam. Neben seiner englischen Muttersprache beherrschte er Französisch, Latein, Italienisch und etwas Spanisch, das er von Katharina von Aragon gelernt hatte. Unter seiner Herrschaft erlebte Englisch als Sprache des Hofes eine neue Blüte, da erstmals ursprünglich lateinische Texte übersetzt und Editionen der Werke Geoffrey Chaucers angefertigt wurden.

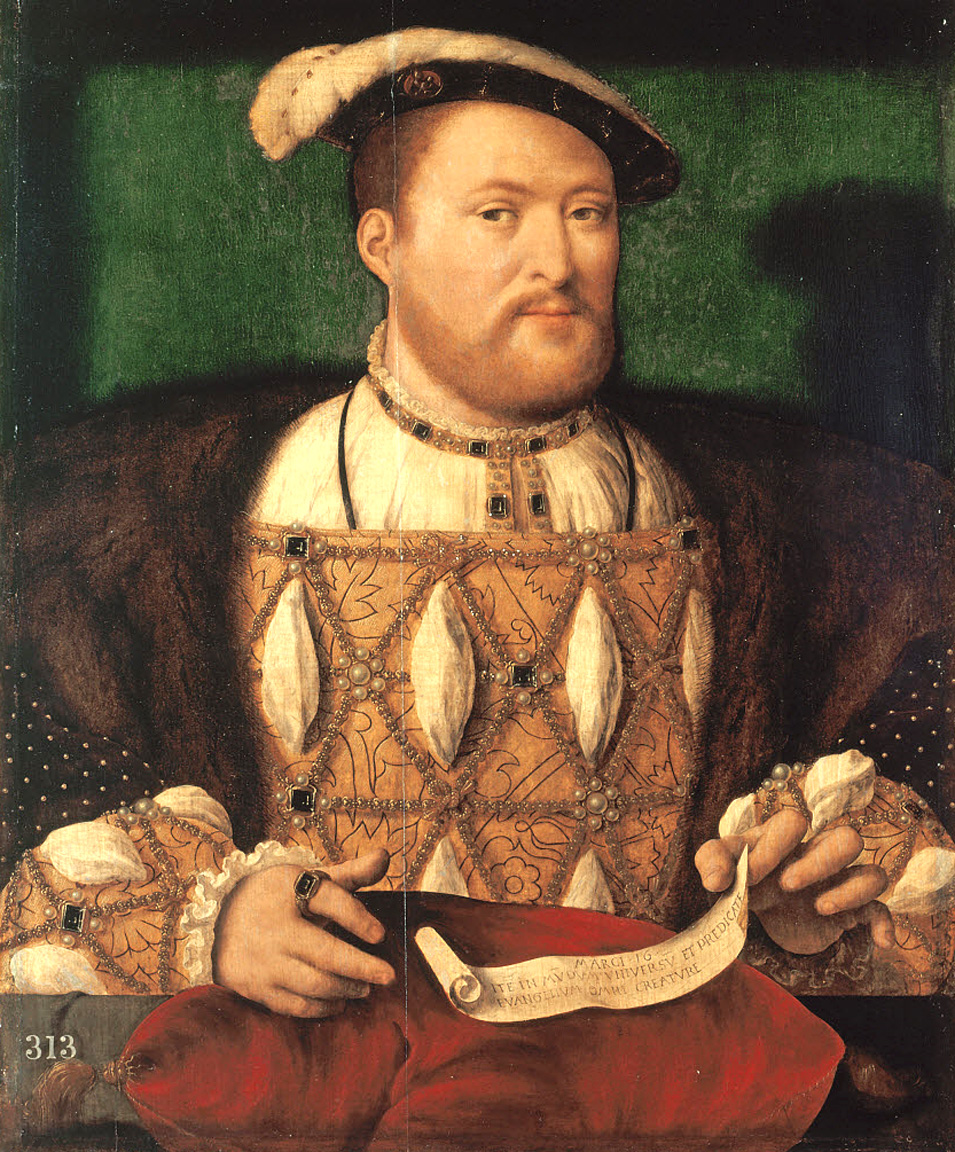
Heinrich ca. 1530 mit einem Bibelzitat: „Gehet hin in alle Welt und prediget das Evangelium aller Kreatur.“ (Mk 16,15 EU)

Auch war er ein Kunstkenner, der Maler wie Susanna und Lucas Horenbout, Hans Holbein und Levina Teerlinc an den Hof holte. Er musizierte leidenschaftlich gern auf der Laute oder der Blockflöte und komponierte Lieder, Instrumentalstücke, Messen und eine Motette. Viel zitiert wird die Behauptung, das englische Volkslied Greensleeves habe Heinrich VIII. für seine zweite Frau Anne Boleyn komponiert, es stammt aber wahrscheinlich aus elisabethanischer Zeit. Dagegen stammt das Lied Pastyme with good companye aus der Feder Heinrichs.
Im Tanzen, Ringen, Jagen und in diversen Waffenübungen tat er sich ebenso hervor wie in der Urform des Tennis. Während seines ganzen Lebens war der König ein begeisterter Glücksspieler, der unter anderem Würfel- und Kartenspiele mochte. Allerdings war er ein schlechter Verlierer und warf einst italienische Bankiers hinaus, nachdem sie ihn im Würfelspiel besiegt hatten. Auch fand er großen Gefallen an Maskeraden, insbesondere wenn er sich scheinbar unerkannt unter die Höflinge mischen und sich anschließend dramatisch offenbaren konnte.
Sein Leben lang zeigte Heinrich reges Interesse an der Medizin. Mitunter verbrachte er Stunden in der Gesellschaft von Apothekern und Ärzten und war stets bestrebt, für sich und seinen Hofstaat Medikamente selbst herzustellen. Tatsächlich mischte Heinrich sich selbst eine angebliche Prophylaxe gegen die Pest, bestehend aus Rubus, Holunderblättern, Ingwer und Weißwein. Auch Kardinal Wolsey wandte sich Rat suchend an den König, als sein Sekretär Sir Bryan Tuke ein Nierenleiden hatte. Allerdings missverstand Heinrich die Beschwerden und gab Tuke in seiner nächsten Audienz stattdessen eine Medizin, die angeblich gegen Hodentumoren helfen sollte. Zugleich war er stets ängstlich besorgt um seine Gesundheit, weshalb ihm von Historikern mitunter Hypochondrie nachgesagt wird.
Seine Bereitschaft, sich mit niedrig geborenen Männern abzugeben, wird oft als Zeichen von Unsicherheit gewertet. Die Tudor–Dynastie war jung und ihr Anspruch auf den Thron wurde oft hinterfragt. Im Adel gab es mehrere Familien, die von Königen abstammten und daher die Tudors als Emporkömmlinge betrachteten. Es könnte ein Grund sein, warum er sich wohler mit Menschen fühlte, die ihm gegenüber keinen Standesdünkel hatten. Auch stellten einfach Geborene weniger Forderungen an ihn als der Adel, dessen Mitglieder ihn ständig um Ämter und Würden bestürmten. Gleichzeitig gab ihm deren Abhängigkeit von seiner Gunst die Möglichkeit, sie nach Gutdünken bei Hofe aufsteigen zu lassen und zu fördern, nur um sie ebenso unverhofft zu vernichten. Borman weist allerdings darauf hin, dass insbesondere Wolsey und Cromwell über bemerkenswerte Kompetenzen und Erfahrungen verfügten, die sie sich durch harte Arbeit angeeignet hatten. Durch seinen bewussten Bruch mit der königlichen Tradition, hohe Ämter ausschließlich an Adlige zu vergeben, führte Heinrich an seinem Hof eine Meritokratie ein.
Einen zweifelhaften Ruf erwarb Heinrich sich durch seine insgesamt sechs Eheschließungen. Während er einen durchaus dynastischen Grund dafür hatte – die Sicherung der Thronfolge durch Söhne – war Heinrich bekannt dafür, sich stürmisch zu verlieben und seine Zuneigung offen zu zeigen. Lediglich eine seiner sechs Ehen wurde aus politischen Gründen geschlossen, alle anderen waren Liebesheiraten. Obendrein waren vier Ehefrauen seine Untertanen, was für einen König nahezu unerhört war. Sein ungewöhnliches Verhalten sorgte sowohl in England als auch an den europäischen Höfen für Verwunderung und Irritation. Gleichzeitig war er sehr sentimental und bekannt dafür, schnell zu Tränen gerührt zu sein. Es war ein wunder Punkt für ihn, jahrzehntelang keinen legitimen Sohn zeugen zu können. Als der kaiserliche Botschafter Eustace Chapuys, der stets Katharina und ihre Tochter Maria verteidigte, ihn darauf hinwies, dass auch eine neue Frau keine Garantie für Kinder war, schrie der König dreimal: „Bin ich nicht ein Mann, ein Mann wie jeder andere?“
Im Laufe der Zeit wurde Heinrich berüchtigt für sein Temperament und seine Launenhaftigkeit. Er hatte wenig Geduld in Angelegenheiten, die ihn langweilten oder störten und änderte seine Meinung mitunter sehr plötzlich. Der kaiserliche Botschafter Eustace Chapuys, der jahrzehntelang in England lebte, erklärte resigniert, er könnte Heinrich nicht einschätzen, „wenn man die Wechselhaftigkeit dieses Königs bedenkt“. Nach dem Bruch mit Rom wurden seine Stimmungsschwankungen stärker, was ihn selbst für seine alten Freunde zunehmend unberechenbar machte. Borman glaubt, dass Heinrich sie gezielt einsetzte, damit seine Untertanen sich nicht allzu selbstsicher fühlten. Indem er widersprüchliche Befehle gab, obwohl er genau wusste, was er wollte, verdeutlichte er, dass er allein die Macht ausübte. Dennoch schien Heinrich persönliche Konfrontationen zu scheuen. Sein ganzes Leben hindurch weigerte er sich, Leute noch einmal zu sehen, wenn er sich einmal innerlich von ihnen losgesagt hatte.

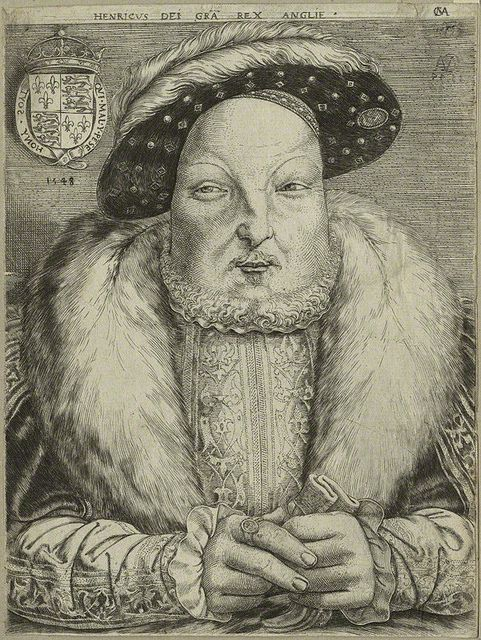
Heinrich VIII. um 1544

Eine Frage, die Historiker nach wie vor beschäftigt, ist, weshalb Heinrich vom beliebten Prinzen zum Tyrannen wurde. Mitunter werden medizinische Erklärungen bemüht, wie der Sturz vom Pferd im Jahr 1536 oder ein damals nicht zu behandelnder Diabetes. Starkey weist jedoch darauf hin, dass Heinrich bereits bei seiner Thronbesteigung eine Aversion dagegen hatte, von anderen bevormundet zu werden. Zunächst war es sein Vater, der ihm verweigerte, was er wollte, dann sein Kronrat und schließlich sein Schwiegervater Ferdinand. Anschließend übernahm Kardinal Wolsey für gut zehn Jahre die Aufgabe, Heinrichs impulsive Wünsche als erfolgreiche, königliche Politik umzusetzen, was den König verwöhnte und ihm Illusionen seiner eigenen Großartigkeit gab. Thomas Morus vertraute Thomas Cromwell in Bezug auf den Charakter des Königs einst an: „Ihr solltet, wenn Ihr seiner Gnaden beratet, ihm stets sagen, was er tun sollte, aber niemals, was er tun könnte. Denn wenn der Löwe seine eigene Kraft erkennt, wäre es schwer für irgendeinen Menschen, ihn zu beherrschen.“
Ein erster Wendepunkt war die Hinrichtung von Edward Stafford, 3. Duke of Buckingham 1521: Ohne einen Thronfolger begann Heinrich alle Adligen zu verdächtigen, die ebenfalls königlicher Abstammung waren. Während der „großen Angelegenheit“ stellten sich zudem viele seiner Freunde und Bediensteten insgeheim auf die Seite Katharina von Aragons, gaben Informationen an sie weiter und schmuggelten Nachrichten vom und auf den Kontinent. Da Heinrich nicht wusste, wer ihn hinterging, entwickelte er allmählich nahezu paranoide Züge. In dieser Zeit erklärte er dem venezianischen Botschafter, er würde niemandem erlauben, ihm Befehle zu erteilen. Nach dem Bruch mit Rom vertiefte sich sein Misstrauen gegen alle, die ihm widersprachen, da er regelmäßig eine katholische Invasion befürchtete. Insbesondere die Hinrichtung der Kartäuser (1535–1540; „Märtyrer von London“), des Bischofs John Fisher (1535) und der fast siebzigjährigen Margaret Pole (1541) zeugten von seiner wachsenden Brutalität. Je länger er König war, desto mehr erwartete er seinen Willen zu bekommen und reagierte zunehmend skrupellos, wenn er sich hintergangen fühlte. Anna von Kleves Behandlung zeigt allerdings auch, dass Heinrich großzügig und freundlich sein konnte, wenn man sich ihm fügte.
Obwohl Heinrich nach modernen Maßstäben moralisch fragwürdige und grausame Entscheidungen traf, erfreute er sich bei seinen Untertanen anhaltender Beliebtheit. Er verkörperte die von einem Monarchen erwartete Pracht und Freigiebigkeit und gab täglich Almosen an die Armen aus, auch wenn die Behauptung des venezianischen Botschafters übertrieben scheint, dass er auf diese Weise jährlich zehntausend Dukaten ausgab. Er konnte militärische Erfolge vorweisen, auch wenn sie England auf Dauer wenig nützten. Gleichzeitig verstand er es Leute zu inspirieren und zu führen. Durch den florierenden Buchdruck und die Verteilung englischer Bibeln, auf denen sein Porträt prangte, war Heinrich mit hoher Wahrscheinlichkeit der erste englische König, dessen Gesicht von seinen Untertanen erkannt wurde, was landesweit zu einer größeren Identifikation mit ihm beitrug als mit seinen Vorgängern.

## Wappen

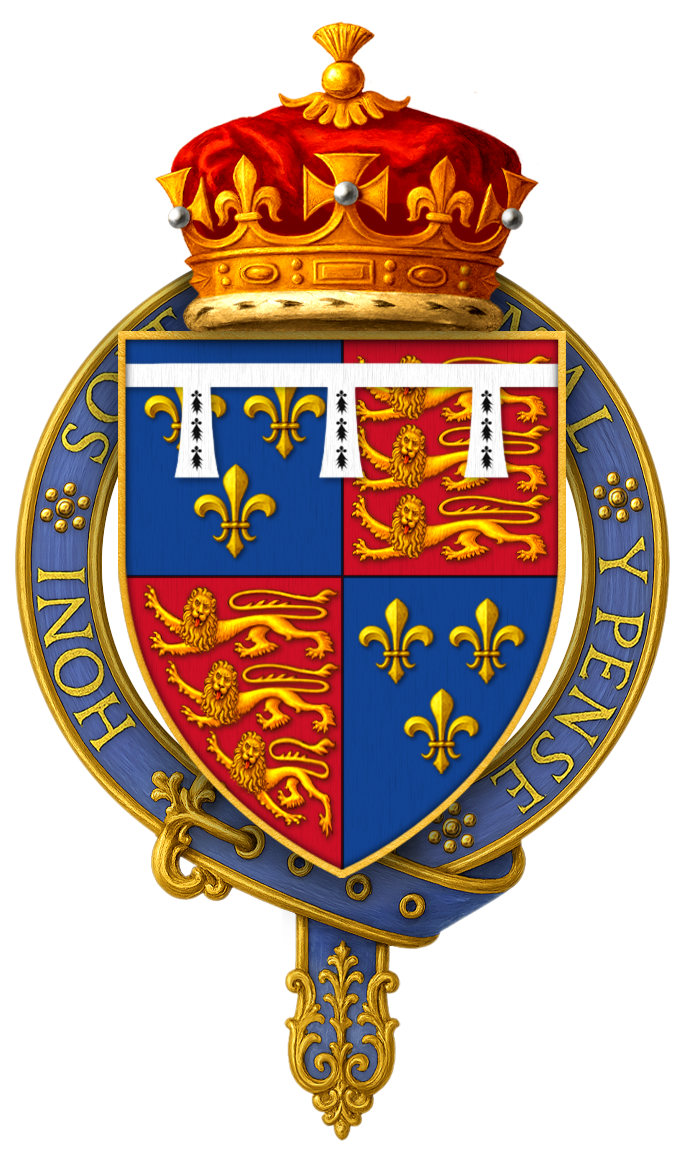
Heinrichs Wappen als Duke of York
Königliches Wappen von Heinrich VIII. von England

## Partnerschaften

### Ehen
Der 1491 geborene Heinrich († 1547) war insgesamt sechsmal verheiratet:
- 1. Ehe: Katharina von Aragon (1485–1536), ⚭ 1509, Annullierung 1533
- 2. Ehe: Anne Boleyn (1501/07–1536), ⚭ 1533, Annullierung und Hinrichtung 1536
- 3. Ehe: Jane Seymour (1509–1537), ⚭ 1536, Tod infolge der Geburt des Thronfolgers Eduard VI. 1537
- 4. Ehe: Anna von Kleve (1515–1557), ⚭ 1540, Annullierung 1540, überlebte Heinrich
- 5. Ehe: Catherine Howard (1521/25–1542), ⚭ 1540, Hinrichtung 1542
- 6. Ehe: Catherine Parr (1512–1548), ⚭ 1543, überlebte Heinrich

Weithin bekannt ist ein englischer Abzählreim, der das Schicksal von Heinrichs Ehefrauen nennt. Er gilt in mehreren Abhandlungen als Standardbeispiel eines allseits bekannten Reims:

“Divorced, Beheaded, Died,
Divorced, Beheaded, Survived.”

„Geschieden, geköpft, gestorben,
geschieden, geköpft, überlebte.“

### Liebschaften
Im Gegensatz zu seinem Rivalen Franz I. ließ Heinrich bei all seinen außerehelichen Liebschaften Diskretion walten. Für seine Zeit galt er als äußerst treuer, liebevoller Ehemann, der lediglich Geliebte hatte, wenn seine Ehefrau schwanger und somit nach damaliger Auffassung sexuell unantastbar war. Zwar gab es Gerüchte um diverse Affären, doch lassen sich historisch nur zwei eindeutig nachweisen. Die erste bekannte Mätresse des Königs war Elizabeth Blount, die um 1517 die Hofdame Katharina von Aragons wurde. Am 15. Juni 1519 brachte sie Heinrichs Sohn Henry Fitzroy zur Welt. Da Heinrich nicht mit Elizabeth verheiratet war, hatte dieser Sohn keinen Anspruch auf den Thron, wurde aber vom König anerkannt.

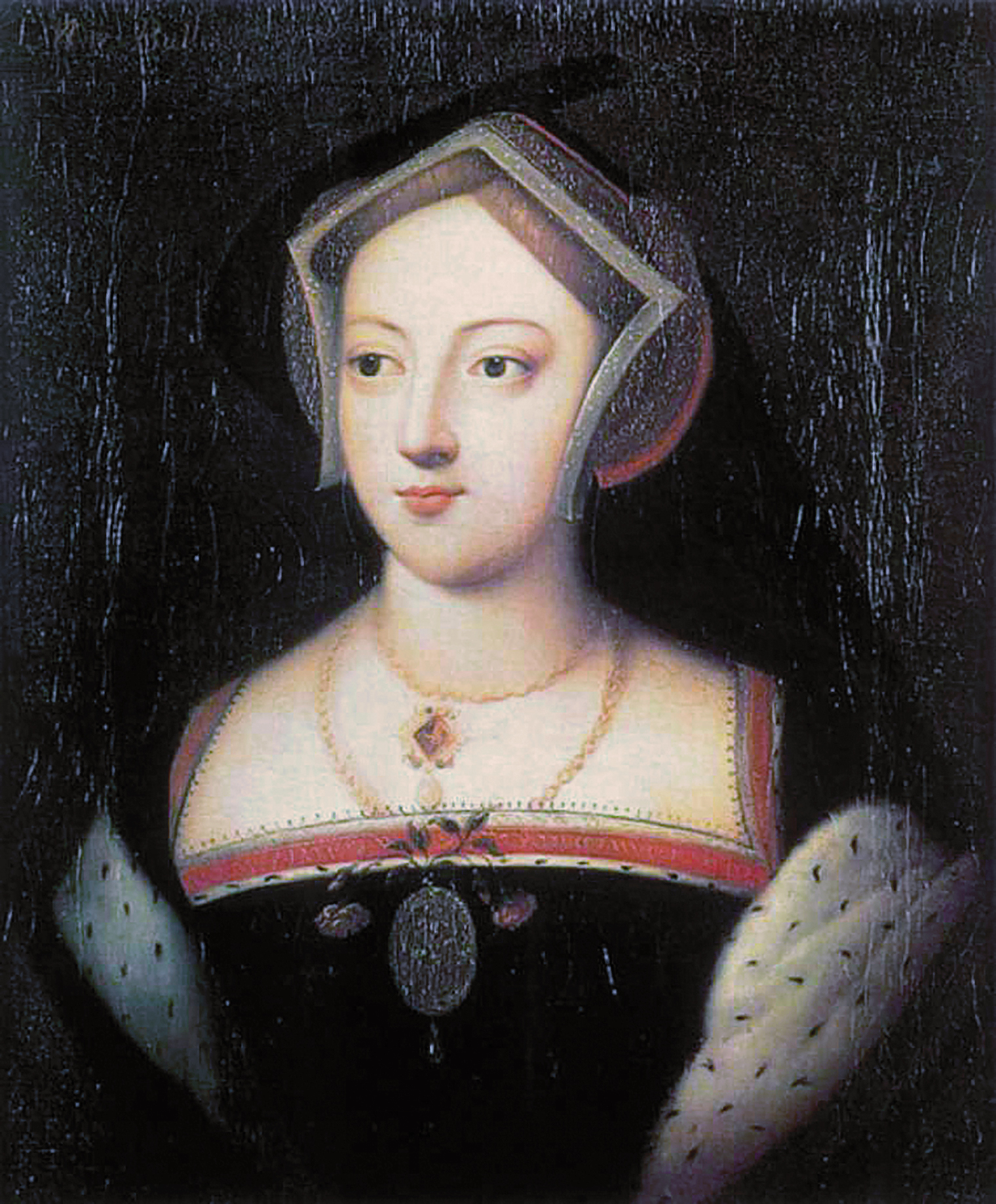
Mary Boleyn, Heinrichs Mätresse zwischen ca. 1520 und 1525

Ca. um 1520 verliebte er sich in Mary Boleyn, die seiner Schwester Mary Tudor während ihrer Zeit als Königin von Frankreich gedient hatte. Mittlerweile war sie mit William Carey verheiratet, Heinrichs entferntem Verwandten, der die Affäre stillschweigend duldete. Diese Liebschaft endete zu einem unbestimmten Zeitpunkt um 1525. Sie wurde nur bekannt, weil Heinrich während seiner Werbung um Anne Boleyn einen päpstlichen Dispens beantragte, um die Schwester einer ehemaligen Geliebten heiraten zu dürfen. Auch antwortete er auf die Anschuldigung, er habe mit Annes Schwester und ihrer Mutter geschlafen: „Nie mit der Mutter!“
Obwohl es keine eindeutigen Beweise für tatsächliche weitere Liebschaften gibt, sind zeitgenössische Gerüchte dokumentiert. Im Jahr 1510 wurde Heinrich eine heimliche Beziehung mit Anne Hastings, Schwester des Edward Stafford, 3. Duke of Buckingham nachgesagt. Allerdings behauptete sein treuer Freund William Compton, der als Vermittler fungierte, er hätte Anne nicht im Auftrag des Königs, sondern für sich selbst umworben. Ein Brief vom 17. Januar 1514 könnte ein Indiz für eine Liebelei Heinrichs mit Etiennette de la Baume sein, während er zur Vertragsunterzeichnung in Lille weilte. Die Dame erinnert ihn daran, wie er ihr einen Kosenamen gab und ihr von vielen schönen Dinge, u. a. der Ehe erzählte. Da Heinrich ihr zu dieser Zeit im Falle ihrer Hochzeit ein Geldgeschenk versprach, bittet Etiennette ihn in ihrem Brief um die Einlösung seines Versprechens.
Im Jahr 1534 interessierte Heinrich sich für eine namentlich nicht bekannte Dame, die sich weigerte, Anne die Ehre zu erweisen. Chapuys zufolge versuchte sie Prinzessin Maria zu unterstützen. Möglicherweise war es die gleiche Frau, die Anne mit Hilfe ihrer Schwägerin Jane Boleyn vom Hof entfernte, sehr zum Zorn des Königs. Im Februar des folgenden Jahres berichtete Chapuys, dass Anne Boleyns Cousine Mary Shelton die unbekannte Frau ausgestochen hatte und nun die Gunst des Königs genoss. Zeitgenossen meinten eine Ähnlichkeit zwischen Shelton und der späteren Königin Anna von Kleve zu sehen.
Da Heinrich für seine Heirat mit Jane Seymour einen Dispens von Thomas Cranmer benötigte, vermutet David Starkey, dass eine Mätresse des Königs mit Jane verwandt war. Nach Janes Tod zeigte der König Interesse an Anne Bassett, einer kürzlich hinzugekommenen Hofdame und Stieftochter seines Onkels Arthur Plantagenet, 1. Viscount Lisle. Er schenkte ihr Pferd und Sattel und veranlasste, dass sie erst im Haus einer Verwandten und später in Anna von Kleves, Catherine Howards und Catherine Parrs Gefolge unterkam. Chapuys zufolge war Annes Einfluss die Begnadigung ihres Stiefvaters zu verdanken. Obwohl spekuliert wird, dass sie seine Geliebte war, kann es sich auch um Aufmerksamkeiten Heinrichs gegenüber einer entfernten Verwandten gehandelt haben.

## Nachkommen

### Eheliche Kinder

#### Mit Katharina von Aragon
Katharinas zweite Ehe; vom 11. Juni 1509 bis zur Annullierung der Ehe am 23. Mai 1533 verheiratet:
- eine Tochter (*/† 31. Januar 1510)
- Henry, Duke of Cornwall (* 1. Januar 1511; † 22. Februar 1511)
- Fehlgeburt (*/† 1513)
- Henry, Duke of Cornwall (*/† Dezember 1514)
- Maria, später Maria I., Königin von England (* 18. Februar 1516; † 17. November 1558) ⚭ Philipp II., König von Spanien
- eine Tochter (*/† 10. November 1518)

Da über Katharinas Schwangerschaft im Jahr 1513 lediglich bekannt ist, dass sie aus Dankbarkeit darüber eine Pilgerfahrt nach Walsingham unternahm, sind weder das Geschlecht noch der Geburtsmonat des Kindes bekannt.

#### Mit Anne Boleyn
Vom 25. Januar 1533 bis zur Annullierung der Ehe am 17. Mai 1536 verheiratet:
- Elisabeth, später Elisabeth I., Königin von England (* 7. September 1533; † 24. März 1603)
- Fehlgeburt (*/† 1534)[209]
- Sohn (*/† 29. Januar 1536)[210]

Da Annes zweite und dritte Schwangerschaft in Fehlgeburten endeten, sind historisch keine Namen für diese Kinder überliefert. Ebenso ist das Geschlecht des zweiten Kindes unbekannt.

#### Mit Jane Seymour
Vom 20. Mai 1536 bis zu Janes Tod am 24. Oktober 1537 verheiratet:
- Eduard, später Eduard VI., König von England (* 12. Oktober 1537; † 6. Juli 1553)

### Uneheliche Kinder

#### Mit Elizabeth Blount
Beziehung von 1517 bis 1519:

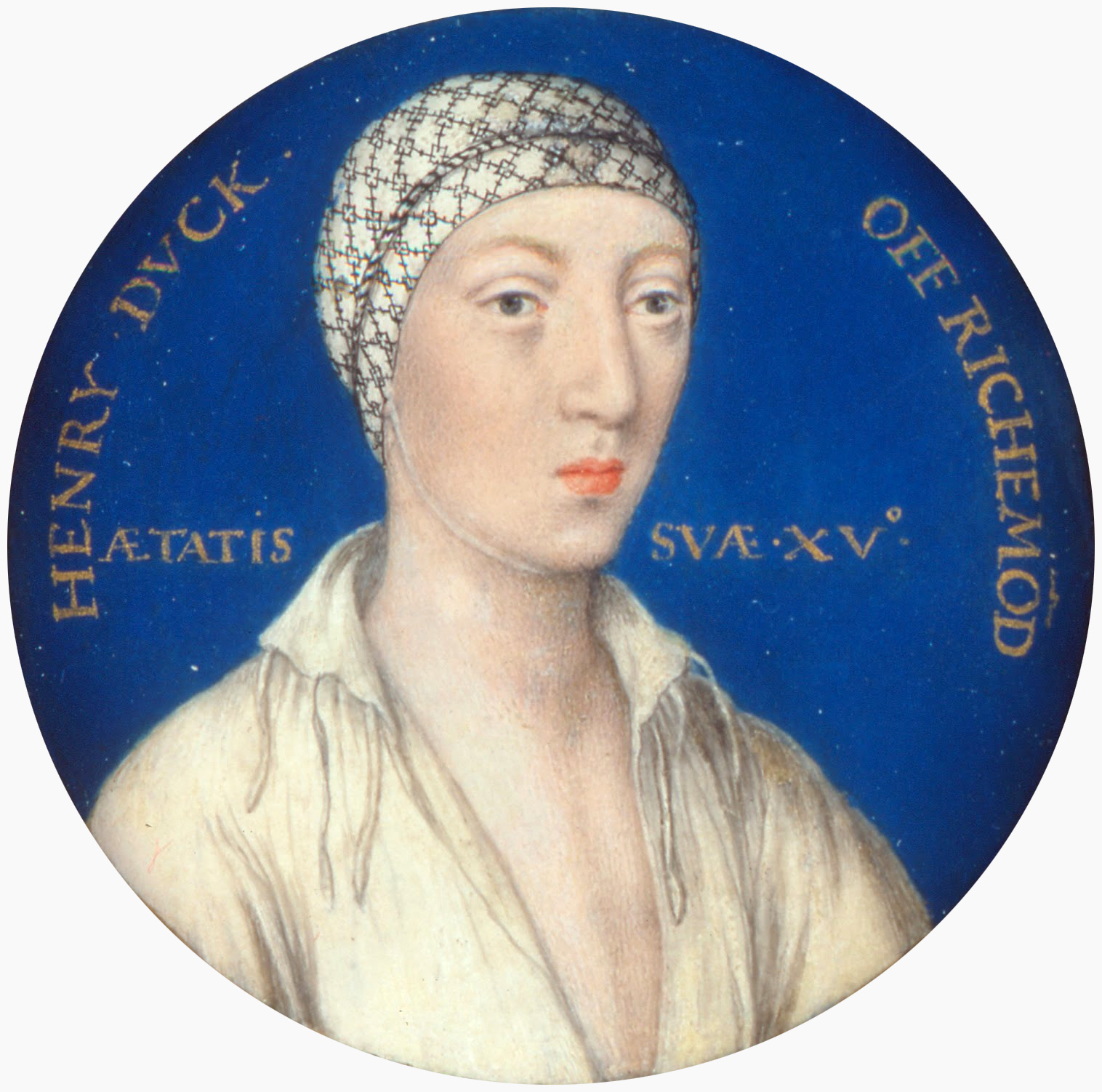
Henry Fitzroy, Heinrichs unehelicher Sohn

- Henry Fitzroy, 1. Duke of Richmond and Somerset (* 15. Juni 1519; † 18. Juni 1536)

#### Mögliche weitere Kinder
Die Vaterschaft weiterer illegitimer Kinder neben Henry Fitzroy wurde nie amtlich anerkannt. Es besteht dennoch zeitlich die Möglichkeit, dass Mary Boleyns Kinder Catherine und Henry Carey von Heinrich gezeugt wurden, da die Affäre von ca. 1522 bis 1525 dauerte. Als im Jahr 1535 wegen Hochverrats gegen Thomas Skydmore aus der Syon Abbey ermittelt wurde, wurde allerdings als Beweis gegen Skydmore explizit seine Behauptung aufgeführt, Henry Carey wäre „der Sohn unseres Herrn Königs von der Schwester der Königin“. Die Vaterschaft von Mary Boleyns Kindern ist daher ungeklärt.
In seiner Sammlung Nugæ Antiquæ bezeichnete John Harington die erste Ehefrau seines Vaters, Etheldreda (auch Audrey) Malte, als „uneheliche Tochter Heinrichs“. Aus den Staatspapieren des Königs geht hervor, dass sein Schneider John Malte mit Joan Dingley eine uneheliche Tochter namens Etheldreda hatte. Im September 1546 vermachte Heinrich ihr großzügig Ländereien und Herrenhäuser, was als Versorgung einer unehelichen Tochter in der Obhut eines Ziehvaters interpretiert werden könnte. Dennoch gibt es keine zeitgenössische Quelle, die Heinrichs Vaterschaft beweist.

## Vorfahren
| Owen Tudor (1400–1461) | Owen Tudor (1400–1461) | Owen Tudor (1400–1461) | Owen Tudor (1400–1461) | Owen Tudor (1400–1461)   | Owen Tudor (1400–1461)   |                          |                          | Katharina von Valois (1401–1437) | Katharina von Valois (1401–1437) | Katharina von Valois (1401–1437) | Katharina von Valois (1401–1437) | Katharina von Valois (1401–1437) | Katharina von Valois (1401–1437) |                           |                           | John Beaufort (1404–1444) | John Beaufort (1404–1444) | John Beaufort (1404–1444) | John Beaufort (1404–1444) | John Beaufort (1404–1444)     | John Beaufort (1404–1444)     |                               |                               | Margaret Beauchamp († 1482)   | Margaret Beauchamp († 1482)   | Margaret Beauchamp († 1482) | Margaret Beauchamp († 1482) | Margaret Beauchamp († 1482) | Margaret Beauchamp († 1482) |  |  | Richard Plantagenet (1411–1460) | Richard Plantagenet (1411–1460) | Richard Plantagenet (1411–1460) | Richard Plantagenet (1411–1460) | Richard Plantagenet (1411–1460) | Richard Plantagenet (1411–1460) |                        |                        | Cecily Neville (1415–1495) | Cecily Neville (1415–1495) | Cecily Neville (1415–1495) | Cecily Neville (1415–1495) | Cecily Neville (1415–1495)    | Cecily Neville (1415–1495)    |                               |                               | Sir Richard Woodville (1405–1469) | Sir Richard Woodville (1405–1469) | Sir Richard Woodville (1405–1469) | Sir Richard Woodville (1405–1469) | Sir Richard Woodville (1405–1469) | Sir Richard Woodville (1405–1469) |                                 |                                 | Jacquetta von Luxemburg (1415–1472) | Jacquetta von Luxemburg (1415–1472) | Jacquetta von Luxemburg (1415–1472) | Jacquetta von Luxemburg (1415–1472) | Jacquetta von Luxemburg (1415–1472) | Jacquetta von Luxemburg (1415–1472) |
| Owen Tudor (1400–1461) | Owen Tudor (1400–1461) | Owen Tudor (1400–1461) | Owen Tudor (1400–1461) | Owen Tudor (1400–1461)   | Owen Tudor (1400–1461)   |                          |                          | Katharina von Valois (1401–1437) | Katharina von Valois (1401–1437) | Katharina von Valois (1401–1437) | Katharina von Valois (1401–1437) | Katharina von Valois (1401–1437) | Katharina von Valois (1401–1437) |                           |                           | John Beaufort (1404–1444) | John Beaufort (1404–1444) | John Beaufort (1404–1444) | John Beaufort (1404–1444) | John Beaufort (1404–1444)     | John Beaufort (1404–1444)     |                               |                               | Margaret Beauchamp († 1482)   | Margaret Beauchamp († 1482)   | Margaret Beauchamp († 1482) | Margaret Beauchamp († 1482) | Margaret Beauchamp († 1482) | Margaret Beauchamp († 1482) |  |  | Richard Plantagenet (1411–1460) | Richard Plantagenet (1411–1460) | Richard Plantagenet (1411–1460) | Richard Plantagenet (1411–1460) | Richard Plantagenet (1411–1460) | Richard Plantagenet (1411–1460) |                        |                        | Cecily Neville (1415–1495) | Cecily Neville (1415–1495) | Cecily Neville (1415–1495) | Cecily Neville (1415–1495) | Cecily Neville (1415–1495)    | Cecily Neville (1415–1495)    |                               |                               | Sir Richard Woodville (1405–1469) | Sir Richard Woodville (1405–1469) | Sir Richard Woodville (1405–1469) | Sir Richard Woodville (1405–1469) | Sir Richard Woodville (1405–1469) | Sir Richard Woodville (1405–1469) |                                 |                                 | Jacquetta von Luxemburg (1415–1472) | Jacquetta von Luxemburg (1415–1472) | Jacquetta von Luxemburg (1415–1472) | Jacquetta von Luxemburg (1415–1472) | Jacquetta von Luxemburg (1415–1472) | Jacquetta von Luxemburg (1415–1472) |
|                        |                        |                        |                        |                          |                          |                          |                          |                                  |                                  |                                  |                                  |                                  |                                  |                           |                           |                           |                           |                           |                           |                               |                               |                               |                               |                               |                               |                             |                             |                             |                             |  |  |                                 |                                 |                                 |                                 |                                 |                                 |                        |                        |                            |                            |                            |                            |                               |                               |                               |                               |                                   |                                   |                                   |                                   |                                   |                                   |                                 |                                 |                                     |                                     |                                     |                                     |                                     |                                     |
|                        |                        |                        |                        | Edmund Tudor (1430–1456) | Edmund Tudor (1430–1456) | Edmund Tudor (1430–1456) | Edmund Tudor (1430–1456) | Edmund Tudor (1430–1456)         | Edmund Tudor (1430–1456)         |                                  |                                  |                                  |                                  |                           |                           |                           |                           |                           |                           | Margaret Beaufort (1443–1509) | Margaret Beaufort (1443–1509) | Margaret Beaufort (1443–1509) | Margaret Beaufort (1443–1509) | Margaret Beaufort (1443–1509) | Margaret Beaufort (1443–1509) |                             |                             |                             |                             |  |  |                                 |                                 |                                 |                                 | Eduard IV. (1442–1483)          | Eduard IV. (1442–1483)          | Eduard IV. (1442–1483) | Eduard IV. (1442–1483) | Eduard IV. (1442–1483)     | Eduard IV. (1442–1483)     |                            |                            |                               |                               |                               |                               |                                   |                                   |                                   |                                   | Elizabeth Woodville (1437–1492)   | Elizabeth Woodville (1437–1492)   | Elizabeth Woodville (1437–1492) | Elizabeth Woodville (1437–1492) | Elizabeth Woodville (1437–1492)     | Elizabeth Woodville (1437–1492)     |                                     |                                     |                                     |                                     |
|                        |                        |                        |                        | Edmund Tudor (1430–1456) | Edmund Tudor (1430–1456) | Edmund Tudor (1430–1456) | Edmund Tudor (1430–1456) | Edmund Tudor (1430–1456)         | Edmund Tudor (1430–1456)         |                                  |                                  |                                  |                                  |                           |                           |                           |                           |                           |                           | Margaret Beaufort (1443–1509) | Margaret Beaufort (1443–1509) | Margaret Beaufort (1443–1509) | Margaret Beaufort (1443–1509) | Margaret Beaufort (1443–1509) | Margaret Beaufort (1443–1509) |                             |                             |                             |                             |  |  |                                 |                                 |                                 |                                 | Eduard IV. (1442–1483)          | Eduard IV. (1442–1483)          | Eduard IV. (1442–1483) | Eduard IV. (1442–1483) | Eduard IV. (1442–1483)     | Eduard IV. (1442–1483)     |                            |                            |                               |                               |                               |                               |                                   |                                   |                                   |                                   | Elizabeth Woodville (1437–1492)   | Elizabeth Woodville (1437–1492)   | Elizabeth Woodville (1437–1492) | Elizabeth Woodville (1437–1492) | Elizabeth Woodville (1437–1492)     | Elizabeth Woodville (1437–1492)     |                                     |                                     |                                     |                                     |
|                        |                        |                        |                        |                          |                          |                          |                          |                                  |                                  |                                  |                                  |                                  |                                  |                           |                           |                           |                           |                           |                           |                               |                               |                               |                               |                               |                               |                             |                             |                             |                             |  |  |                                 |                                 |                                 |                                 |                                 |                                 |                        |                        |                            |                            |                            |                            |                               |                               |                               |                               |                                   |                                   |                                   |                                   |                                   |                                   |                                 |                                 |                                     |                                     |                                     |                                     |                                     |                                     |
|                        |                        |                        |                        |                          |                          |                          |                          |                                  |                                  |                                  |                                  | Heinrich VII. (1457–1509)        | Heinrich VII. (1457–1509)        | Heinrich VII. (1457–1509) | Heinrich VII. (1457–1509) | Heinrich VII. (1457–1509) | Heinrich VII. (1457–1509) |                           |                           |                               |                               |                               |                               |                               |                               |                             |                             |                             |                             |  |  |                                 |                                 |                                 |                                 |                                 |                                 |                        |                        |                            |                            |                            |                            | Elizabeth of York (1466–1503) | Elizabeth of York (1466–1503) | Elizabeth of York (1466–1503) | Elizabeth of York (1466–1503) | Elizabeth of York (1466–1503)     | Elizabeth of York (1466–1503)     |                                   |                                   |                                   |                                   |                                 |                                 |                                     |                                     |                                     |                                     |                                     |                                     |
|                        |                        |                        |                        |                          |                          |                          |                          |                                  |                                  |                                  |                                  | Heinrich VII. (1457–1509)        | Heinrich VII. (1457–1509)        | Heinrich VII. (1457–1509) | Heinrich VII. (1457–1509) | Heinrich VII. (1457–1509) | Heinrich VII. (1457–1509) |                           |                           |                               |                               |                               |                               |                               |                               |                             |                             |                             |                             |  |  |                                 |                                 |                                 |                                 |                                 |                                 |                        |                        |                            |                            |                            |                            | Elizabeth of York (1466–1503) | Elizabeth of York (1466–1503) | Elizabeth of York (1466–1503) | Elizabeth of York (1466–1503) | Elizabeth of York (1466–1503)     | Elizabeth of York (1466–1503)     |                                   |                                   |                                   |                                   |                                 |                                 |                                     |                                     |                                     |                                     |                                     |                                     |
|                        |                        |                        |                        |                          |                          |                          |                          |                                  |                                  |                                  |                                  |                                  |                                  |                           |                           |                           |                           |                           |                           |                               |                               |                               |                               |                               |                               |                             |                             |                             |                             |  |  |                                 |                                 |                                 |                                 |                                 |                                 |                        |                        |                            |                            |                            |                            |                               |                               |                               |                               |                                   |                                   |                                   |                                   |                                   |                                   |                                 |                                 |                                     |                                     |                                     |                                     |                                     |                                     |
|                        |                        |                        |                        |                          |                          |                          |                          |                                  |                                  |                                  |                                  |                                  |                                  |                           |                           |                           |                           |                           |                           |                               |                               |                               |                               |                               |                               |                             |                             | Heinrich VIII. (1491–1547)  |                             |  |  |                                 |                                 |                                 |                                 |                                 |                                 |                        |                        |                            |                            |                            |                            |                               |                               |                               |                               |                                   |                                   |                                   |                                   |                                   |                                   |                                 |                                 |                                     |                                     |                                     |                                     |                                     |                                     |

## Rezeption
Heinrichs Leben ist seit Jahrhunderten häufiger Gegenstand populärer Geschichtsdarstellung.

### Film und Fernsehen
Über Heinrich und seinen Hofstaat wurden viele Filme und Fernsehserien gedreht, darunter Das Privatleben Heinrichs VIII. von 1933 mit Charles Laughton, der diese Rolle noch einmal 1953 in dem Film Die Thronfolgerin spielen sollte.
Ernst Lubitsch drehte 1920 den Stummfilm Anna Boleyn mit Emil Jannings als Heinrich VIII. in der männlichen Hauptrolle. Es wird der Zeitraum zwischen der ersten Begegnung Heinrichs mit Anna bis zu deren Hinrichtung beschrieben. Die Kostüme lehnten sich an zeitgenössische Abbildungen an.
Im Film Eine Prinzessin verliebt sich aus dem Jahr 1953, der Mary Tudors heimliche Liebe zu Charles Brandon thematisiert, spielte James Robertson Justice die Rolle ihres Bruders Heinrich.
In dem oscarprämierten Film Ein Mann zu jeder Jahreszeit (1966) von Fred Zinnemann spielt Robert Shaw den König und Paul Scofield Thomas Morus.
1969 verfilmte Charles Jarrott mit Königin für tausend Tage, historisch nicht ganz korrekt, die Liebesgeschichte und Ehe zwischen Heinrich VIII. (Richard Burton) und Anne Boleyn (Geneviève Bujold). Der Film wurde 1970 mit vier Golden Globes prämiert und für zehn Oscars nominiert.
Die BBC drehte 1970 Die sechs Frauen Heinrichs VIII. mit Keith Michell. 1972 kam davon eine Kinofassung heraus.
Ebenfalls 1970 drehte Gerald Thomas im Rahmen der Carry-On-Filmreihe den Film Carry On Henry (deutscher Titel: Heinrichs Bettgeschichten oder Wie der Knoblauch nach England kam), in dem die Geschichte um Heinrich und seine Frauen parodiert wurde.
2003 wurde Heinrichs Lebensgeschichte mit großem Aufwand als Henry VIII neu verfilmt. Ray Winstone spielte Heinrich. Weitere bekannte Darsteller sind Helena Bonham Carter als Anne Boleyn und Sean Bean als Robert Aske.
In der Simpsons-Folge Geschichtsstunde mit Marge (2004, Staffel 15; OT: Margical History Tour) wird das Leben Heinrichs VIII. von der ersten Ehe mit Katharina von Aragon bis zu seinem Tod thematisiert und die Trennung von der katholischen Kirche behandelt. Alle übrigen Frauen werden mit dem Beil hingerichtet. Wie in derartigen Folgen üblich, werden die Rollen vieler der historischen Figuren von den normalen Simpson-Charakteren übernommen. So ist Homer Simpson Heinrich VIII. und Polizist Wiggum der Henker. Am Ende wird in der Episode Homer (als Heinrich) von Marge (als Katharina) mit einem Kissen erstickt.
2008 porträtierte Eric Bana den englischen König in der Literaturverfilmung Die Schwester der Königin. Natalie Portman spielte Anne und Scarlett Johansson deren Schwester Mary Boleyn.
In der Fernsehserie Die Tudors von 2007 bis 2010 wird Heinrichs Leben fiktional von den 1520ern an bis kurz vor seinem Tod behandelt. Die Rolle des Königs spielte Jonathan Rhys Meyers, weitere Darsteller waren u. a. Natalie Dormer (Anne Boleyn), Annabelle Wallis (Jane Seymour), Maria Doyle Kennedy (Katharina von Aragon) und Henry Cavill (Charles Brandon, 1. Duke of Suffolk).
2015 wurde die Fernsehserie Wölfe ausgestrahlt, die fiktional den Aufstieg Thomas Cromwells behandelt. Heinrich wurde hier von Damian Lewis verkörpert, Cromwell von Mark Rylance und Anne Boleyn von Claire Foy.
In der Fernsehserie The Spanish Princess von 2019, die fiktional Katharina von Aragóns erste Jahre in England behandelt, spielte Ruari O’Connor die Rolle des jungen Heinrichs.
Im Oktober 2020 wurde in Großbritannien auf Channel 5 die dreiteilige Dokuserie Henry VIII: Man, Monarch, Monster erstausgestrahlt. Am 4. Februar 2022 erfolgte die Erstausstrahlung der deutschen Entsprechung Mythos Heinrich VIII. auf ZDFinfo. Die Titel der deutschsprachigen Folgen lauten, beginnend mit der ersten Folge: Aufstieg zum König, Sex und Intrigen und Größenwahn.

### Musik
Die Donizetti-Oper Anna Bolena behandelt in einer romantischen, historisch nicht haltbaren Handlung das Schicksal von Heinrichs zweiter Gattin Anne Boleyn. Camille Saint-Saëns verarbeitete in seiner Oper Henry VIII dessen Ehe mit Anne Boleyn und das Kirchenschisma.
1965 brachte die Beatgruppe Herman’s Hermits das Lied I’m Henry the Eighth, I Am in die Charts (#1 USA, #15 D). Der Song wurde 1910 von Fred Murray und R. P. Weston geschrieben.
Der Yes-Keyboarder Rick Wakeman veröffentlichte 1973 unter dem Titel The Six Wives of Henry VIII ein Konzeptalbum über Heinrich und seine Ehefrauen.
Das 2017 uraufgeführte Musical Six lässt die sechs Ehefrauen Heinrichs VIII. in einem Wettkampf darum streiten, welche von ihnen am meisten unter Heinrich gelitten hat.

### Deutschsprachig
- Jasper Ridley: Heinrich VIII. Biographie. Droemer Knaur, München 1993, ISBN 3-426-75013-9.
- Sabine Appel: Heinrich VIII. Der König und sein Gewissen. Eine Biographie. Beck, München 2012, ISBN 978-3-406-63856-5.
- Dieter Berg: Heinrich VIII. von England. Leben – Herrschaft – Wirkung. Kohlhammer, Stuttgart 2013, ISBN 978-3-17-021900-7. Maßgebliche deutschsprachige Biographie mit Überblick zur bisherigen Forschung.[218]

### Englischsprachig
- Tracy Borman: Henry VIII and the Men who made him. Atlantic Monthly Press 2018, ISBN 978-0-8021-2843-0.
- John Guy: Henry VIII. The Quest for Fame. Allen Lane, London 2014, ISBN 978-0-14-197712-6 (Knappe, aktuelle Einführung).
- Leanda de Lisle: Tudor. The Family Story. Chatto & Windus 2013, ISBN 978-0-7011-8589-3.
- David Starkey: Henry: Virtuous Prince. Harper Perennial, London 2009, ISBN 978-0-00-724772-1.
- Lucy Wooding: Henry VIII. Routledge, London 2009, ISBN 978-0-415-33995-7.
- Robert Hutchinson: The Last Days of Henry VIII. Conspiracy, Treason and Heresy at the Court of the Dying Tyrant. Phoenix 2006, ISBN 978-0-7538-1936-4.
- E. W. Ives: Henry VIII (1491–1547). In: Oxford Dictionary of National Biography. Band 26, Haycock–Hichens, Oxford University Press, Oxford 2004, ISBN 0-19-861376-8.
- David Starkey: Six Wives. The Queens of Henry VIII. Harper Perennial, London 2003, ISBN 978-0-06-000550-4.
- John J. Scarisbrick: Henry VIII. Yale University Press, New Haven, London 1997, ISBN 0-300-07158-2 (Standardwerk).